# Hoàng thành Huế

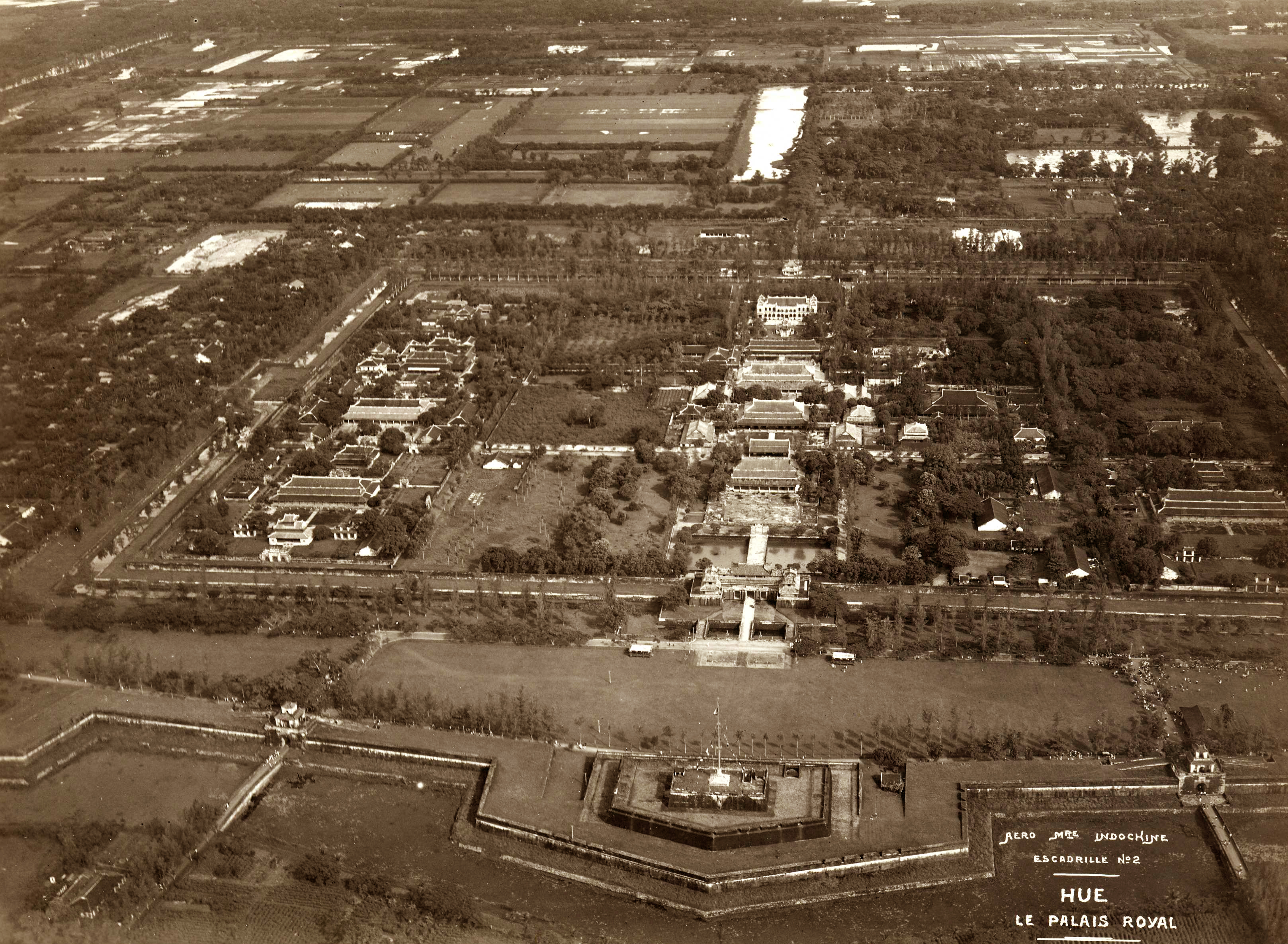
Ảnh chụp Hoàng thành Huế ngày 11 tháng 9, năm 1932.

Hoàng thành Huế (chữ Hán: 皇城) hay còn được gọi là Đại Nội (大內), là vòng thành thứ hai bên trong Kinh thành Huế, có chức năng bảo vệ các cung điện quan trọng nhất của triều đình, các miếu thờ tổ tiên nhà Nguyễn và bảo vệ Tử Cấm thành - nơi dành riêng cho vua và hoàng gia. Người ta thường gọi chung Hoàng thành và Tử Cấm thành là Đại Nội.

## Lịch sử

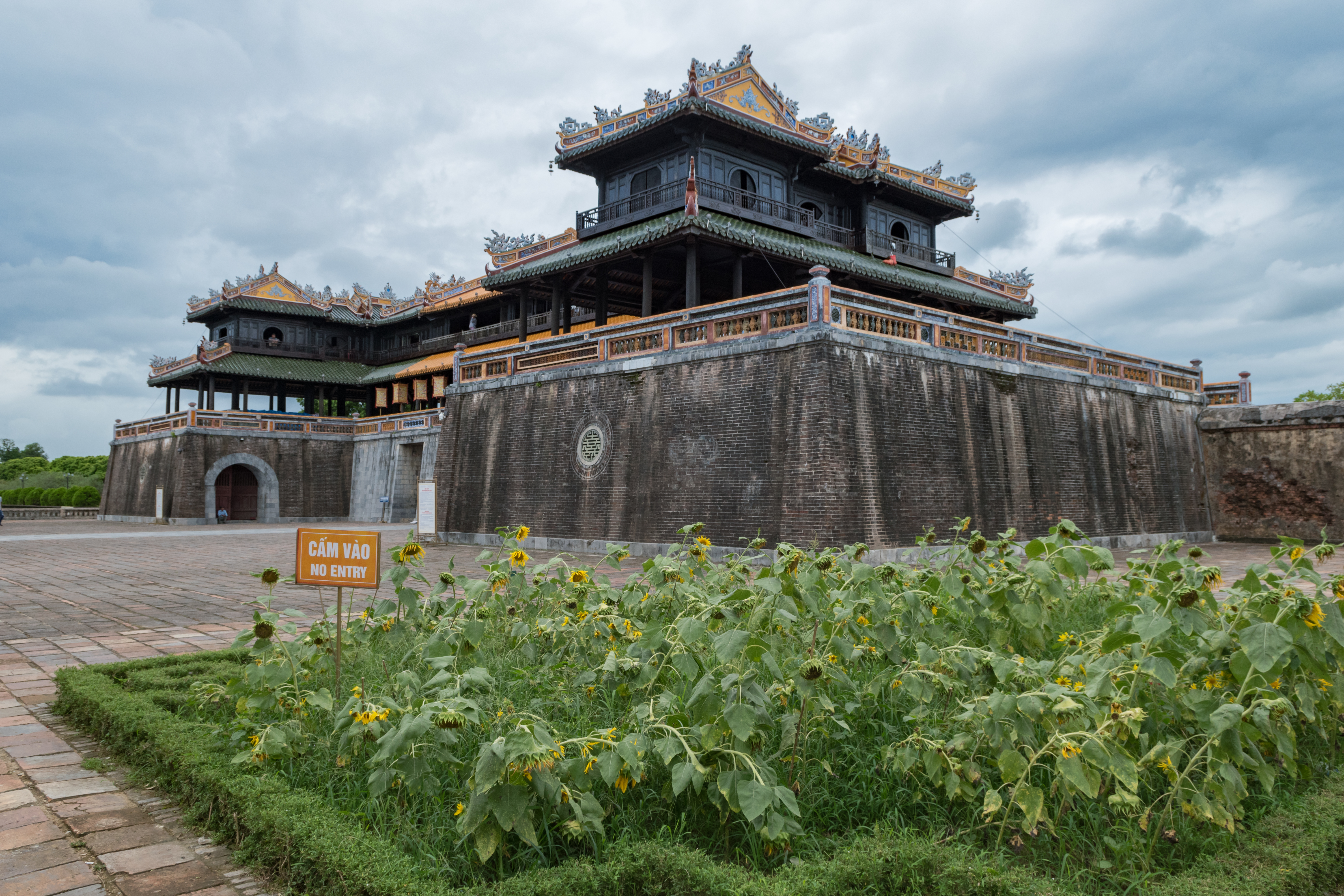
Ngọ Môn, cổng chính của Hoàng thành Huế

Hoàng thành được xây dựng năm 1804, nhưng mãi đến năm 1833 đời vua Minh Mạng mới hoàn chỉnh toàn bộ hệ thống cung điện với khoảng 147 công trình.
Hoàng thành có mặt bằng gần vuông, mỗi bề khoảng 600 mét, xây bằng gạch, cao 4m, dày 1m, xung quanh có hào bảo vệ, có 4 cửa để ra vào: Cửa chính (phía Nam) là Ngọ Môn, phía Đông có cửa Hiển Nhơn, phía Tây có cửa Chương Đức, phía Bắc có cửa Hòa Bình. Các cầu và hồ được đào chung quanh phía ngoài thành đều có tên Kim Thủy.
Hoàng thành và toàn bộ hệ thống cung điện bên trong được bố trí trên một trục đối xứng, trong đó trục chính giữa được bố trí các công trình chỉ dành cho vua. Các công trình ở hai bên được phân bố chặt chẽ theo từng khu vực, tuân thủ nguyên tắc (tính từ trong ra): "tả nam hữu nữ", "tả văn hữu võ". Ngay cả trong các miếu thờ cũng có sự sắp xếp theo thứ tự "tả chiêu hữu mục" (bên trái trước, bên phải sau, lần lượt theo thời gian).

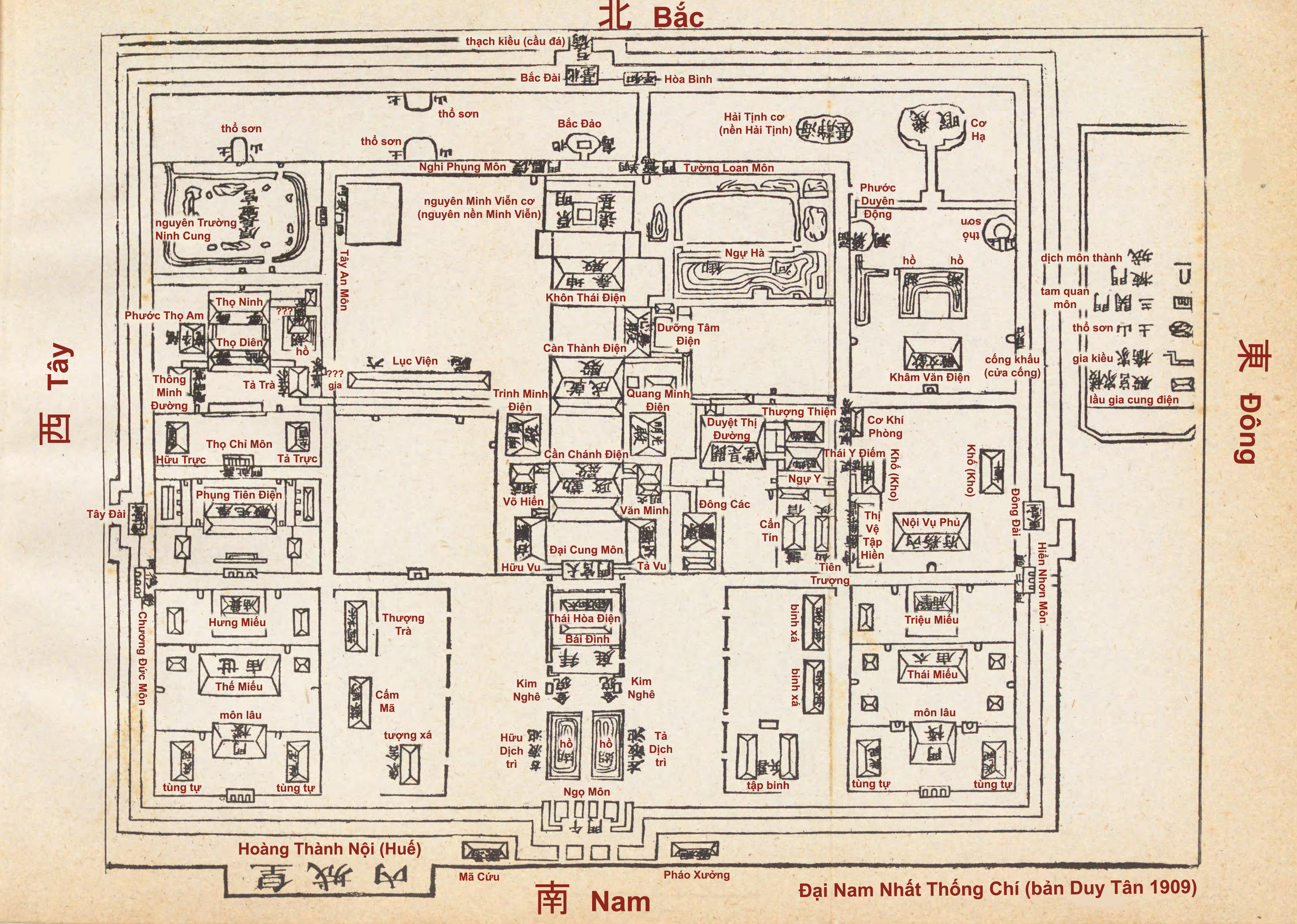
Bản vẽ mặt bằng tổng thể Đại nội Huế năm 1909 trong Đại Nam nhất thống chí

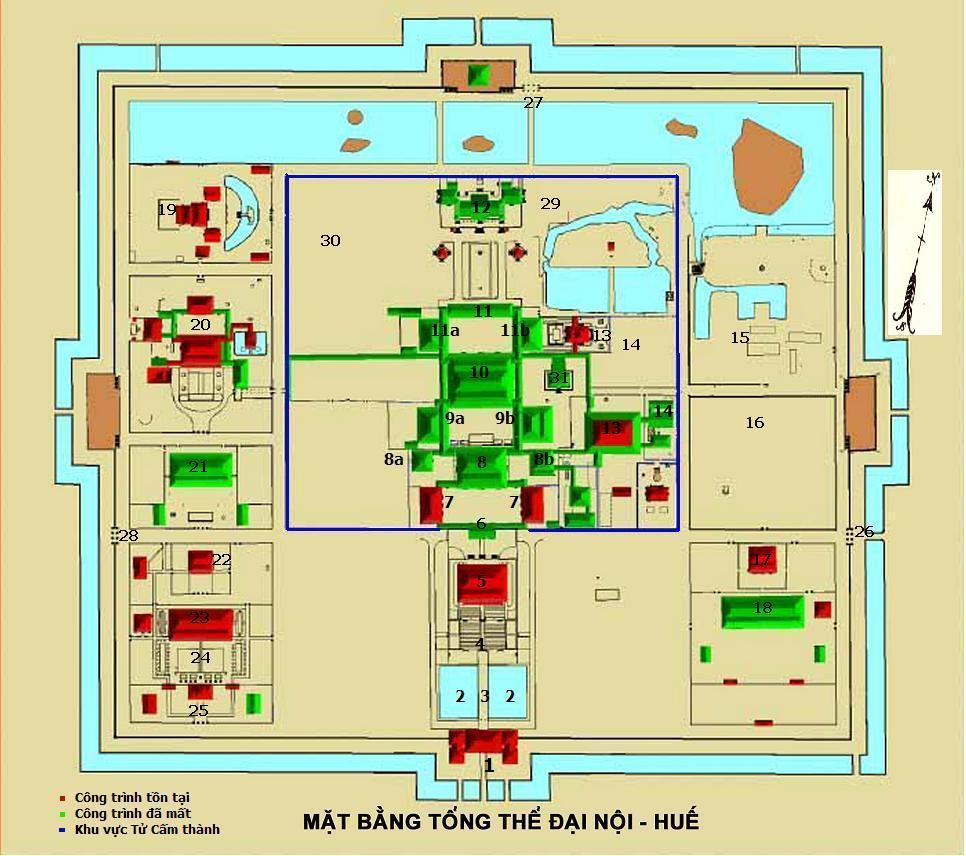
Hoàng thành Huế: 1. Ngọ Môn 2. Hồ Thái Dịch 3. Cầu Trung Đạo 4. Sân Đại Triều 5. Điện Thái Hoà 6. Đại Cung môn 7. Tả vu, Hữu vu 8. Điện Cần Chánh 8a. Điện Võ Hiển 8b. Điện Văn Minh 9a. Điện Trinh Minh 9b. Điện Quang Minh 10. Điện Càn thành 11. Điện Khôn Thái 11a. Viện Thuận Huy 11b. Viện Dưỡng Tâm 12. Lầu Kiến Trung 13. Thái Bình Lâu 14. Vườn Ngự Uyển 15. Vườn Cơ Hạ 16.Phủ Nội vụ 17. Triệu Miếu 18. Thái Miếu 19. Cung Trường Sanh 20. Cung Diên Thọ 21. Điện Phụng Tiên 22. Hưng Miếu 23. Thế Miếu 24. Cửu Đỉnh 25. Hiển Lâm Các 26. Cửa Hiển Nhơn 27. Cửa Hoà Bình 28. Cửa Chương Đức 29. Ngự Tiền Văn phòng 30. Lục Viện 31. Điện Minh Thận

Mặc dù có rất nhiều công trình lớn nhỏ được xây dựng trong khu vực Hoàng thành nhưng tất cả đều được đặt giữa thiên nhiên với các hồ lớn nhỏ, vườn hoa, cầu đá, các hòn đảo và các loại cây lưu niên tỏa bóng mát quanh năm. Mặc dù quy mô của mỗi công trình có khác nhau, nhưng về tổng thể, các cung điện ở đây đều làm theo kiểu "trùng lương trùng thiềm" (hay còn gọi là "trùng thiềm điệp ốc" - kiểu nhà kép hai mái trên một nền), đặt trên nền đá cao, vỉa ốp đá Thanh, nền lát gạch Bát Tràng có tráng men xanh hoặc vàng, mái cũng được lợp bằng một loại ngói đặc biệt hình ống có tráng men thường gọi là ngói Thanh lưu ly (nếu có màu xanh) hoặc Hoàng lưu ly (nếu có màu vàng). Các cột được sơn thếp theo mô típ long - vân (rồng-mây). Nội thất cung điện thường được trang trí theo cùng một phong cách nhất thi nhất họa (một bài thơ kèm một bức tranh) với rất nhiều thơ bằng chữ Hán và các mảng chạm khắc trên gỗ theo đề tài bát bửu, hay theo đề tài tứ thời).

## Hoàng thành

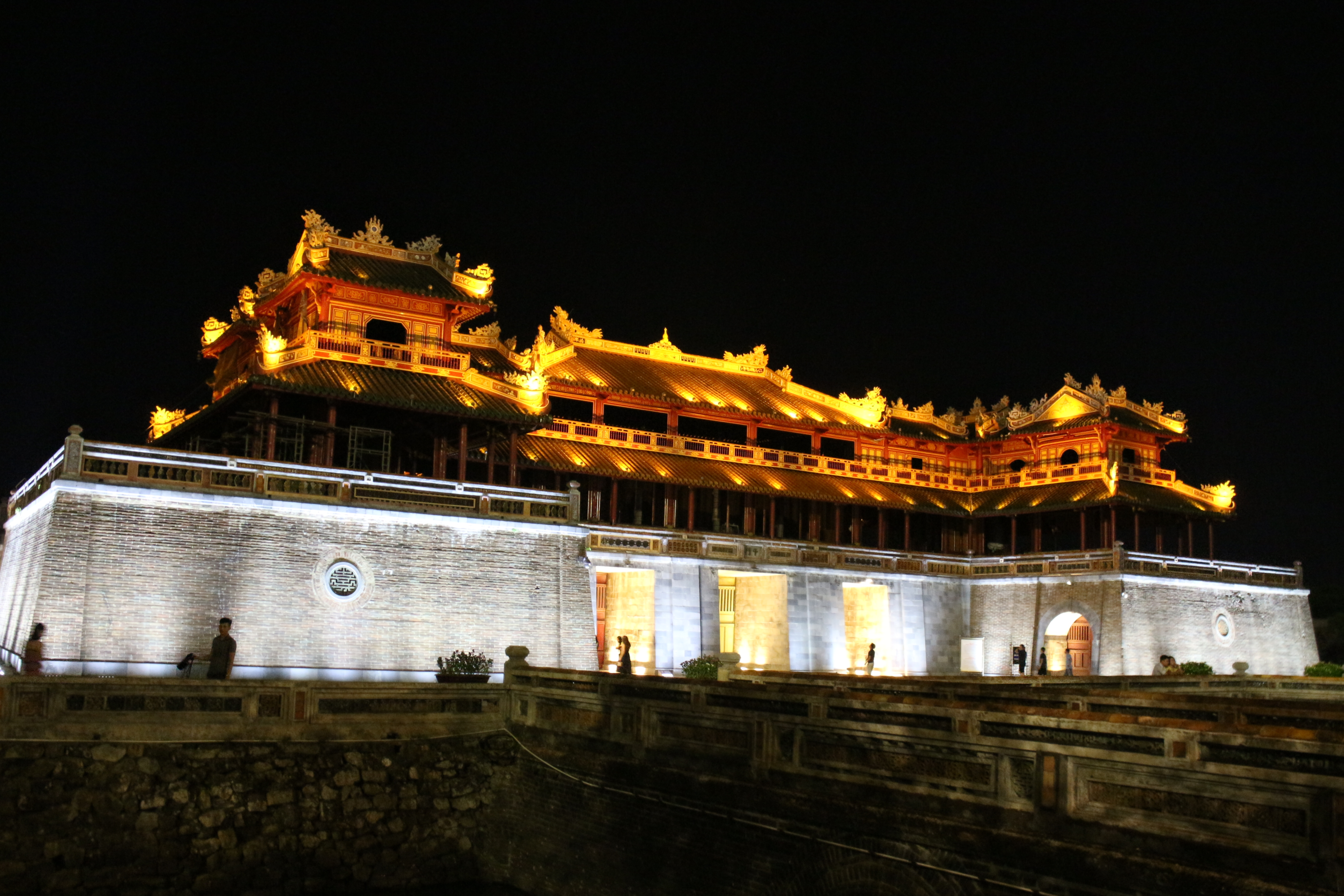
Ngọ Môn về đêm

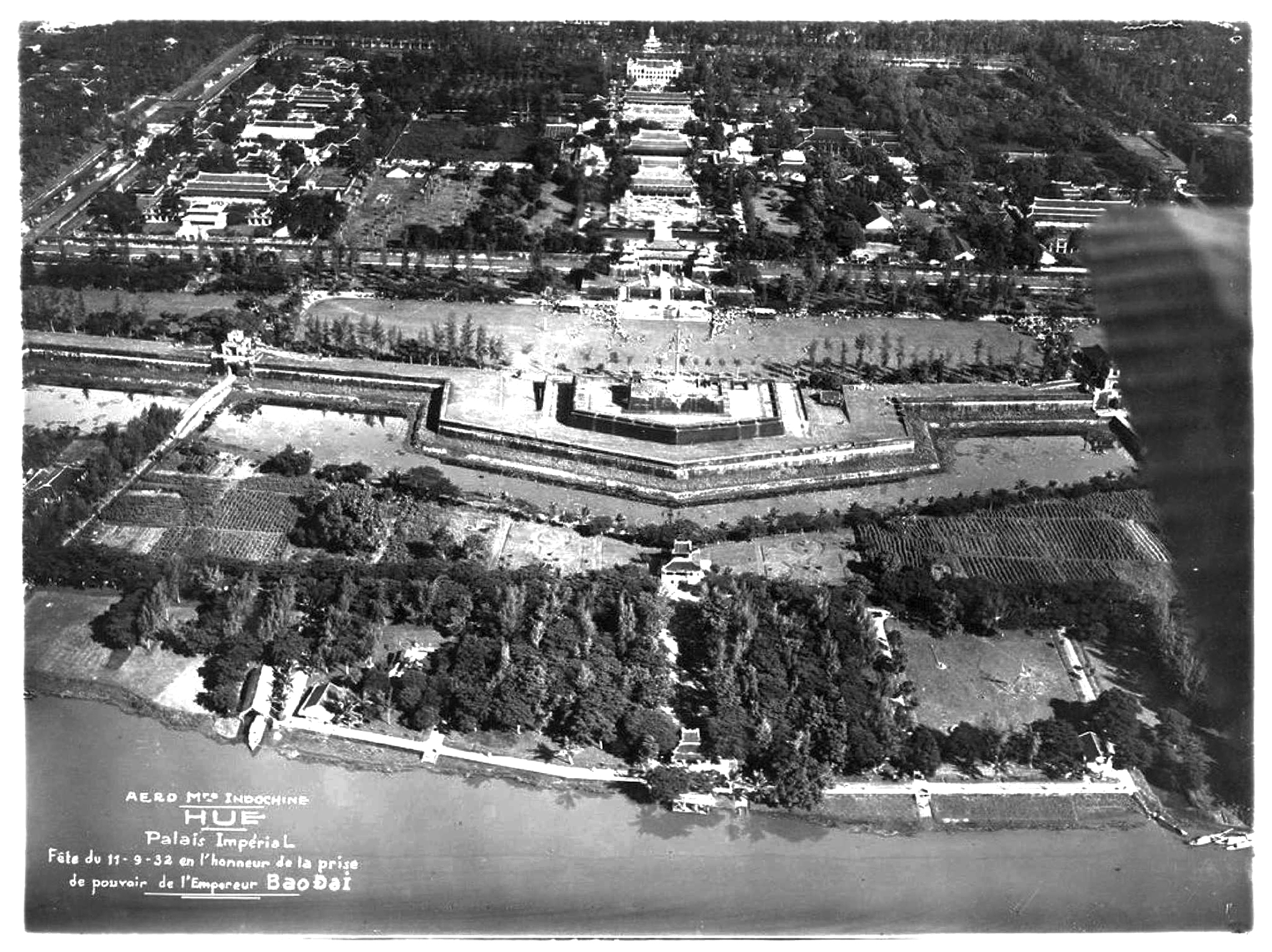
Ảnh chụp Hoàng thành trên không ngày 11 tháng 9, 1932.

- Khu vực phòng vệ: gồm vòng thành bao quanh bên ngoài, cổng thành, các hồ (hào), cầu và đài quan sát.
- Khu vực cử hành đại lễ, gồm các công trình:
  - Ngọ Môn, cửa chính của Hoàng thành - nơi tổ chức lễ Duyệt Binh, lễ Truyền Lô (đọc tên các Tiến sĩ tân khoa), lễ Ban Sóc (ban lịch năm mới).
  - Thái Hòa điện - nơi cử hành các cuộc lễ Đại Triều một tháng 2 lần (vào ngày 1 và 15 Âm lịch), lễ Đăng Quang, lễ Vạn Thọ, lễ Quốc Khánh...
- Khu vực các miếu thờ: được bố trí ở phía trước, hai bên trục dọc của Hoàng thành theo thứ tự từ trong ra gồm:
  - Triệu Tổ Miếu ở bên trái thờ Nguyễn Kim.
  - Thái Tổ Miếu thờ các vị chúa Nguyễn.
  - Hưng Tổ Miếu ở bên phải Nguyễn Phúc Luân.
  - Thế Tổ Miếu thờ các vị vua nhà Nguyễn.
- Khu vực dành cho bà nội và mẹ vua (phía sau, bên phải), gồm hệ thống Trường Sanh cung (dành cho các Thái hoàng thái hậu) và Diên Thọ cung (dành cho các Hoàng thái hậu).
- Khu vực dành cho các hoàng tử học tập, giải trí như vườn Cơ Hạ, điện Khâm văn... (phía sau, bên trái).
- Ngoài ra còn có kho tàng (Phủ Nội vụ) và các xưởng chế tạo đồ dùng cho hoàng gia (phía trước vườn Cơ Hạ)
- Khu vực Tử Cấm thành nằm trên cùng một trục Bắc-Nam với Hoàng thành và Kinh thành, gồm một vòng tường thành bao quanh khu vực các cung điện như
  - Cần Chánh điện (nơi vua tổ chức lễ Thường triều).
  - Càn Thành điện (chỗ ở của vua).
  - Khôn Thái điện (chỗ ở của Hoàng Quý phi),
  - Kiến Trung điện (từng là nơi ở của vua Bảo Đại và Hoàng hậu Nam Phương), trước đây là Minh Viễn lâu.
  - Nhà đọc sách và các công trình khác phục vụ cho nhu cầu sinh hoạt của nhà vua và gia đình như Thượng Thiện đường (nơi phục vụ ăn uống), Duyệt Thị đường (nhà hát hoàng cung)...

Đến nay, trải qua bao biến động và thời gian, hàng trăm công trình kiến trúc ở Đại Nội chỉ còn lại ít ỏi chiếm không đầy một nửa con số ban đầu.

## Đại Nội

#### Ngọ Môn

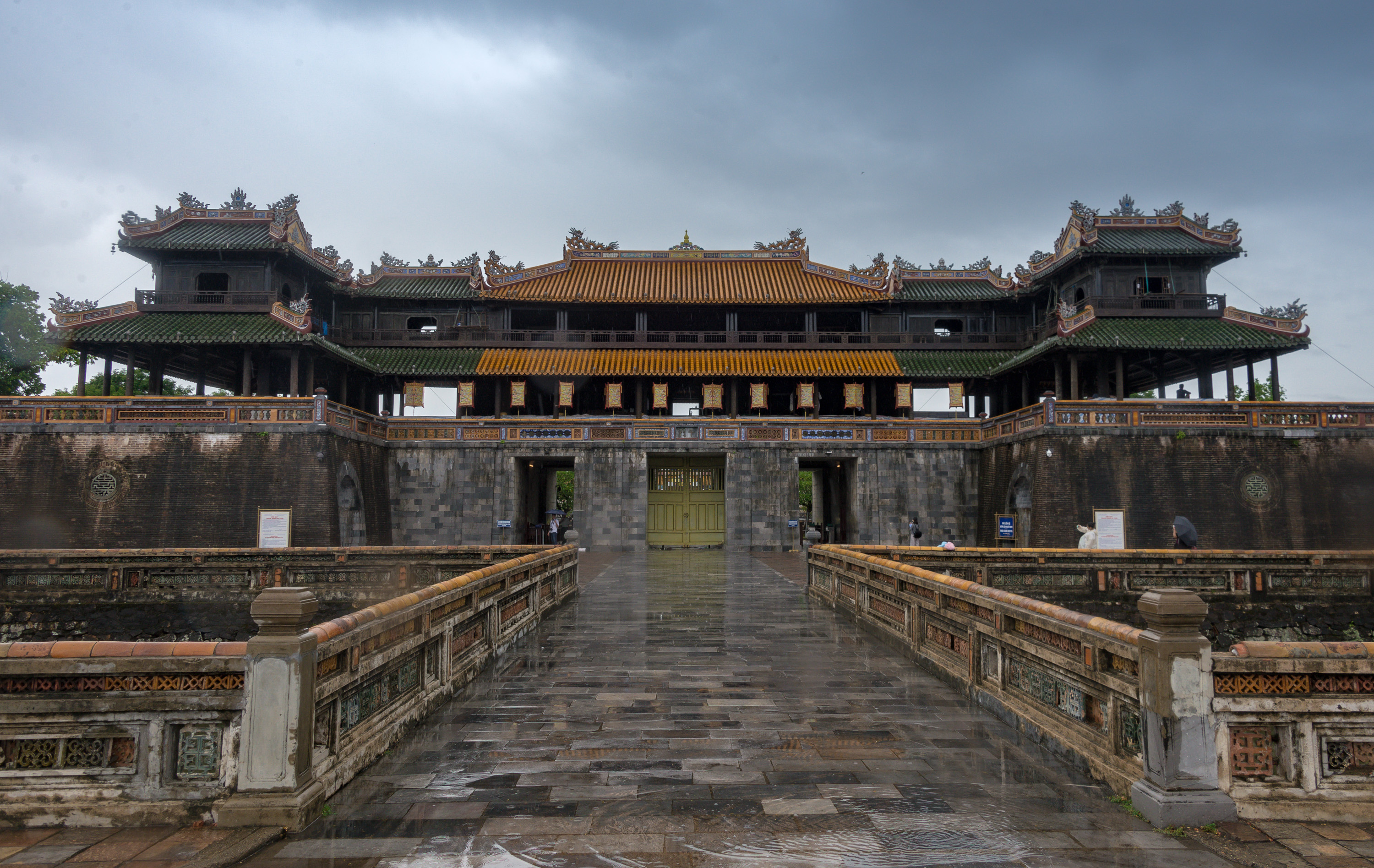
Ngọ môn.

Ngọ Môn là cổng chính phía nam của Hoàng thành Huế được xây dựng vào năm Minh Mạng 14 (1834). Ngọ Môn có nghĩa đen là Cổng xoay về hướng Ngọ, là cổng lớn nhất trong 4 cổng chính của Hoàng thành Huế. Về mặt từ nguyên, Ngọ Môn có nghĩa là chiếc cổng xoay mặt về hướng Ngọ, cũng là hướng Nam, theo Dịch học là hướng dành cho bậc vua Chúa.

### Hiển Nhơn môn

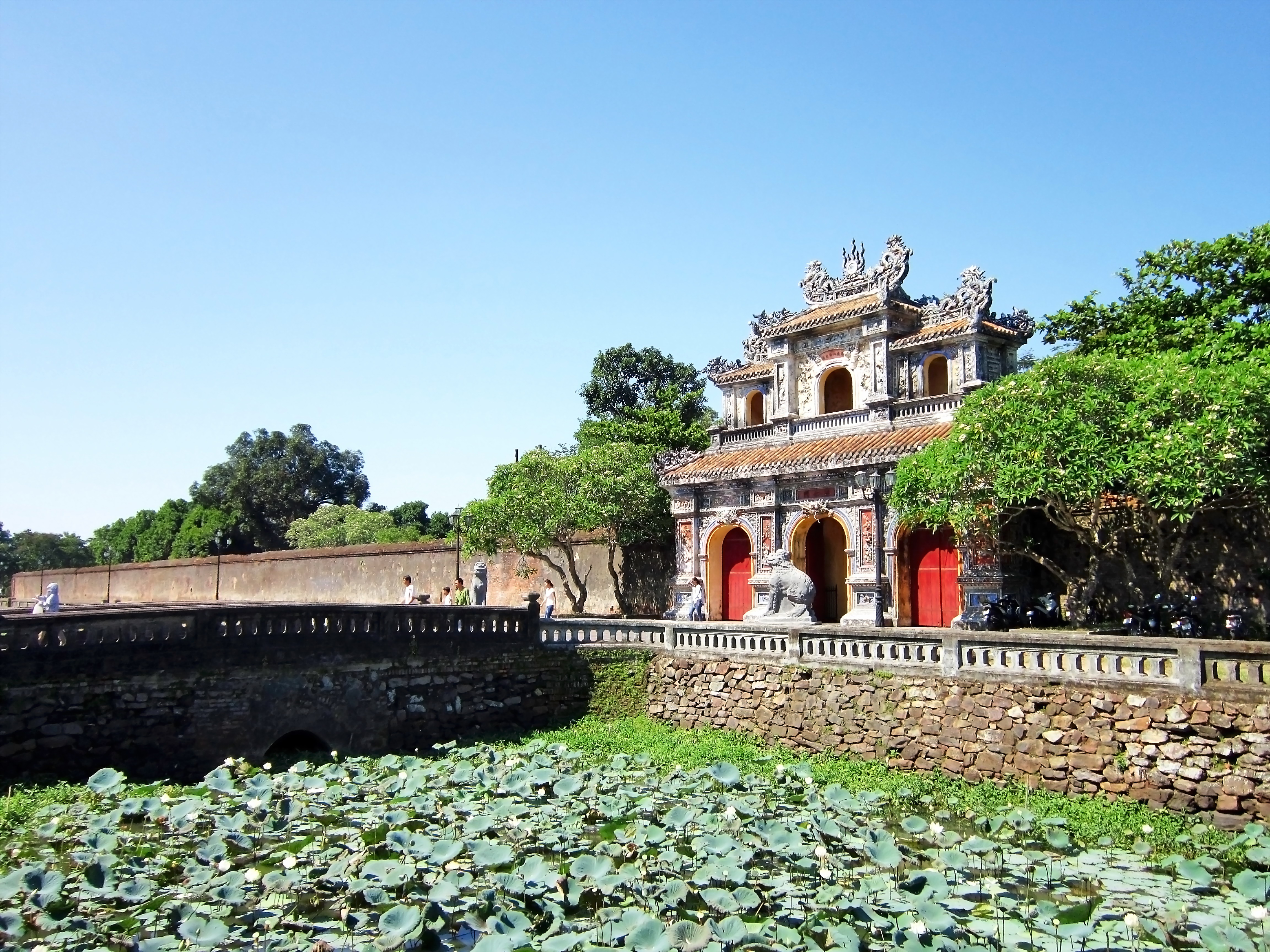
Cửa Hiển Nhơn - cửa phía Đông của Hoàng thành.

### Chương Đức môn
Cửa Chương Đức là một trong bốn cổng của Hoàng Thành, cổng nằm ở phía Tây của Hoàng Thành, ngoài chức năng là cổng dành cho các bà trong cung ra vào, cùng với Tây Khuyết đài cổng Chương Đức còn góp phần phòng thủ bảo vệ triều đình và hoàng gia; đồng thời tạo sự ngăn cách đời sống sinh hoạt trong cung với xã hội bên ngoài. Quan niệm "tả nam hữu nữ, nam nhân nữ đức" là nguyên tắc quan trọng trong các công trình kiến trúc của triều Nguyễn.
Tên Chương Đức ngụ ý nói đến "tứ đức" của người phụ nữ xưa. Cửa được xây dựng năm 1804 dưới thời vua Gia Long theo kiểu tam quan nhưng cách thức đơn giản và chưa có vọng lâu. Qua nhiều lần cải tạo, vào thời vua Khải Định năm 1921, cửa được sửa chữa và có sự tiếp thu cao về kỹ thuật cũng như vật liệu xây dựng; đặc biệt là hình thức trang trí đắp nổi sành sứ, thủy tinh. Nghệ thuật ghép sành sứ ở cửa Chương Đức đã đạt đến một trình độ cao, thực sự là một dấu mốc quan trọng trong quá trình phát triển ghép sành sứ dưới triều Nguyễn nói chung và dưới thời vua Khải Định nói riêng.
Cửa Chương Đức có ba tầng, trên các trụ thân cửa chia thành nhiều ô hộc, mỗi ô hộc trang trí với nhiều chủ đề khác nhau, đó là những bức tranh và là những tác phẩm nghệ thuật đặc sắc. Hệ thống mái lợp ngói hoàng lưu ly; đầu ngói tròn nổi nhô lên trên khắc nổi chữ "Thọ" trong khung tròn, đầu ngói chìm bên dưới khắc nổi đầu con dơi, mô típ trang trí này rất phổ biến ở các di tích của triều Nguyễn với ý nghĩa "Phúc Thọ Khang Ninh".
Từ sau khi triều Nguyễn cáo chung năm 1945, cửa Chương Đức ít được quan tâm, tu sửa. Đặc biệt do bom đạn trong chiến tranh đã làm cửa bị hư hại nhiều. Từ năm 2003 – 2004 cửa Chương Đức đã được trùng tu lại theo nguyên mẫu dưới thời vua Khải Định như chúng ta thấy hiện nay.

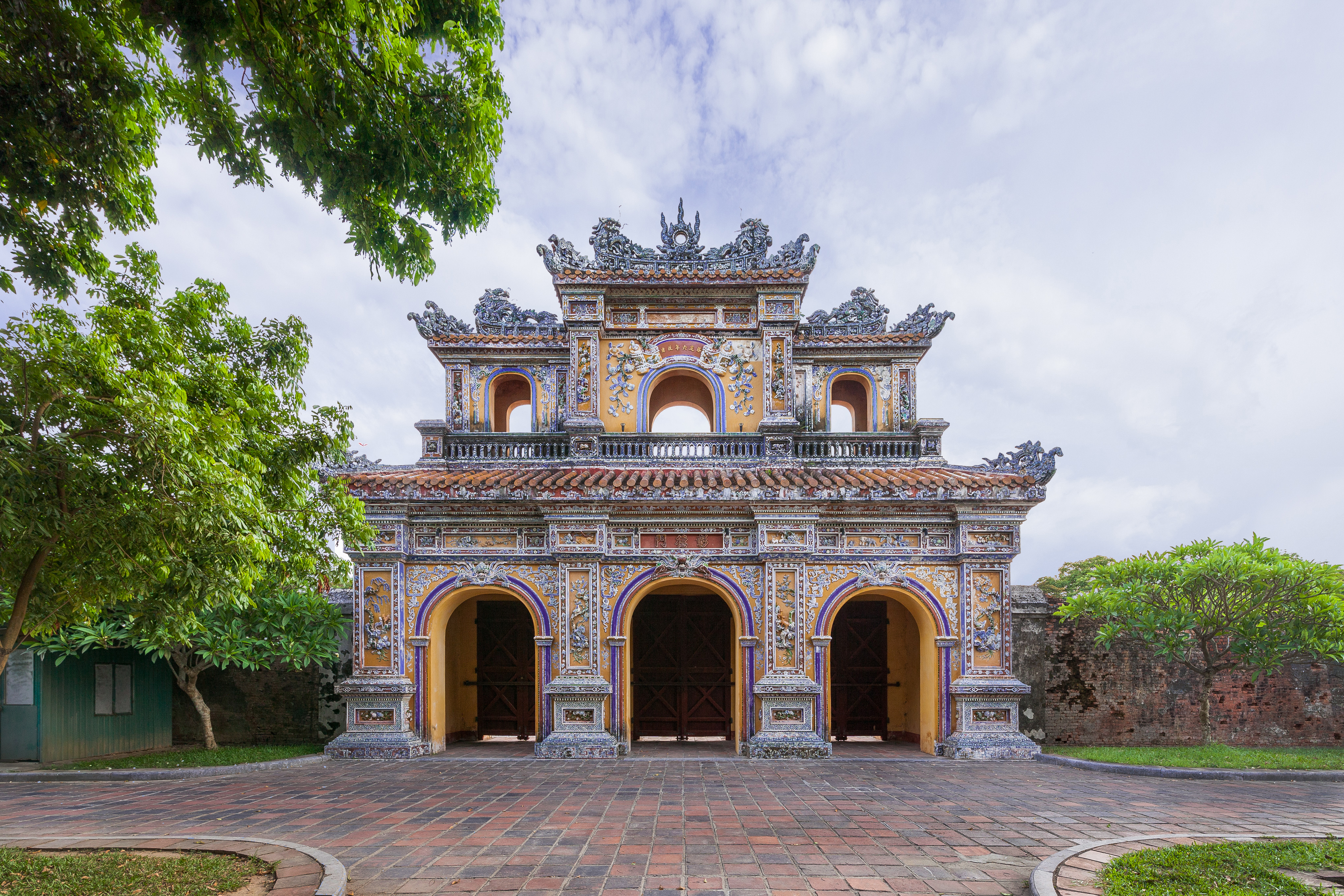
Cửa Chương Đức - cửa phía Tây của Hoàng thành.

### Cầu Trung Đạo và Hồ Thái dịch

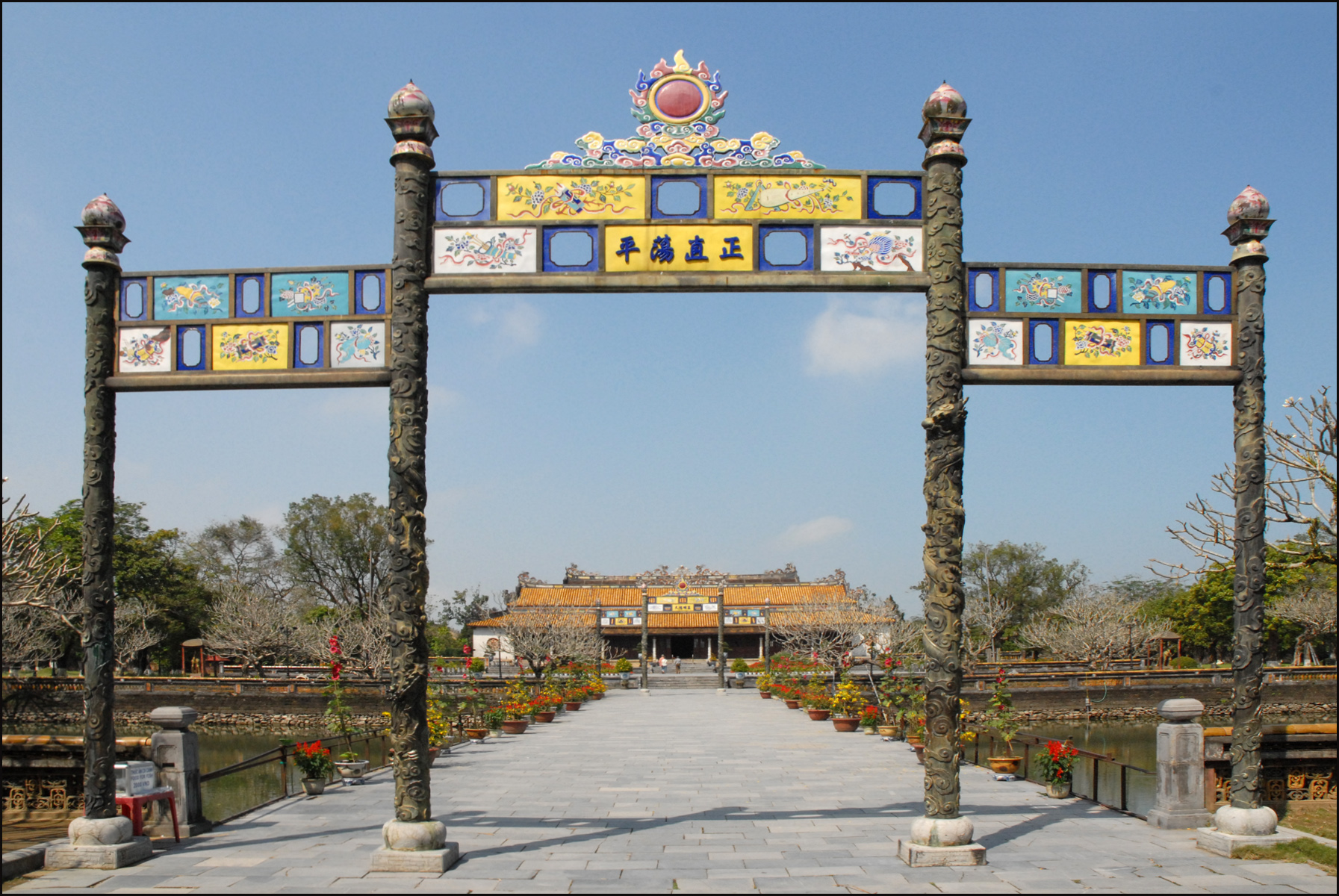
Nghi môn, Trung Đạo kiều và Thái Dịch hồ.

#### Điện Thái Hoà và Sân Đại Triều Nghi

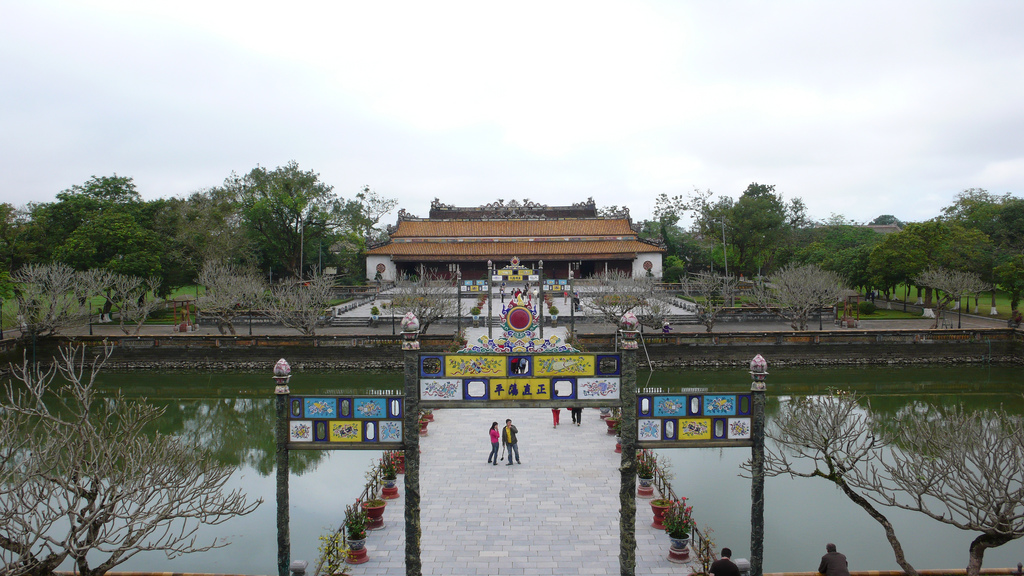
Khu vực từ Ngọ Môn trở vào được gọi là Đại Nội. Kết thúc Cầu Trung Đạo là khu vực sân Đại Triều Nghi. Phía trên là Điện Thái Hòa (hoàng thành Huế).

điện Thái Hòa.

Điện Thái Hòa (chữ Hán: 太和殿) là cung điện nằm trong khu vực Đại Nội của kinh thành Huế. Điện cùng với Sân Đại Triều Nghi (sân chầu) là địa điểm được dùng cho các buổi triều nghi quan trọng của triều đình như: lễ Đăng Quang, sinh nhật vua, những buổi đón tiếp sứ thần chính thức và các buổi đại triều được tổ chức 2 lần vào ngày mồng 1 và 15 âm lịch hàng tháng. Trong chế độ phong kiến cung điện này được coi là trung tâm của đất nước. 

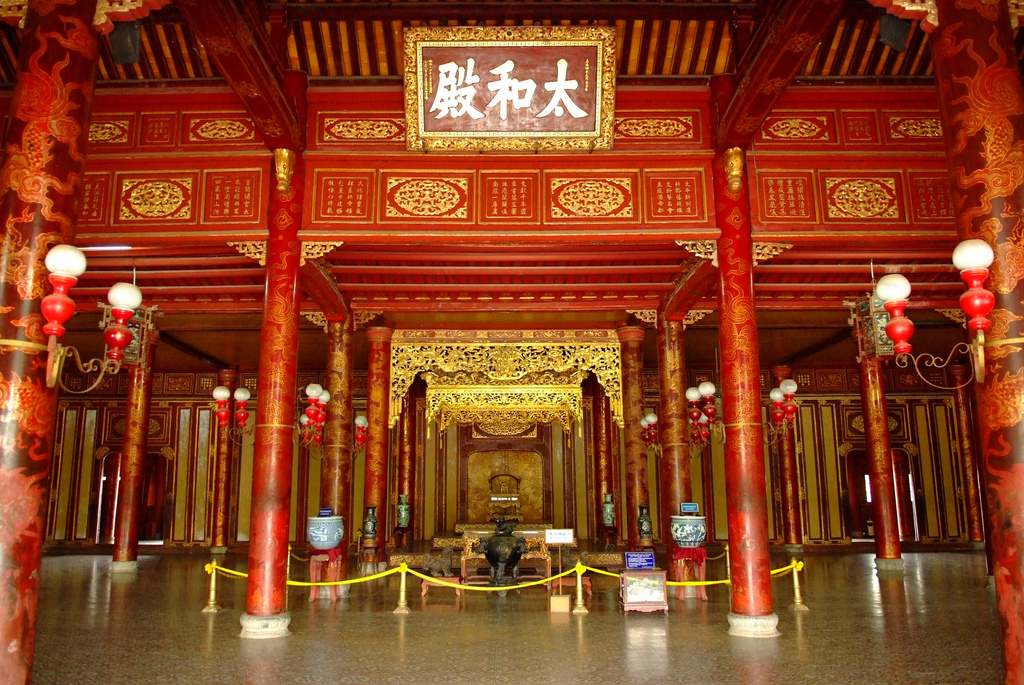
Bên trong Điện Thái Hòa. Ngai vàng của nhà vua đặt bên dưới bửu tán.

Điện được xây dựng vào năm 1805 thời vua Gia Long. Năm 1833 khi vua Minh Mạng quy hoạch lại hệ thống kiến trúc cung đình ở Đại Nội, trong đó có việc cho dời điện về mé nam và làm lại đồ sộ và lộng lẫy hơn.

## Tử Cấm Thành
Tử Cấm thành (chữ Hán: 紫禁城) thuộc quần thể di tích cố đô Huế là trung tâm sinh hoạt hằng ngày của vua và hoàng gia triều Nguyễn. Tử Cấm thành có vị trí sau lưng điện Thái Hòa, được khởi xây năm Gia Long thứ 3 (1804) gọi là Cung thành (宮城) và các vua triều Nguyễn xây dựng thêm. Đến năm Minh Mạng thứ 3 (1822), nhà Vua đổi tên là Tử Cấm thành, nghĩa là "Tòa thành cấm màu tía".
Theo nghĩa Hán tự, chữ Tử có nghĩa là màu tím, lấy ý theo thần thoại: Tử Vi Viên ở trên trời là nơi ở của Trời, Vua là con Trời nên nơi ở của Vua cũng gọi là Tử, Cấm Thành là khu thành cấm dân thường ra vào. Trong Tử Cấm thành có khoảng 50 công trình kiến trúc với quy mô lớn nhỏ khác nhau được phân chia làm nhiều khu vực, tổng số công trình đó biến động qua các thời kỳ lịch sử.

### Đại Cung môn

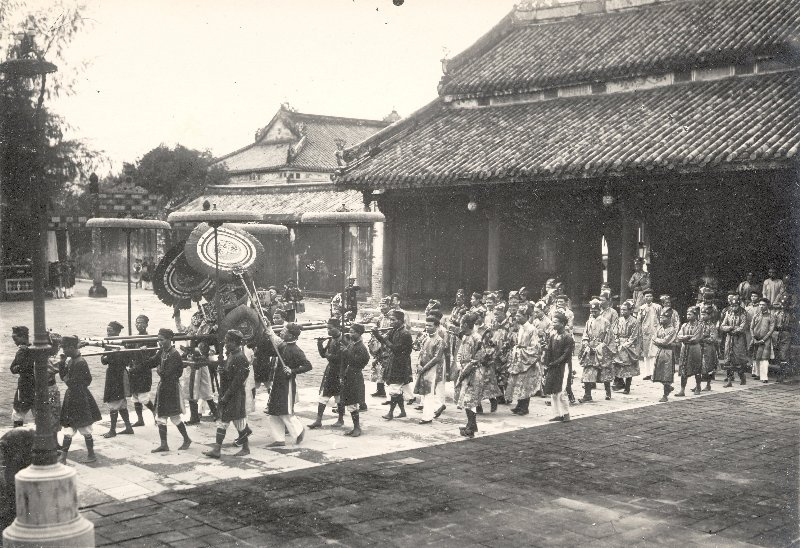
Cảnh rước vua Bảo Đại từ Đại Cung môn sang điện Thái Hòa, năm 1926.

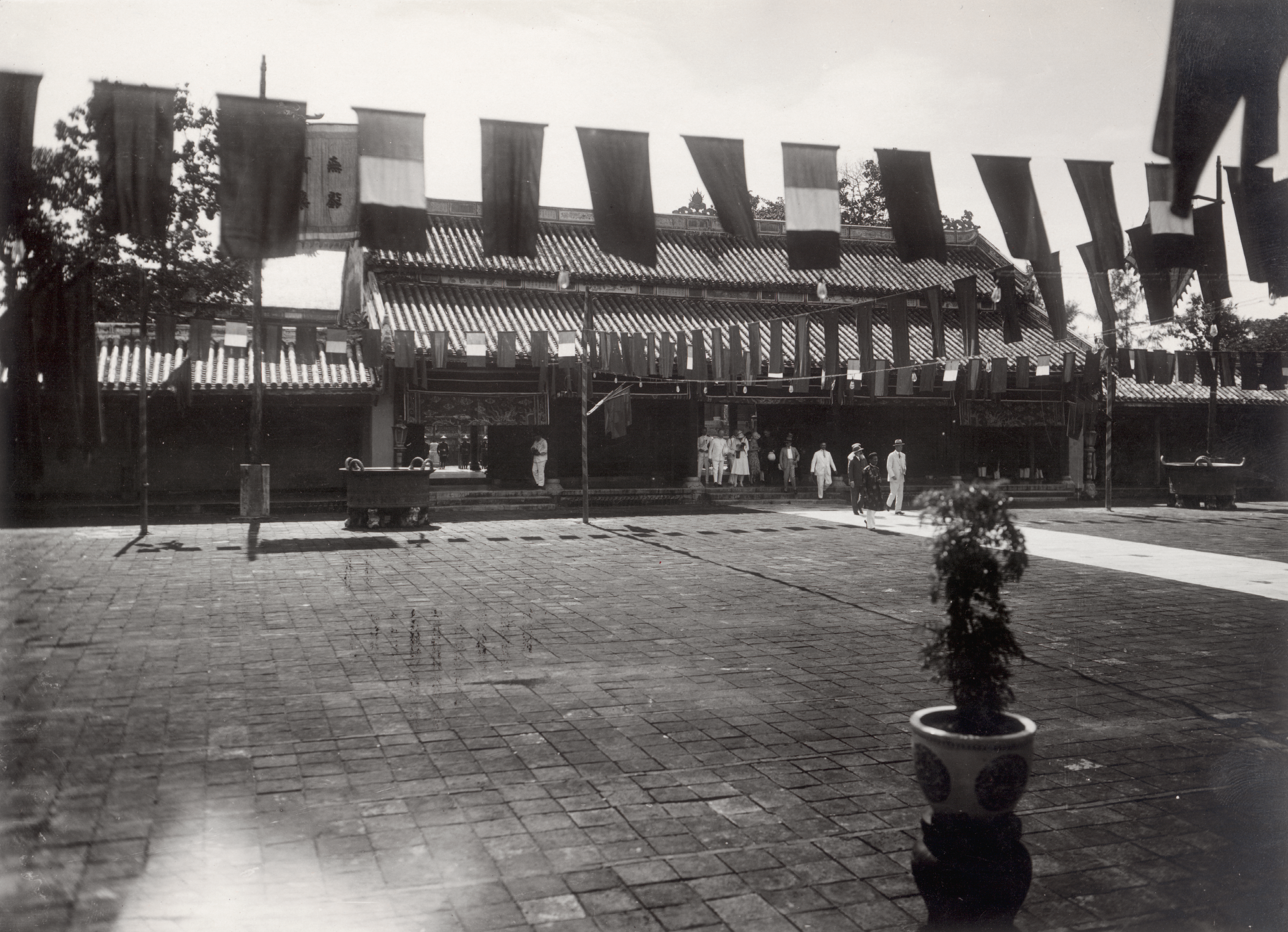
Đại Cung môn nhìn từ điện Cần Chánh. Vua Khải Định đang tiếp các sứ bộ nước ngoài.

Đại Cung môn (chữ Hán: 大宮門)là cửa chính vào Tử Cấm Thành, có 5 gian (không chái) được làm năm 1833 thời Minh Mạng, gồm 3 cửa. Cửa ở gian chính giữa chỉ dành cho vua. Mặt sau hai bên có hai hành lang nối với Tả Vu, Hữu Vu. Công trình này và nhiều công trình khác trong Tử Cấm Thành như Điện Cần Chánh, Điện Càn Thành, Điện Kiến Trung ... đều bị phá hủy trong chiến dịch Tiêu thổ kháng chiến của Việt Minh năm 1947 và Chiến dịch Mậu Thân năm 1968, hiện nay đang được Trung tâm Bảo Tồn Di Tích Huế cùng chuyên viên của Đại học Waseda nghiên cứu chuẩn bị cho phục dựng.
Sau Đại Cung Môn là sân bái mạng có đặt hai vạc đồng. Hai dãy hành lang hai bên dẫn đến Tả Vu và Hữu Vu. Đối diện Đại Cung Môn, qua sân bái mạng, là Điện Cần Chánh.
Tử Cấm thành có 7 cửa:
- Phía nam là Đại cung (Đại Cung môn) kết cấu hoàn toàn bằng gỗ, lợp ngói hoàng lưu ly;
- Phía đông là cửa Hưng Khánh môn (興 慶 門) và cửa Đông An môn, về sau lấp cửa Đông An, mở thêm cửa Duyệt Thị môn ở phía đông Duyệt Thị Đường, ở mặt này cũng mở thêm cửa Cấm Uyển môn (禁 苑 門) nhưng rồi lại lấp;
- Phía tây là cửa Gia Tường môn và Tây An môn;
- Phía bắc là cửa Tường Loan môn (翔 鸞 門) và Nghi Phụng môn (儀 鳳 門) (trước năm 1821 mang tên Tường Lân), dưới thời Bảo Đại, sau khi xây lầu Ngự Tiền Văn phòng mở thêm cửa Văn phòng.

### Tả Vu và Hữu Vu

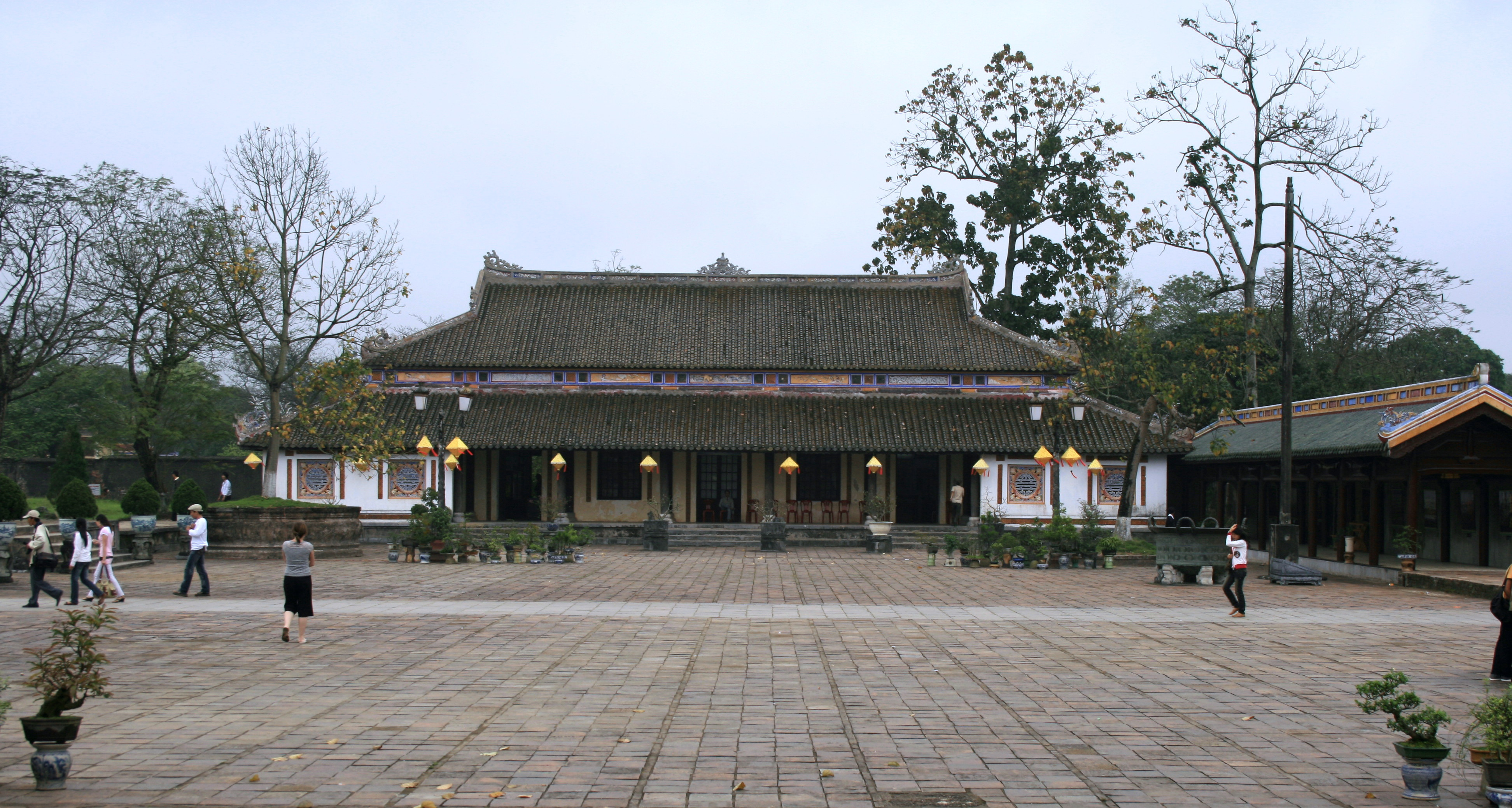
Tả Vu

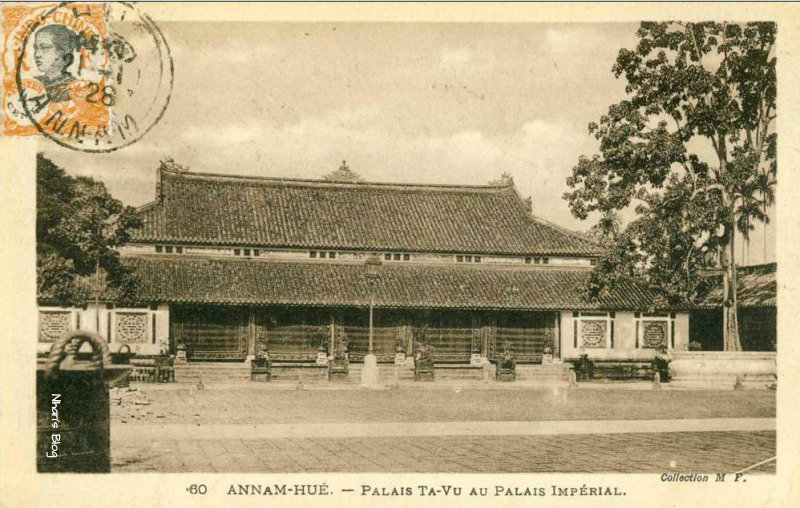
Hữu vu

Tả Vu (左廡) và Hữu Vu (右廡) là hai tòa nhà nằm đối xứng ngay phía trước điện Cần Chánh, được xây dựng vào đầu thế kỷ 19, và cải tạo vào năm 1899. Tả Vu nằm ngay phía trước bên trái điện Cần Chánh, còn Hữu Vu nằm ngay phía trước bên phải điện Cần Chánh.

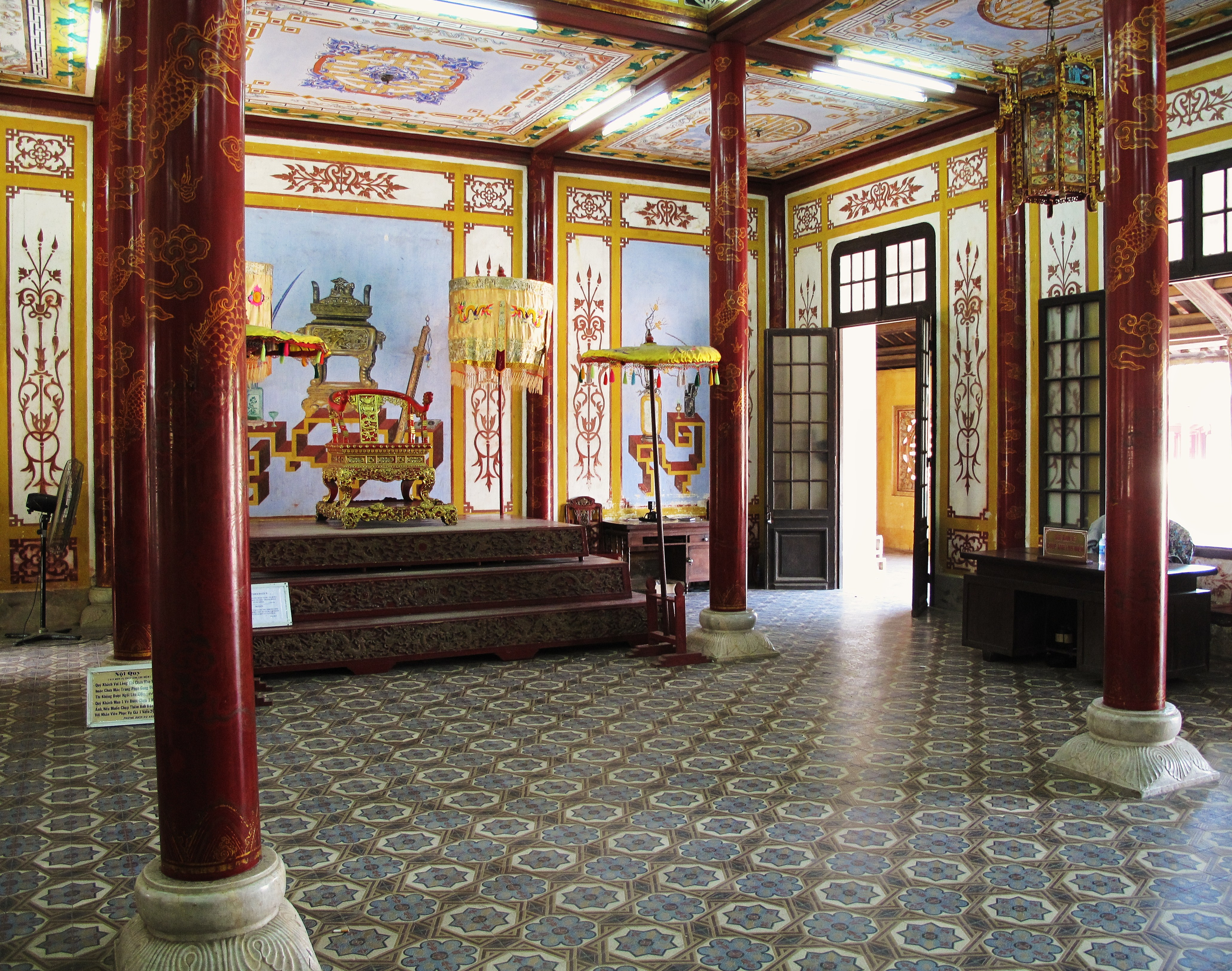
Bên trong Hữu Vu.

Tả Vu là toà nhà dành cho các quan văn, còn Hữu Vu là toà nhà dành cho các quan võ; đây là nơi các quan chuẩn bị nghi thức trước khi thiết triều, nơi làm việc của cơ mật viện, nơi tổ chức thi đình và yến tiệc. Tả Vu và Hữu Vu là một trong số ít công trình trong Hoàng thành còn tồn tại sau chiến tranh. Hữu Vu ngày nay được trưng dụng, làm dịch vụ chụp ảnh cho du khách; còn Tả Vu được dùng làm nơi trưng bày một số hiện vật cung đình.

### Điện Cần Chánh

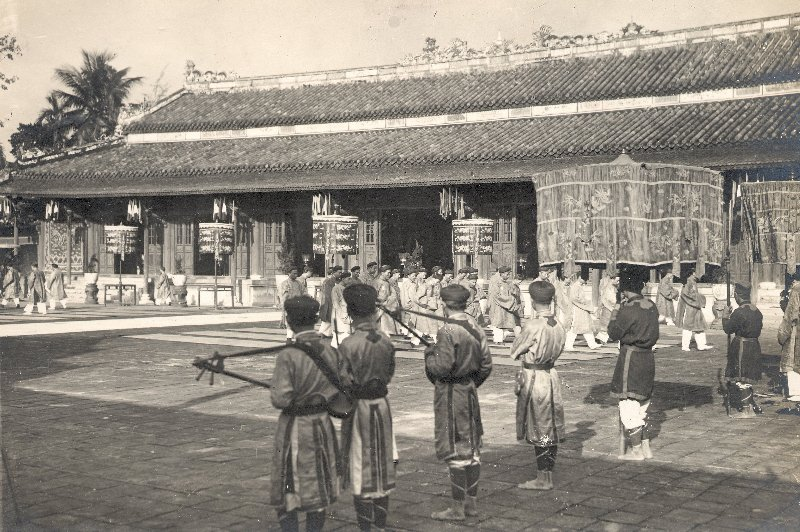
Điện Cần Chánh trong lễ đăng quang của vua Bảo Đại năm 1925.

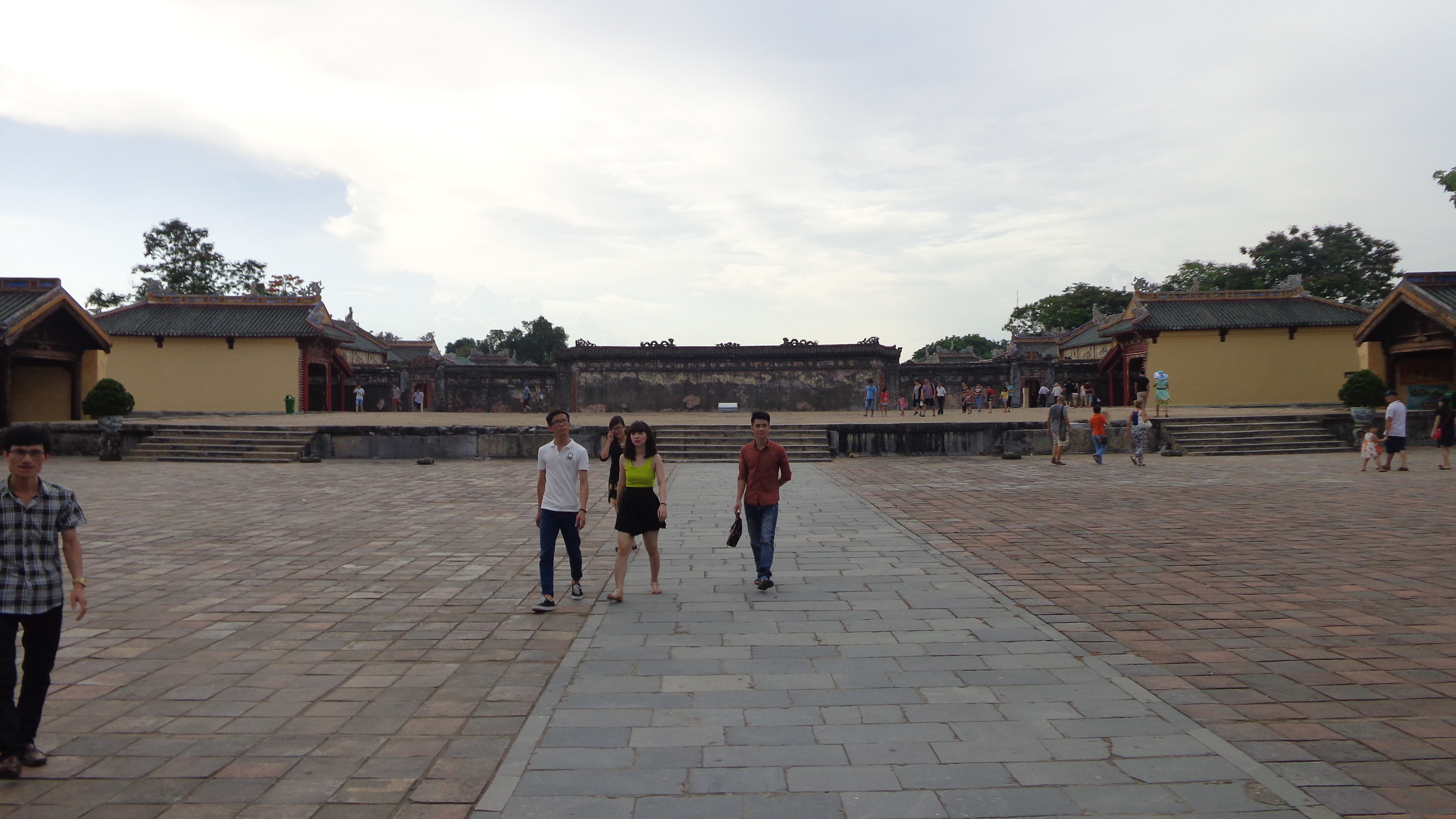
Nền điện Cần Chánh. Phía sau bức bình phong là khu vực điện Càn Thành

Điện Cần Chánh (chữ Hán: 勤政殿) là nơi vua thiết thường triều và xử lý chính vụ. Điện Cần Chánh nằm thẳng hàng với điện Thái Hòa theo trục Bắc - Nam, nằm phía sau Đại Cung môn, và phía trước điện Càn Thành.
Điện Cần Chánh được xây dựng năm Gia Long thứ 3 (1804). Vào các ngày 1 và 15 âm lịch, vua sẽ thiết đại triều ở điện Thái Hòa, còn các buổi thiết thường triều sẽ diễn ra ở điện Cần Chánh vào các ngày 5, 10, 20 và 25 âm lịch. Trước Điện Cần Chánh có Sân bái mạng, là nơi tập hợp văn võ bá quan khi chầu vua, dâng biểu. Phía trước bên trái và bên phải điện Cần Chánh là hai nhà Tả vu, Hữu vu đối xứng nhau. Tả vu, Hữu vu là nơi các quan chuẩn bị lễ phục trước khi chính thức ra sân làm lễ thiết thường triều. Tả Vu là nơi dành cho quan văn và Hữu Vu là nơi dành cho quan võ. Ngoài ra hai nhà Tả Vu, Hữu Vu còn có chức năng như là nơi tiếp khách.

Vua Khải Định đang ngự thiện ở điện Cần Chánh, trong lễ Tứ tuần đại khánh.

Điện có kết cấu gỗ lớn và đẹp nhất trong Tử Cấm thành. Nền đài cao gần 1m, bó vỉa bằng gạch vồ và đá thanh với diện tích mặt nền gần 1000m2. Chính điện có 5 gian, 2 chái kép; tiền điện 7 gian, 2 chái đơn, hai bên đông tây có 4 hồi lang mỗi bên 5 gian nối qua điện Văn Minh, Võ Hiển và qua Tả Vu, Hữu Vu. Bộ khung gỗ gồm 80 chiếc cột bằng gỗ lim . Phần lớn kết cấu bộ khung bên trên (như xuyên, trến, kèo, đòn tay, hệ thống con-xon, các liên ba...) đều được chạm trổ trang trí rất tinh xảo, công phu.
Điện Cần Chánh còn là nơi vua tiếp đón các sứ bộ quan trọng, nơi tổ chức các buổi tiệc tùng trong những dịp khánh hỷ. Trong điện, ở gian giữa của nhà chính đặt ngự tọa, hai bên treo các bức tranh gương thể hiện cảnh đẹp Kinh đô và bản đồ các tỉnh trong nước lồng trong khung kính. Điện Cần Chánh cũng là nơi trưng bày nhiều báu vật của triều Nguyễn như các đồ sứ quý hiếm của Trung Hoa, các hòm tượng bảo ấn bằng vàng và bằng ngọc của triều đại.
Ngôi điện này đã phá hủy hoàn toàn vào năm 1947. Hiện nay, Trung tâm Bảo tồn Di tích cố Đô Huế cùng với Đại học Waseda Nhật Bản đang triển khai thực hiện dự án phục nguyên điện Cần Chánh bằng nguồn vốn viện trợ không hoàn lại của Chính phủ Nhật Bản, với tổng kinh phí đầu tư hơn 10 triệu USD.

### Điện Càn Thành

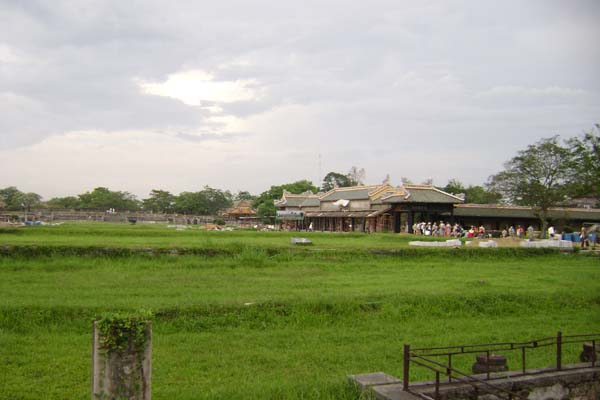
Điện Càn Thành đã bị phá hủy trong các năm 1947 và 1968, ngày nay chỉ còn lại nền móng.

Điện Càn Thành (chữ Hán: 乾成殿) là nơi ở chính thức của vua, trước năm 1811 có tên là điện Trung Hòa. Điện Càn Thành nằm trong Tử Cấm Thành, đây là tư cung của vua triều Nguyễn. Công trình này đã trở thành phế tích sau khi bị thiêu rụi vào năm 1947.
Điện Càn Thành là trung tâm của Tử Cấm Thành, nằm sau điện Cần Chánh, phía trước cung Khôn Thái - nơi từng là cung điện của Thừa Thiên Cao Hoàng hậu. Phía trước điện, bên phải có điện Trinh Minh và bên trái có điện Quang Minh.

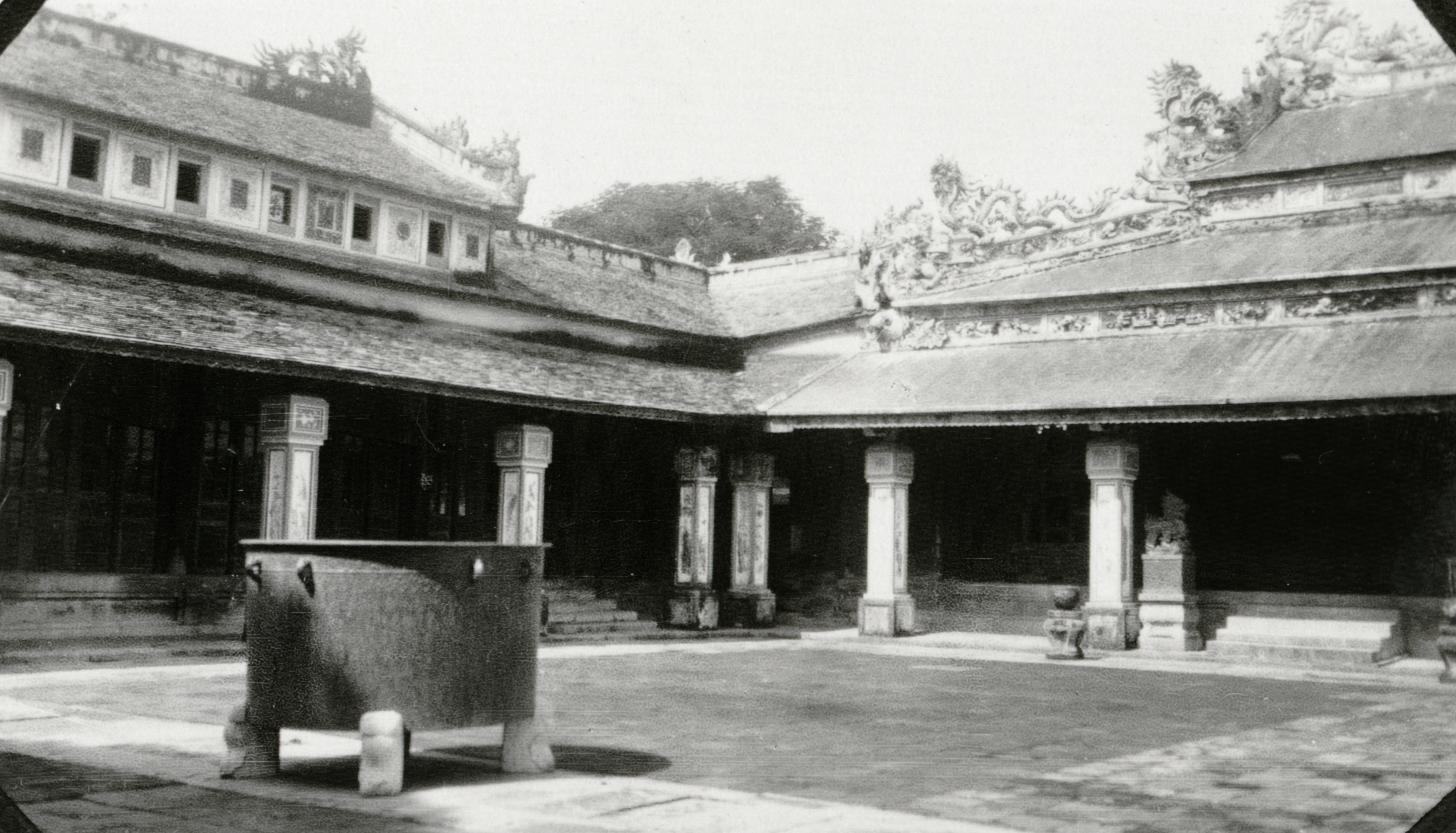
Điện Càn Thành và bên tràu là điện Trinh Minh.

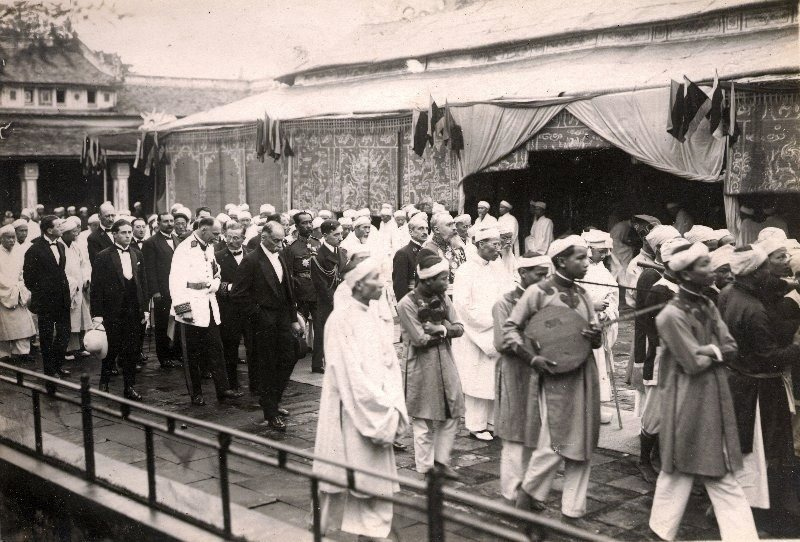
Sứ đoàn Pháp dự lễ tang vua Khải Định ở điện Càn Thành năm 1925.

Điện Càn Thành đặt trên nền cao 2 thước 3 tấc (gần 1m) ,được làm theo lối trùng thiềm điệp ốc gồm 3 tòa nhà ghép nối với nhau, chính điện 7 gian 2 chái kép, tiền điện và hậu điện đều 9 gian 2 chái đơn, nối với nhau bằng hai trần vỏ cua đỡ hai máng nước bằng đồng dài 50 m, mái lợp ngói lưu ly vàng và lắp cửa kính. Hành lang vòng hai bên điện nối với điện Cần Chánh ở phía Nam và điện Cao Minh Trung Chính ở phía Bắc, hành lang bên hữu nối ra cung Diên Thọ.

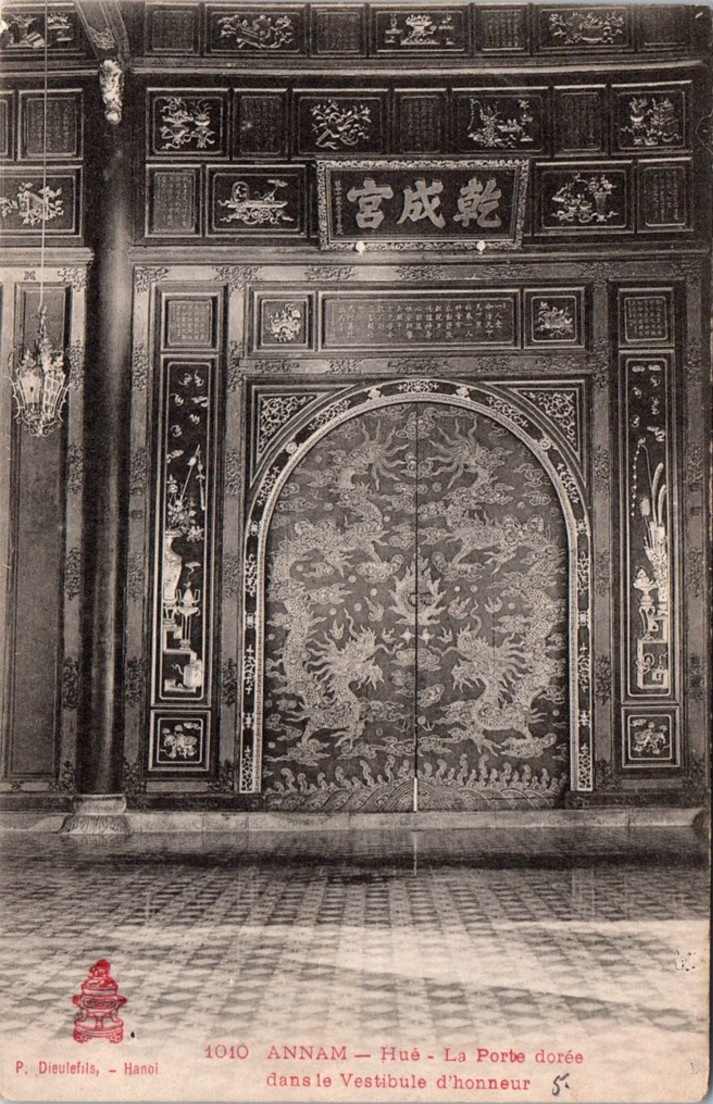
Cửa Càn Thành cung, lối ở giữa chỉ dành riêng cho vua. Các ô hộc trang trí các đề tài cổ điển như bát bửu xen lẫn với thơ văn, sơn son thếp vàng lộng lẫy.

Phía sau bên phải của điện Càn Thành là viện Thuận Huy, phía sau bên trái là điện Dưỡng Tâm.
Bên trái điện Càn Thành là một vườn ngự uyển, trong đó có điện Minh Thận (chữ Hán: 明慎殿, về sau trở thành lầu Nhật Thành), hồ Quang Văn...đều được xây dựng năm Thiệu Trị thứ nhất và bị triệt giải vào triều vua Thành Thái. Trước điện Càn Thành có một sân rộng, giữa có đường dũng đạo lát đá, trước sân có một ao sen với hòn non bộ và một tấm bình phong.

### Cung Khôn Thái

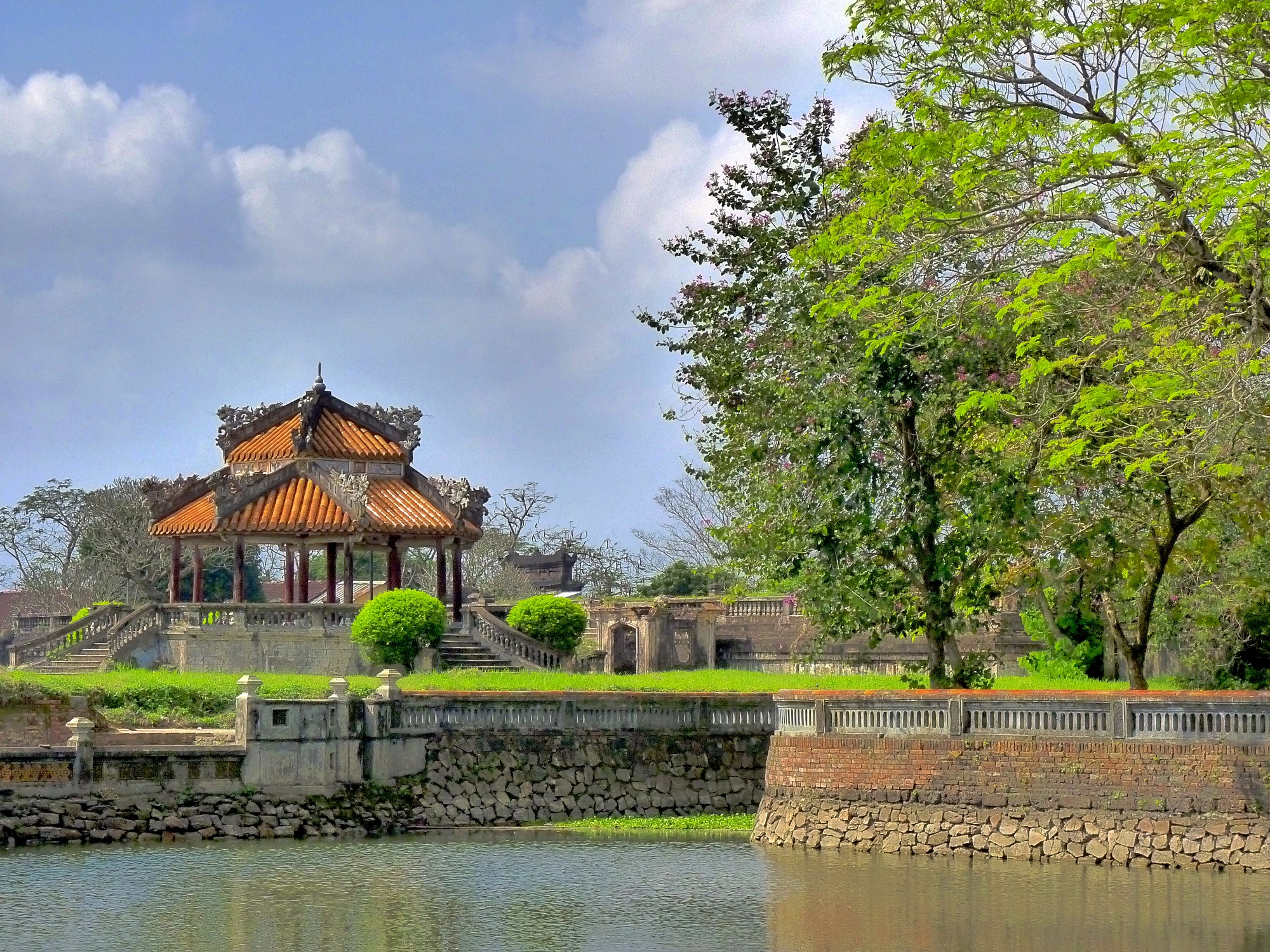
Phương đình trước điện Kiến Trung, nền của cung Khôn Thái xưa.

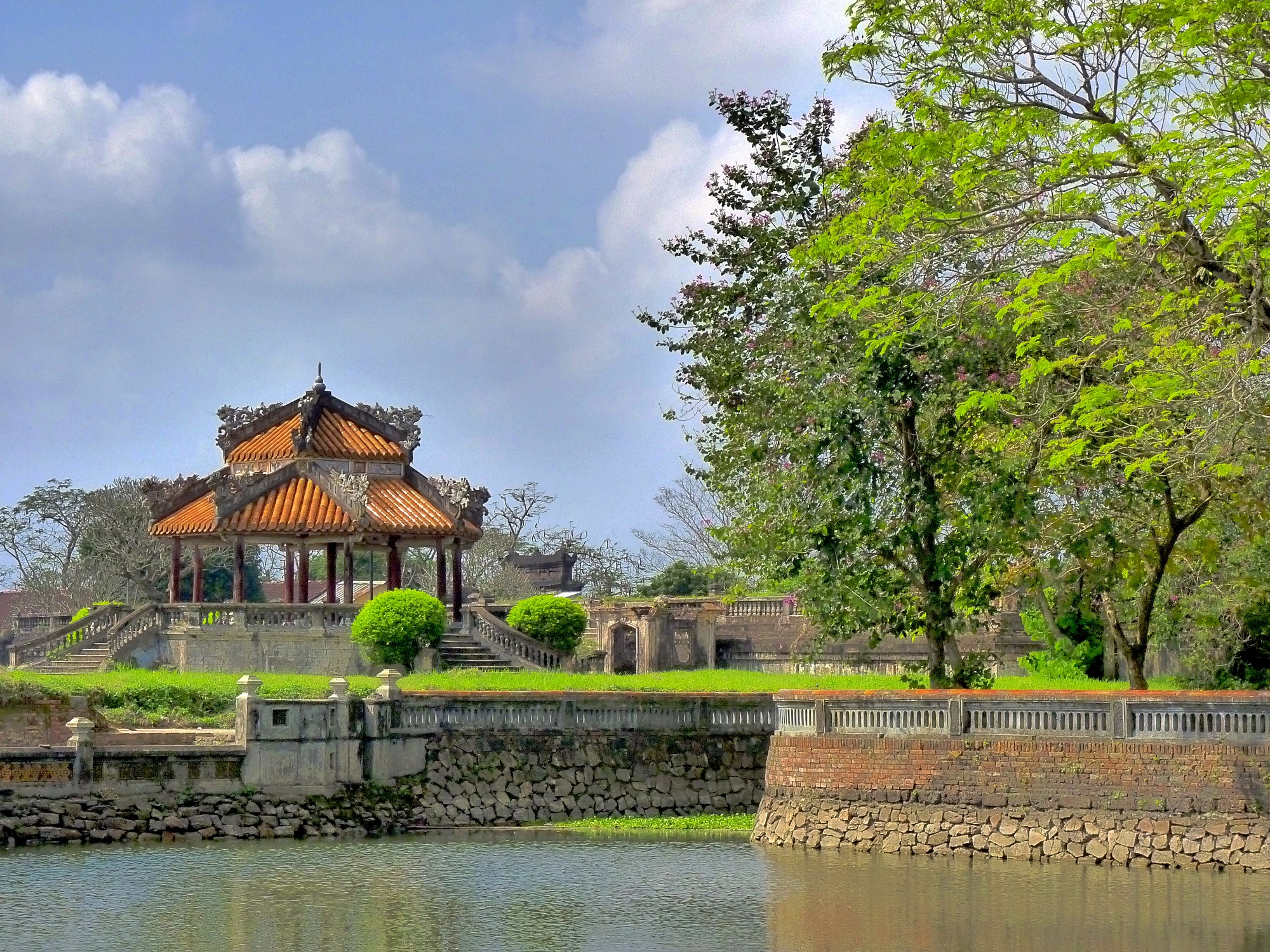
Phương đình trước điện Kiến Trung, nền của cung Khôn Thái xưa.

Cung Khôn Thái (chữ Hán: 坤泰宮) nằm ngay phía sau điện Càn Thành. Cung này là nơi ở cho các bà Hoàng hậu, Hoàng Quý phi triều Nguyễn.
Cung có một chính điện là điện Cao Minh Trung Chính (chữ Hán: 高明中政殿), lập vào năm Gia Long thứ ba (1804). Chính tịch 7 gian, tiền tịch, hậu tịch đều 9 gian, diện làm theo kiểu "trùng thiềm trùng lương", lợp ngói âm dương.
Phía đông của điện Cao Minh Trung Chính có Viện Tịnh Quan (chữ Hán: 靜觀院) - một nhà hát để phục vụ riêng cho vua và hoàng phi xem. Vua Thành Thái là người thường xem diễn tuồng nơi đây, vua không chỉ là người đánh trống chầu giỏi mà đôi lần, vua còn lên sân khấu để diễn tuồng với vai Thạch Giải (tuồng "Xảo Tống").

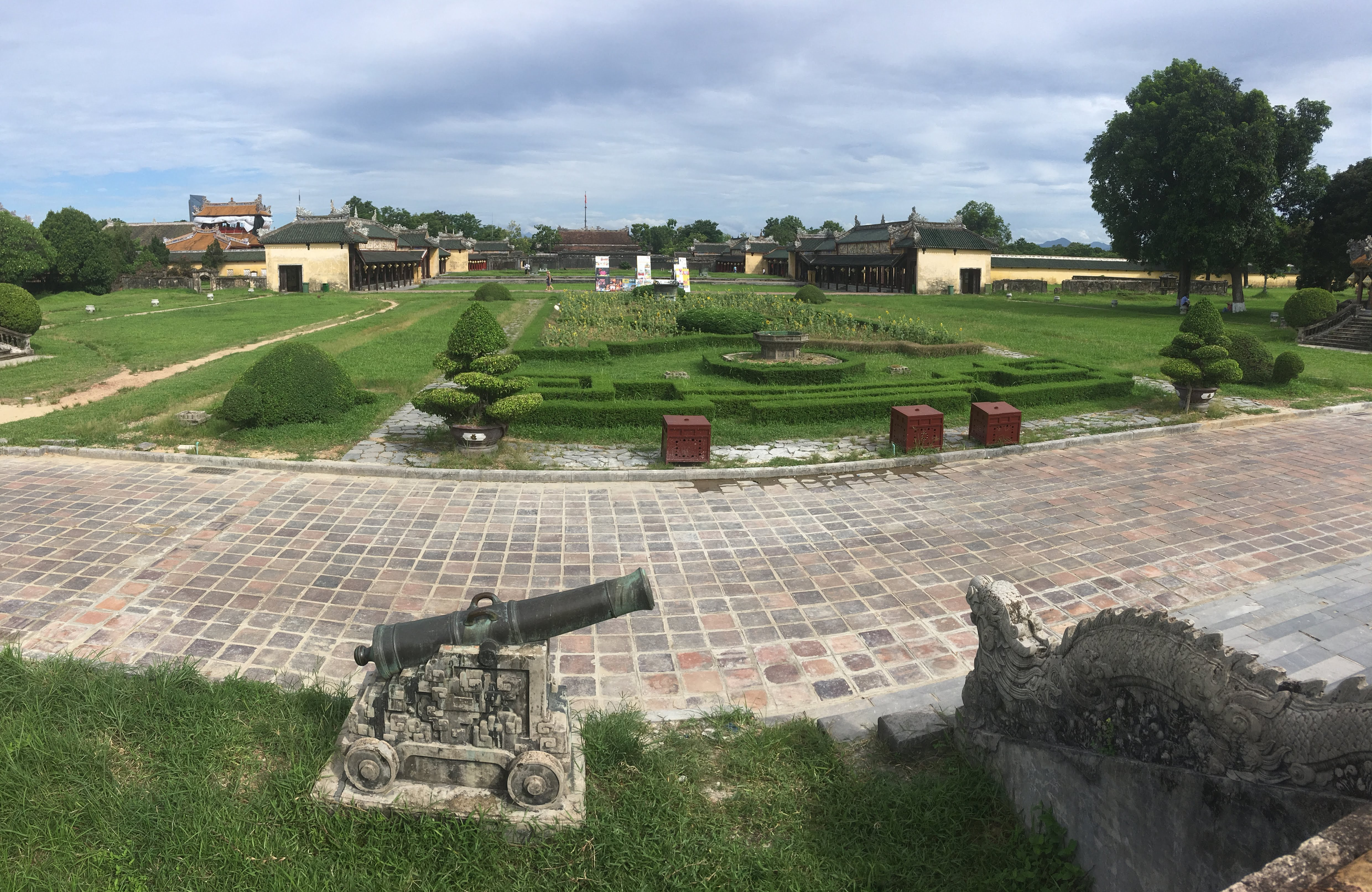
Hoa viên trước điện Kiến Trung, vốn là nền cũ của cung Khôn Thái.

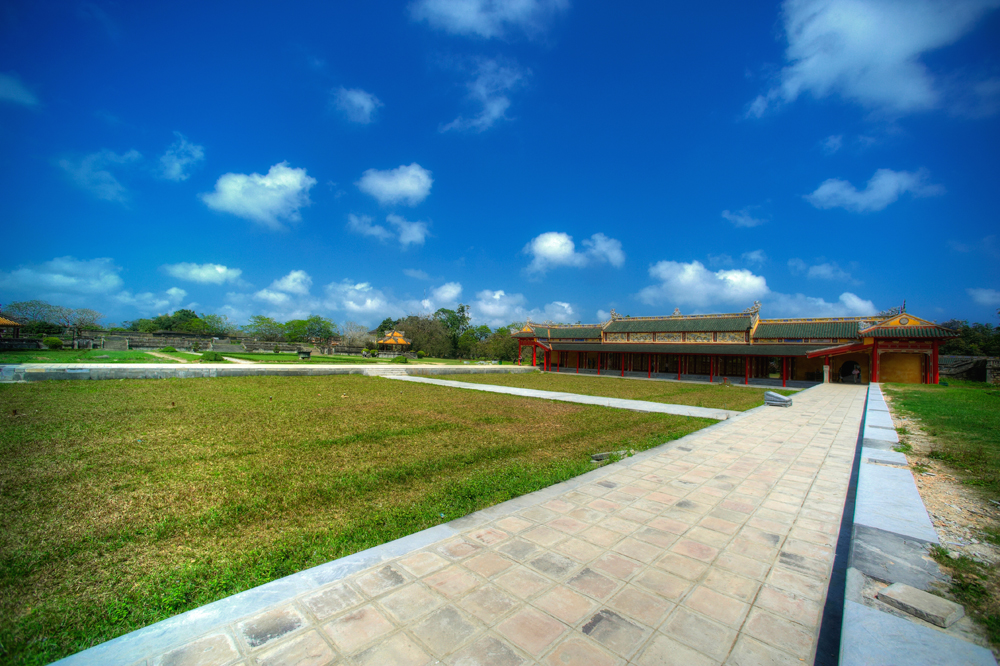
Khu vực bên trái là hoa viên trước điện Kiến Trung, vốn là nền cũ của cung Khôn Thái.

Tuy nhiên, cung Khôn Thái đã bị triệt giải vào thời Khải Định, chỉ còn là dãy hành lang lợp ngói nối điện Dưỡng Tâm và viện Thuận Huy, phía sau là hai nhà phương đình cùng một hoa viên theo kiểu phương Tây trước điện Kiến Trung.

### Điện Kiến Trung

Điện Kiến Trung triều Khải Định. Năm 1947 điện Kiến Trung bị bom giật sập.

Điện Kiến Trung (chữ Hán: 建忠殿) hay Lầu Kiến Trung, là một cung điện của nhà Nguyễn trong Tử Cấm thành được vua Khải Định cho xây vào năm 1921-1923 cùng thời gian với việc xây lăng để làm nơi sinh hoạt của vua trong hoàng cung.
Điện Kiến Trung nằm trên mảnh đất sau cuối của Tử Cấm thành, Đại nội Huế, ngay phía sau cung Khôn Thái. Dưới thời vua Minh Mạng, nơi đây có một công trình mang tên là lầu Minh Viễn (chữ Hán: 明遠樓; tồn tại từ 1827-1876). Lầu Minh Viễn cao hơn 15 m, là nơi vua chúa cung phi lên ngâm cảnh từ xa. Thời Tự Đức, lầu Minh Viễn xuống cấp và bị triệt giải. Đến đầu năm 1916 triều Duy Tân, công trình được kiến tạo và mang tên lầu Du Cửu (1913-1916), nhưng sau mấy tháng thì vua bị bắt đi đày. Kiến Trung là tên được vua Khải Định đặt từ năm 1916. Năm 1921, Điện Kiến Trung được vua Khải Định xây dựng và giữ nguyên dưới thời vua Bảo Đại. Đây là nơi chứng kiến cuộc thương thảo lịch sử giữa chính quyền cách mạng lâm thời Việt Nam năm 1945 với hoàng đế Bảo Đại, dẫn đến việc vị vua này thống nhất "nhường ngôi" cho Việt Minh. Theo các chuyên gia về kiến trúc, ngôi điện này có đầy đủ những đặc điểm của một công trình phong cách Đông Dương kết hợp giữa Á và Âu.
Trong Chiến tranh Việt Nam, điện Kiến Trung đã bị tàn phá hoàn toàn, chỉ còn lại nền móng tam cấp. Năm 2018, điện Kiến Trung được khởi công phục dựng với tổng chi phí 123 tỷ đồng.

### Điện Võ Hiển
Điện Võ Hiển (Chữ Hán: 武顯殿) là một ngôi điện nằm trong Tử Cấm Thành, bên phải của điện Cần Chánh, cạnh Hữu Vu.
Võ Hiển Điện là nơi làm việc của các quan võ, phụ trách mưu lược về quân sự. Đặc biệt vua Kiến Phúc đã chọn điện Võ Hiển làm nhà Kinh Diên.

### Điện Văn Minh
Điện Văn Minh (Chữ Hán: 文明殿) là một ngôi điện nằm trong Tử Cấm Thành, bên trái của điện Cần Chánh, cạnh Tả Vu.
Văn Minh Điện là nơi làm việc của các quan văn, phụ trách chung các chính sách của nhà nước. Các vua Thành Thái, Duy Tân và Khải Định chọn điện Văn Minh làm nhà Kinh Diên và là nơi coi thường triều (chỉ khi có việc trọng đại vua mới ngự ở điện Cần Chánh).

### Điện Trinh Minh

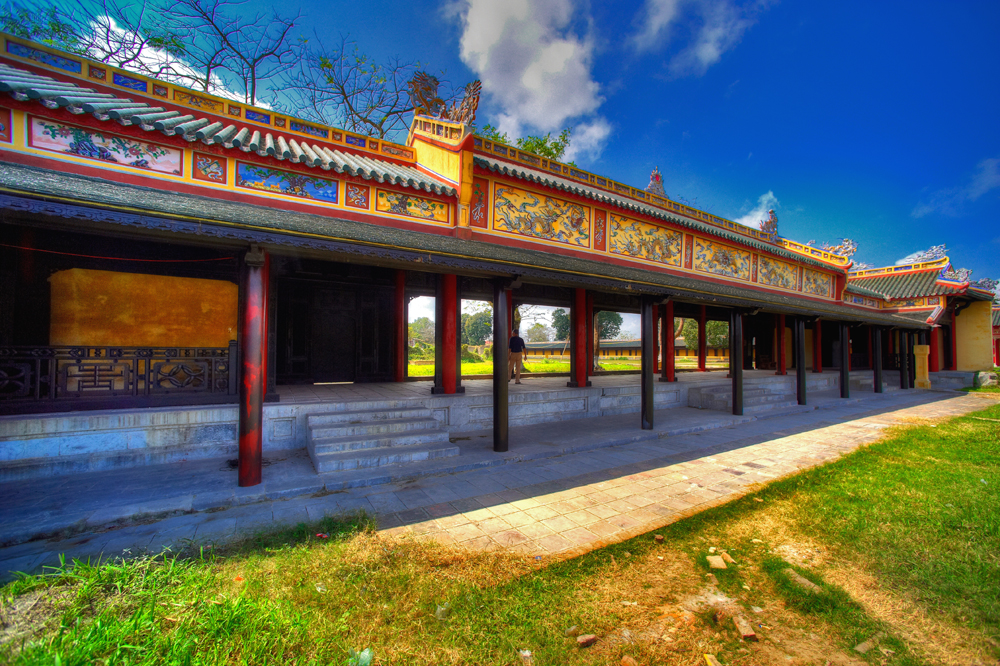
Trường lang trong Tử Cấm Thành, khu vực phía trước điện Trinh Minh.

Điện Trinh Minh (Chữ Hán: 貞明殿) là một ngôi điện nằm trong Tử Cấm thành, phía trước bên phải của điện Càn Thành.
Điện Trinh Minh xây về hướng Tây, làm năm Gia Long thứ  9 (1811), là nơi dành cho bà tước Nhất và nhị giai phi.

### Điện Quang Minh
Điện Quang Minh (Chữ Hán: 光明殿) là một ngôi điện nằm trong Tử Cấm Thành, phía trước bên trái của điện Càn Thành, trước kia là chỗ ở của Đông cung hoàng tử.

### Điện Dưỡng Tâm

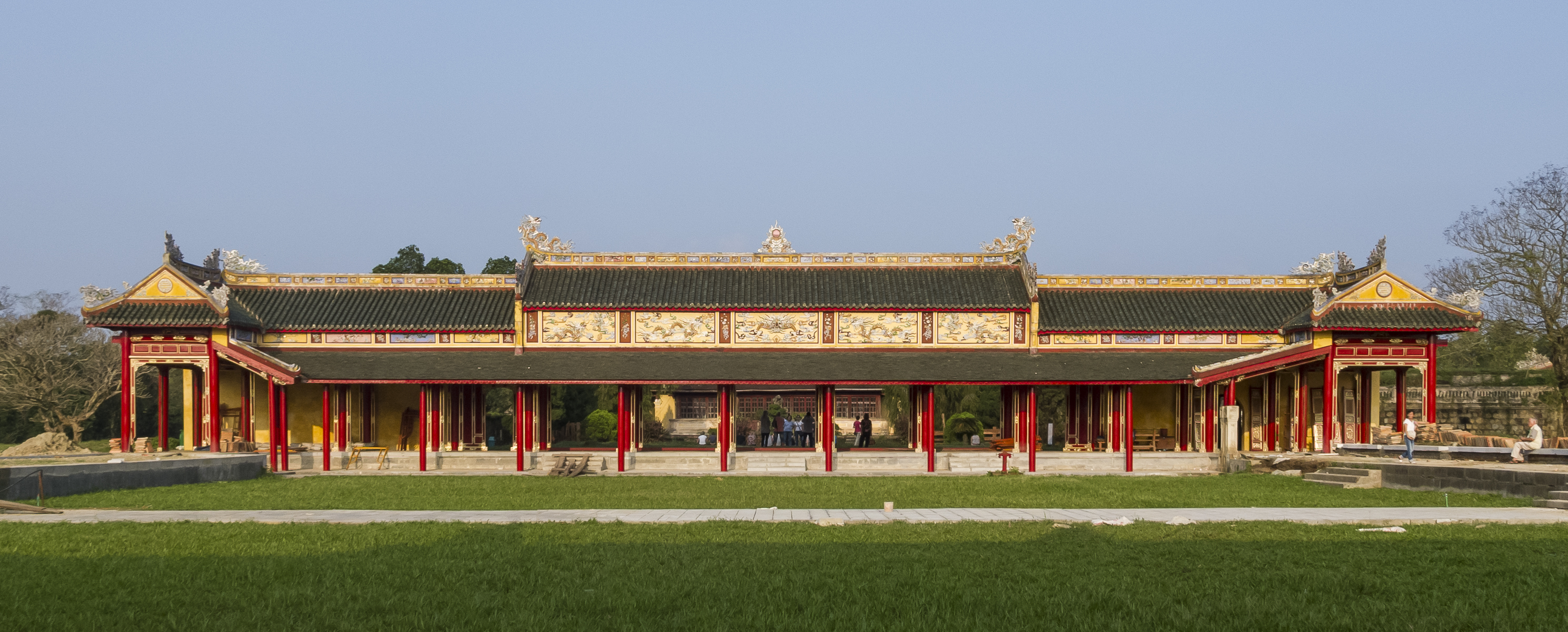
Trường lang trong Tử Cấm Thành, khu vực phía trước điện Dưỡng Tâm.

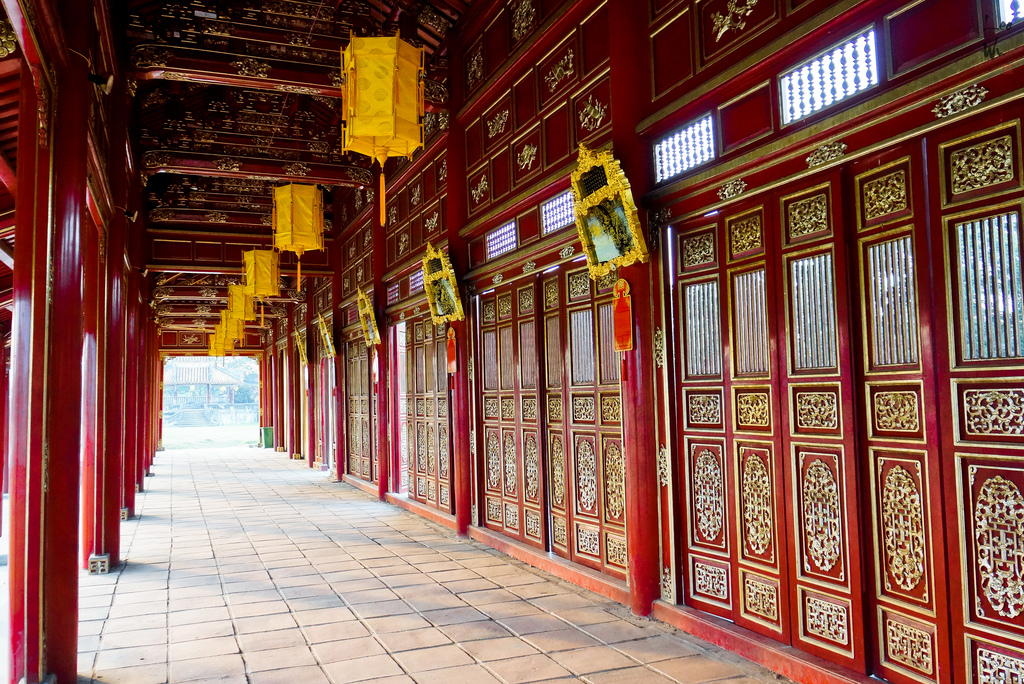
Trường lang bên trong Tử Cấm Thành, khu vực phía trước điện Dưỡng Tâm.

Viện Dưỡng Tâm (Chữ Hán: 養心院) hay Điện Dưỡng Tâm (Chữ Hán: 養心殿) là một ngôi điện nằm trong Tử Cấm Thành, phía trước bên trái của cung Khôn Thái, cạnh Thái Bình lâu.
Viện Dưỡng Tâm được xây dựng năm Gia Long thứ 9 (1810) xây về hướng Đông là nơi vua đến nghỉ ngơi xem sách những khi nhàn rỗi.

### Thái Bình Lâu

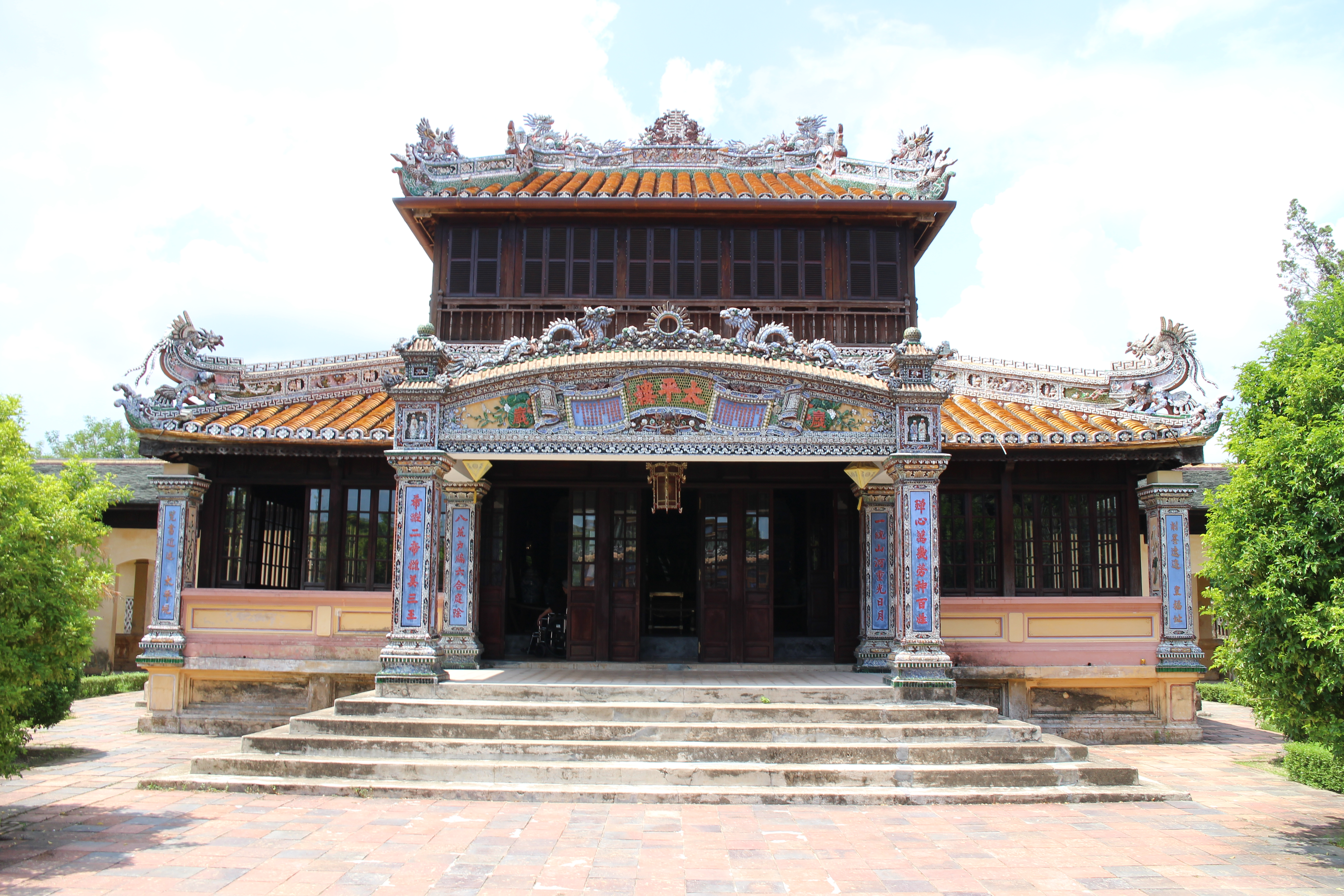
Thái Bình Lâu, nơi vua đọc sách, làm thơ

Thái Bình lâu (chữ Hán: 太平樓) là nơi vua đọc sách, làm thơ. Đây là một kiến trúc hai tầng bằng gỗ nằm giữa một khuôn viên hình chữ nhật rộng 32m, dài 58m. Công trình được vua Khải Định ra lệnh xây dựng vào năm 1919, đến năm 1921 thì hoàn thành, để nhà vua làm chỗ nghỉ ngơi, đọc sách...Thái Bình lâu được trùng tu vào những năm 1990-1991.
Thái Bình Lâu là một tòa nhà kép, gồm tiền sảnh, chính doanh, hậu doanh nối liền nhau bằng hai máng thoát nước. Mặt nền cao hơn đất 1m, mặt trước là bốn cột xây bằng gạch trát vữa. Phía trước có 3 chữ Thái Bình lâu và hai bên là hai bài văn do vua Khải Định ngự chế.
Sau tiền sảnh là chính doanh. Đây là một ngôi nhà 2 tầng cao 9.55m, mái được lợp bằng ngói âm dương tráng men vàng với nhiều trang trí rất đẹp và lộng lẫy như hình những con dơi tượng trưng cho Ngũ Phúc và hai bờ nóc đắp nổi hai hình hồi long đầy uy lực.
Hậu doanh có 3 gian, 2 chái, mái lợp ngói liệt, hai đầu hồi có đắp nổi đề tài Hải ốc thiêm trù với hình ảnh ba ông già chúc thọ cho nhau.
Nhìn chung, nổi bật nhất ở đây là nghệ thuật hoa viên và khảm sánh sứ .

### Nhật Thành Lâu

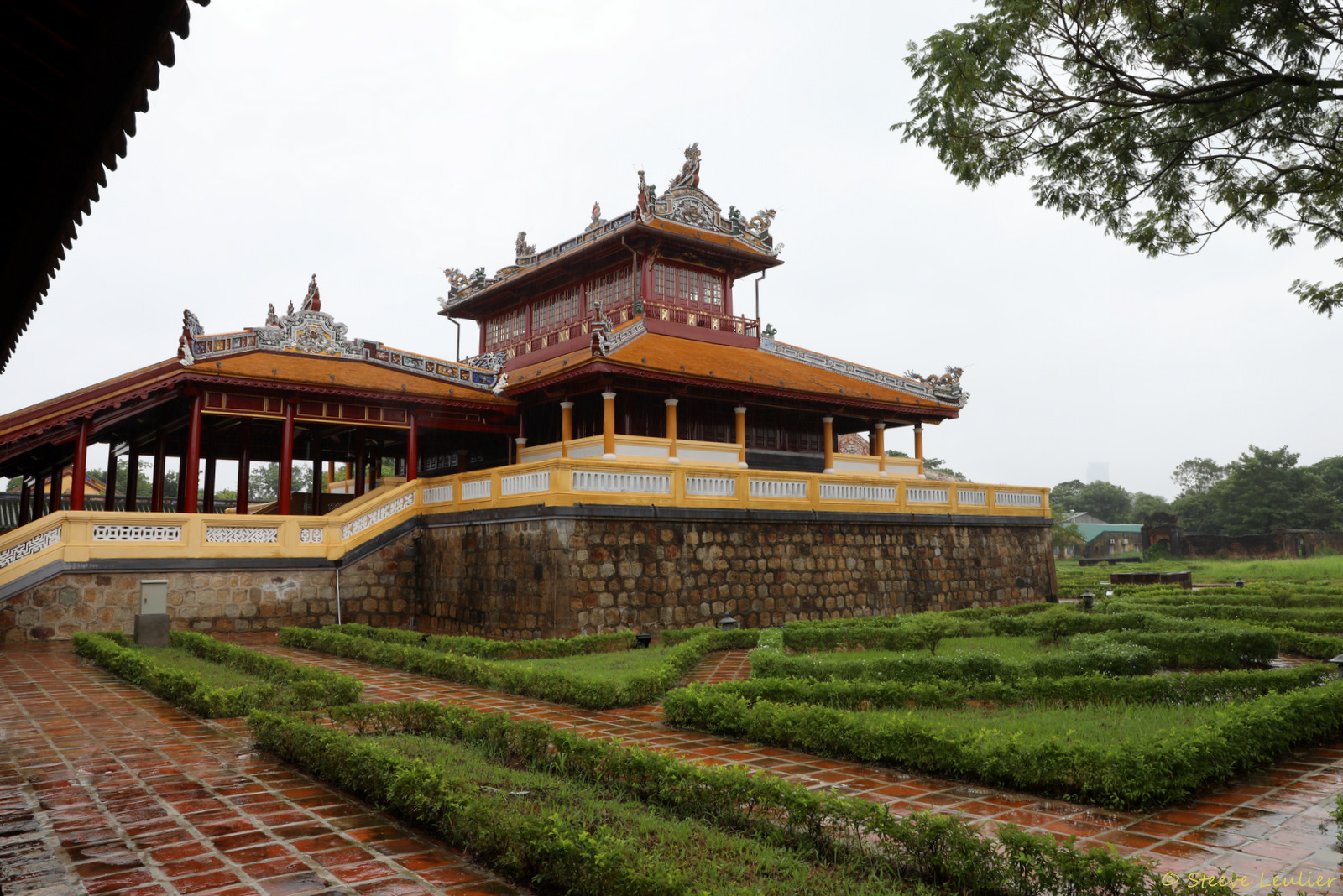
Nhật Thành lâu sau khi phục dựng.

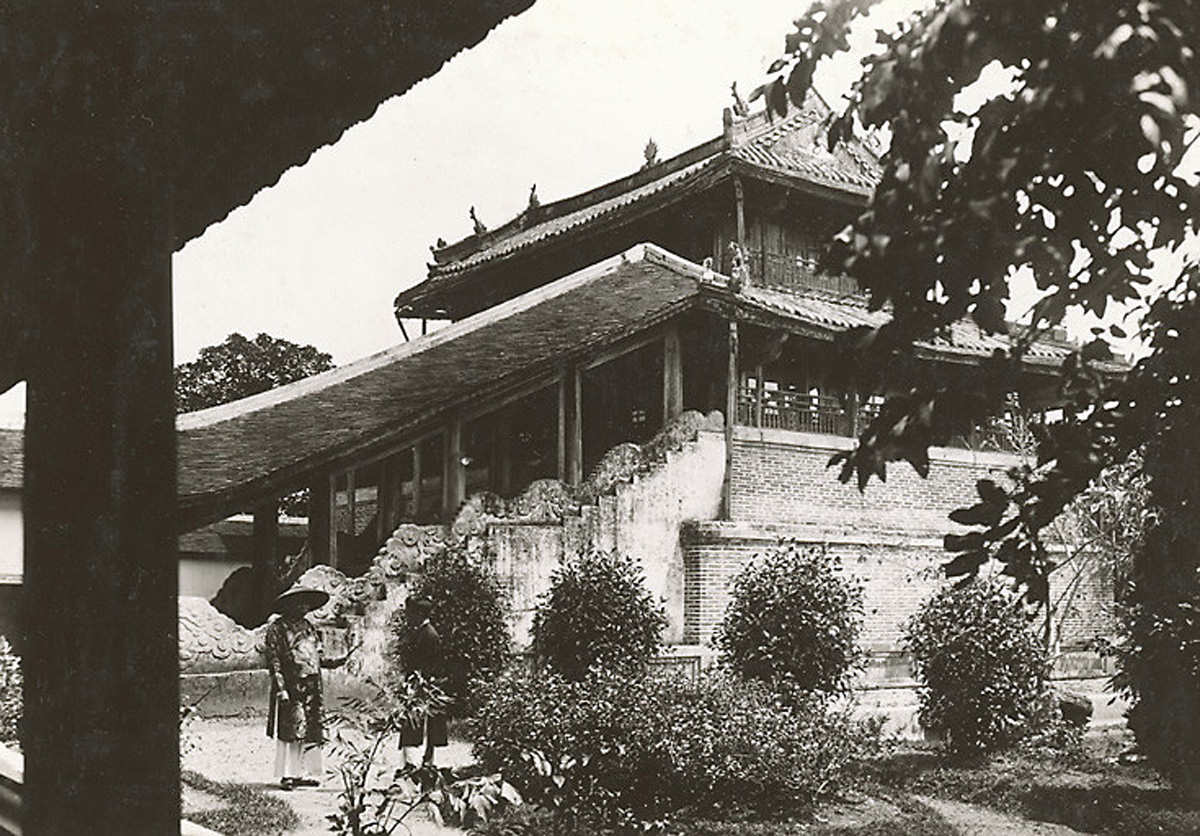
Nhật Thành lâu trước thời Khải Định.

Nhật Thành lâu (chữ Hán: 日成樓) Nhật Thành Lâu là kiến trúc lầu hai tầng nằm ở phía đông điện Càn Thành, phía nam
Thái Bình lâu. Trước đây là vị trí của điện Minh Thận. Theo một số tác giả , ngôi lầu nầy là Phật điện của vua trong Tử Cấm Thành. Lối lên lầu cũng được làm hành lang che. Nhật Thành lâu bị tàn phá trong các năm 1947 và 1968, chỉ còn lại nền lầu. Năm 2018, lầu đã được phục dựng lại trên nền cũ.

### Duyệt Thị đường

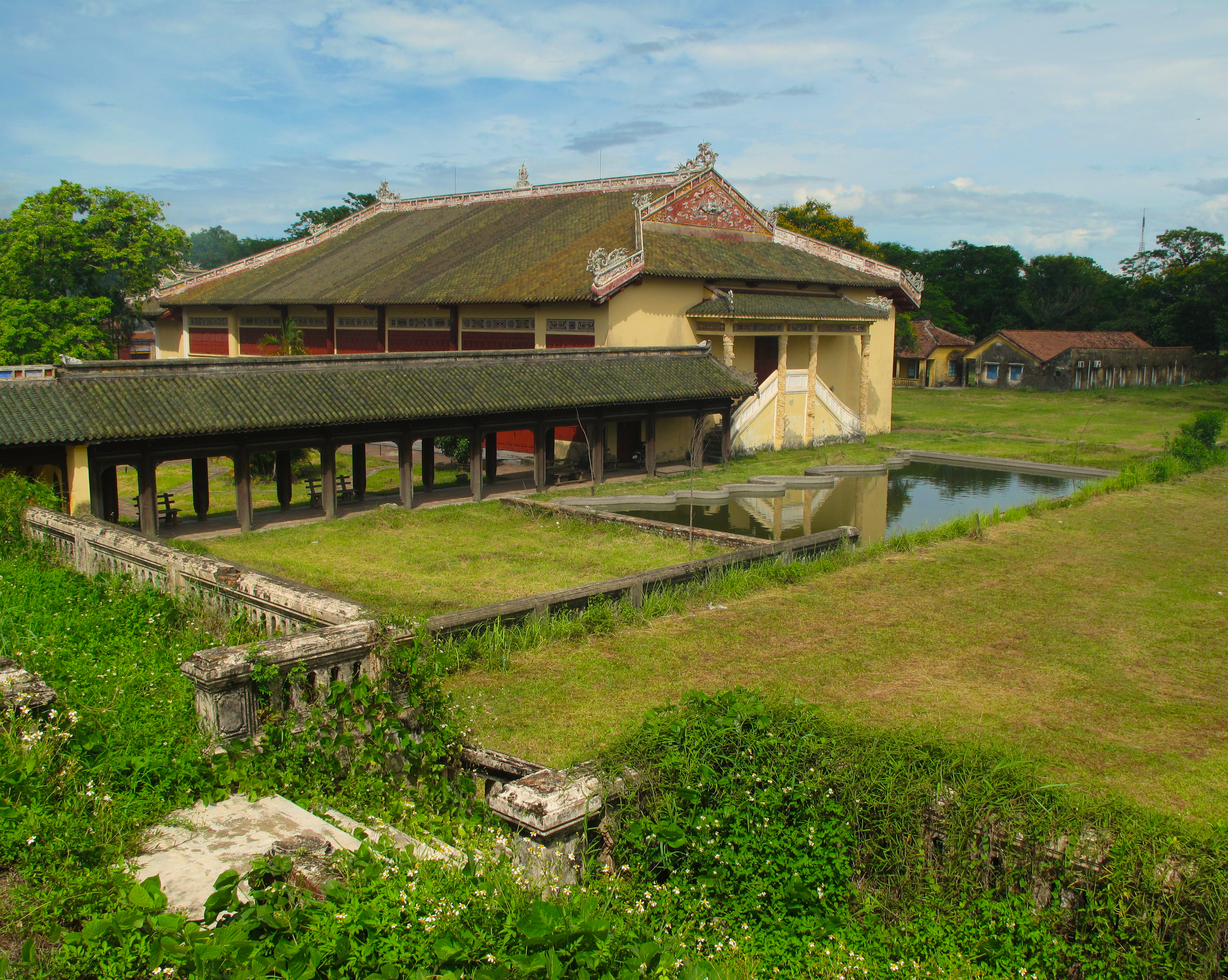
Nhà hát Duyệt Thị đường. Đây là nhà hát cổ nhất Việt Nam.

Duyệt Thị đường (chữ Hán: 閲是堂) là một nhà hát hoàng gia dành cho vua, hoàng thân quốc thích, các quan đại thần và là nơi biểu diễn các vở tuồng dành cho quan khách, sứ thần thưởng thức. Tuồng biểu diễn trong Duyệt Thị đường là các vở tuồng cung đình. Đây được xem là nhà hát cổ nhất của ngành sân khấu Việt Nam. Sân khấu chính làm nơi biểu diễn ở giữa nhà hát, vị trí tốt nhất dành cho vua ngồi là ở vị trí lầu hai, phía trước hai bên vòm có treo hai câu đối bằng chữ Hán của vua Minh Mạng:
| “               | Âm nhạc tinh trần hòa kỳ tâm dĩ dưỡng kỳ chí Nghiên xuy tề hiến thủ kỳ thị nhi giới kỳ phi. | ” |
| — vua Minh Mạng |                                                                                             |   |

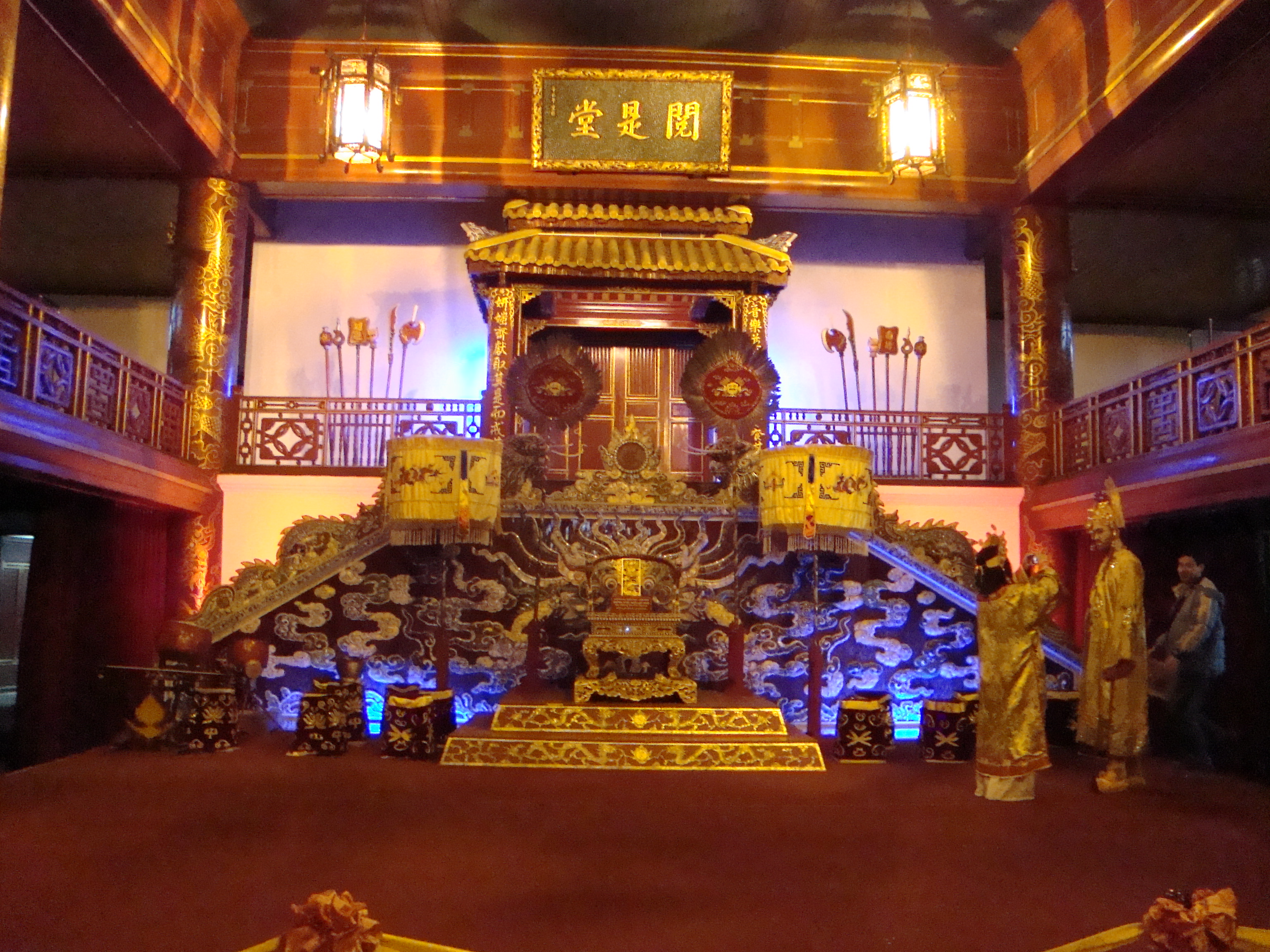
Sân khấu chính của Duyệt Thị đường

Đây còn là nơi tổ chức các buổi lễ hội đặc biệt như dịp tứ tuần các vua Minh Mạng, Tự Đức, Đồng Khánh, Khải Định.... Đối tượng được tham dự là các quan văn võ, các hoàng tử, hoàng đệ... Năm 1833, triều đình nhà Nguyễn đã cho tổ chức đúc tiền "Minh Mạng phi long" ngay tại địa điểm này.
Nhà hát Duyệt Thị đường được xây dựng năm Minh Mạng thứ 5 (1824-1826) nằm ở góc đông nam bên trong Tử Cấm thành trên nền cũ của nhà hát Thanh Phong Đường (1805).
Duyệt Thị đường có tổng diện tích 11.740 m². Diện tích xây dựng nhà hát 1.182 m². Toàn bộ khuôn viên nhà hát trước đây được dùng để trồng các loại cây thuốc Nam quý hiếm. Bên cạnh Duyệt thị đường là Ngự Y viện (御醫院) và Thượng Thiện sở (尚膳所), nơi bào chế ngự dược và chuẩn bị thức ăn cho vua.
Nhà hát được chống đỡ bởi hai hàng cột lim sơn son có chiều cao 12 m, vẽ rồng ẩn mây cuốn chung quanh chia làm 2 tầng. Ở lưng chừng mỗi cột treo thêm một bức tranh sơn thủy vẽ cảnh Huế với khung chạm rồng nổi thiếp vàng. Trên cao hơn, mặt trời, mặt trăng, tinh tú tượng trưng cho vũ trụ được vẽ hoặc chạm nổi lên trần nhà màu xanh lơ. Tòa nhà nối liền với các cung điện của nhà vua và các bà hoàng bằng một dãy hành lang có mái khúc khuỷu, quanh co.

### Điện Đông Các
Điện Đông Các (chữ Hán: 東閣殿) nằm ở góc Đông Nam trong tử cấm thành, phía sau Tả Vu, phía Nam của Duyệt Thị đường. Là nơi làm việc của nhóm vị đại thần Đông các điện đại học sĩ. Công trình này còn được gọi là Thư viện Nội Các, được xây dựng năm Minh Mạng thứ 6 (1826).
Đông Các còn là thư viện của triều đình, nơi lưu trữ các châu bản, sách ngự lảm, ngự chế...
Đông các điện Đại học sĩ là người mang trách nhiệm dạy dỗ con vua và cố vấn cho vua trong những lĩnh vực như văn hóa, giáo dục.
Năm 1933, vua Bảo Đại cho thiết lập Ngự Tiền Văn Phòng ở góc Đông Bắc trong Tử Cấm Thành, bên trái điện Kiến Trung, thay thế chức năng cho Thư viện Nội Các. Từ đây, điện Đông Các bị bỏ hoang, đến năm 1947, điện Đông Các bị phá hủy cùng nhiều công trình trong hoàng thành.

### Dưỡng Chánh đường
Dưỡng Chánh đường (chữ Hán: 養正堂) nằm ở phía Đông của Đông Các điện, là nơi ở và học tập của các hoàng tử từ khi được ra Các (ra ở riêng) vào khoảng 12-13 tuổi cho đến khi được phong tước và lập Phủ ở ngoài hoàng cung vào khoảng 15-16 tuổi.

### Lầu Ngự Tiền Văn Phòng
Ngự Tiền Văn Phòng (chữ Hán: 御前文房) là kiến trúc được xây dựng muộn nhất trong Tử Cấm Thành. Lầu Ngự Tiền Văn Phòng được xây dựng vào khoảng năm 1932, thời điểm vua Bảo Đại về nước chấp chính sau thời gian du học tại Pháp.
Lầu là nơi làm việc của Ngự Tiền Văn Phòng, cơ quan thay thế cho Nội Các từ thời vua Minh Mạng. Lầu nằm ở bên trái điện Kiến Trung. Phía trước lầu Ngự Tiền Văn Phòng trước tòa nhà là vườn Thiệu Phương viên cùng một hệ thống mương nước thông ra hồ Ngọc Dịch.

### Vườn Thiệu Phương
Thiệu Phương viên (chữ Hán: 紹芳園) là vườn ngự uyển hoàng gia nhà Nguyễn nằm trong Tử Cấm Thành. Thiệu Phương viên là một trong 4 Ngự uyển trong Hoàng thành, gồm Thiệu Phương Viên, Ngự Viên, Cơ Hạ Viên, Doanh Châu. Vườn được xây dựng từ năm 1828, thời Minh Mạng, ở phía đông, bên trong cửa Hưng Khánh, thuộc Tử Cấm Thành. 
Dưới thời vua Thiệu Trị, vườn Thiệu Phương được vua xếp làm "đệ nhị cảnh"- thắng cảnh thứ hai trong "Thần kinh thập nhị cảnh" gắn liền với bài thơ Vĩnh Thiệu Phương Văn nổi tiếng:
| “                                       | Vườn rộng mênh mông thắm sắc hoa, Bao năm hương ngát gió đưa xa. Lan vươn dáng khỏe, sen tròn trịa, Cúc nép thân thon, mai mặn mà. Ngoài cảnh cỏ cây xuân nắng gội, Trong nhà sách vở đạo hòa ca. Xét suy thời thế nên chăm học, Thuật tác, thi thư phải trải qua. | ” |
| — Vĩnh Thiệu Phương Văn - vua Thiệu Trị | |   |

Bức tranh gương vẽ Thiệu Phương viên với kiến trúc Vạn tự hồi lang.

Vườn nổi tiếng với kiểu cấu trúc Vạn tự hồi lang, tức có hành lang uốn khúc hình chữ VẠN (卍) nằm ở trung tâm chạy ra 4 phía. Tại 4 góc của hồi lang này có 4 công trình kiến trúc nhỏ, gồm 2 đường và 2 hiên.
Phía nam vườn là khu Duyệt Thị đường; phía bắc - qua hồ Ngọc Dịch là Ngự Viên; phía tây là Thanh Hạ Thư Lâu (tức Thái Bình Lâu) và phía đông là bờ tường phía đông của Tử Cấm thành. Quanh vườn có tường gạch bao bọc, cửa chính mở về phía nam. 
Nhà ở góc tây nam gọi là Di Nhiên đường, quay mặt về hướng nam, bên phải của nhà này là cửa Di Nhiên, xây mặt hướng đông. Hiên ở góc đông nam gọi là Vĩnh Phương hiên, mặt quay về hướng đông, bên tây của hiên này có chiếc hồ nhỏ, gọi là Tiểu Hữu thiên bên phải hiên là cửa vườn Thiệu Phương, hướng nam.
Nhà ở góc đông bắc mang tên Cẩm Xuân đường, quay mặt về hướng bắc, trước nhà có cửa phường Cẩm Xuân bên phải nhà là cửa Cẩm Xuân, đều xây về hướng bắc, phía đông Cẩm Xuân đường, thuộc về trường lang men theo tường Cung thành có cửa Cấm Uyển, hiên ở góc tây bắc có tên là Hàm Xuân hiên, mặt quay về hướng tây.
Trong vườn, ở phía tây của Vạn Tự Hồi Lang, có hai lạch nước đều mang tên là Ngự Câu, thông với hồ Ngọc Dịch ở phía bắc bằng đường cống. Trên bờ phía đông của lạch có đắp một hòn núi nhỏ, tên gọi là Trích Thúy sơn.

## Tam Cung

### Cung Diên Thọ

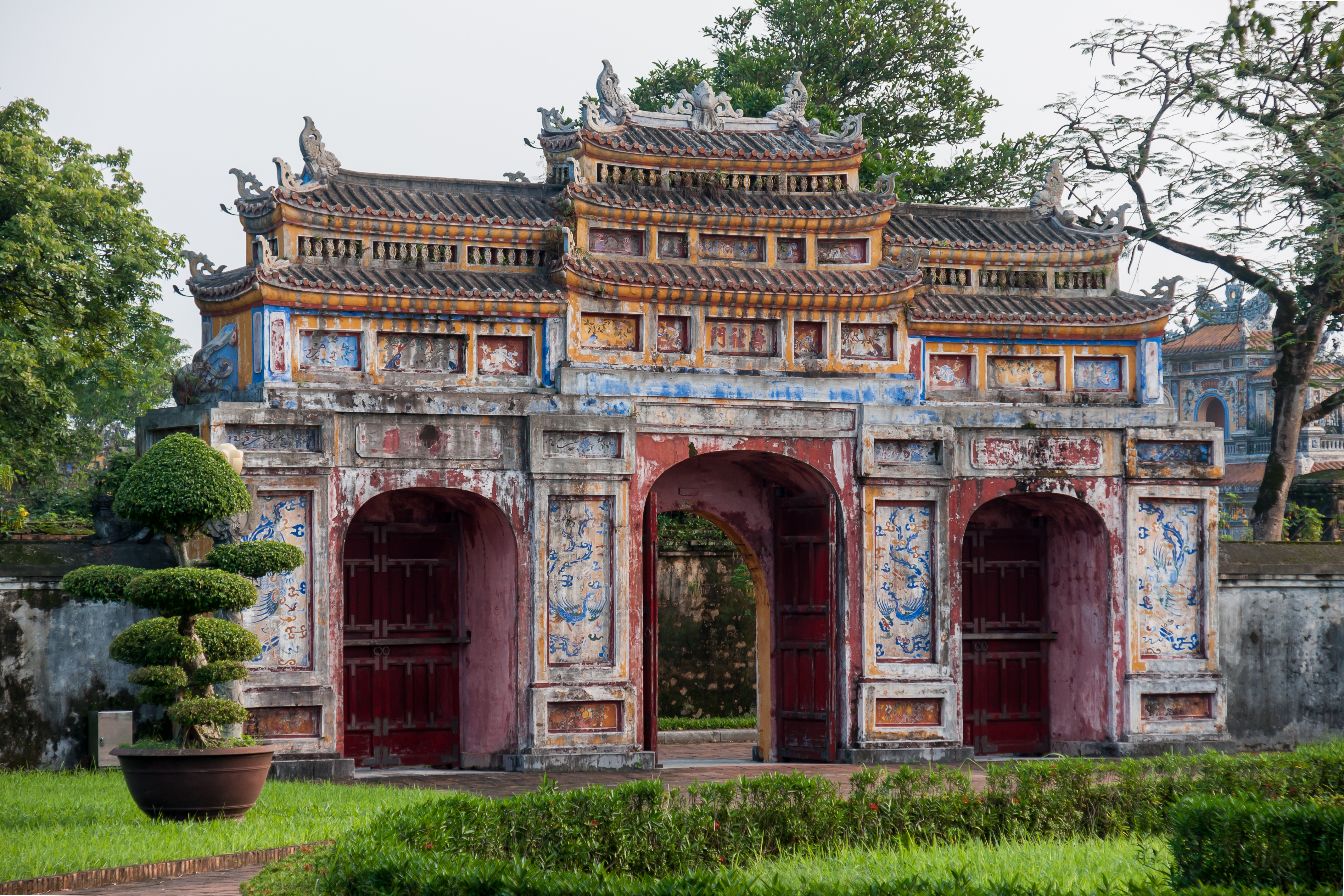
Thọ Chỉ môn (壽祉門)- cổng chính dẫn vào cung Diên Thọ.

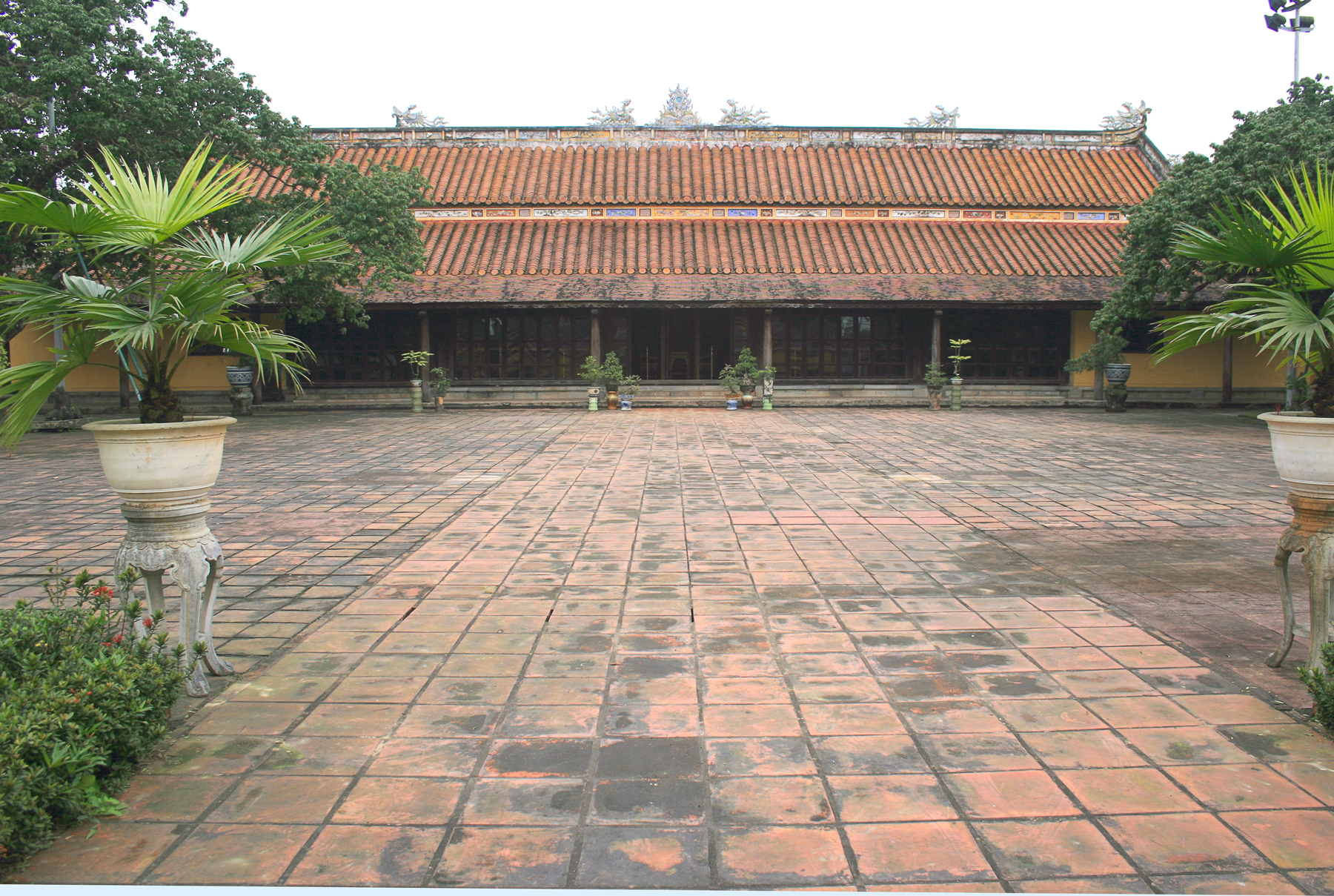
Diên Thọ chính điện

Cung Diên Thọ (tiếng Hán: 延壽宮) là một hệ thống kiến trúc cung điện trong Hoàng thành Huế, nơi ở của các Hoàng thái hậu hoặc Thái hoàng thái hậu triều Nguyễn. Nằm ở phía tây Tử Cấm Thành, phía bắc điện Phụng Tiên và phía nam cung Trường Sanh, cung Diên Thọ được coi là hệ thống kiến trúc cung điện quy mô nhất còn lại tại Cố đô Huế.

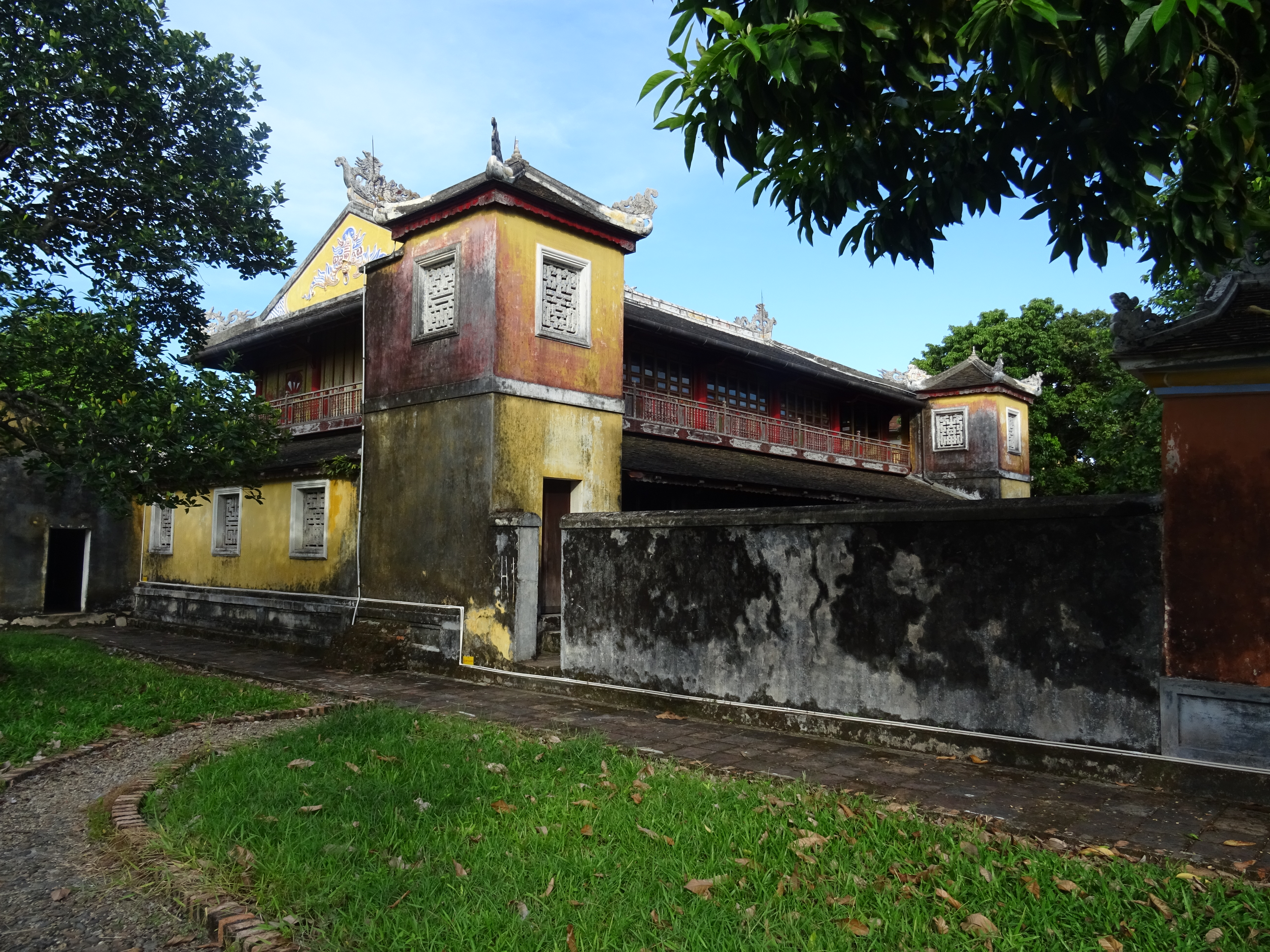
Khương Ninh các nằm bên phải của Chính điện Diên Thọ.

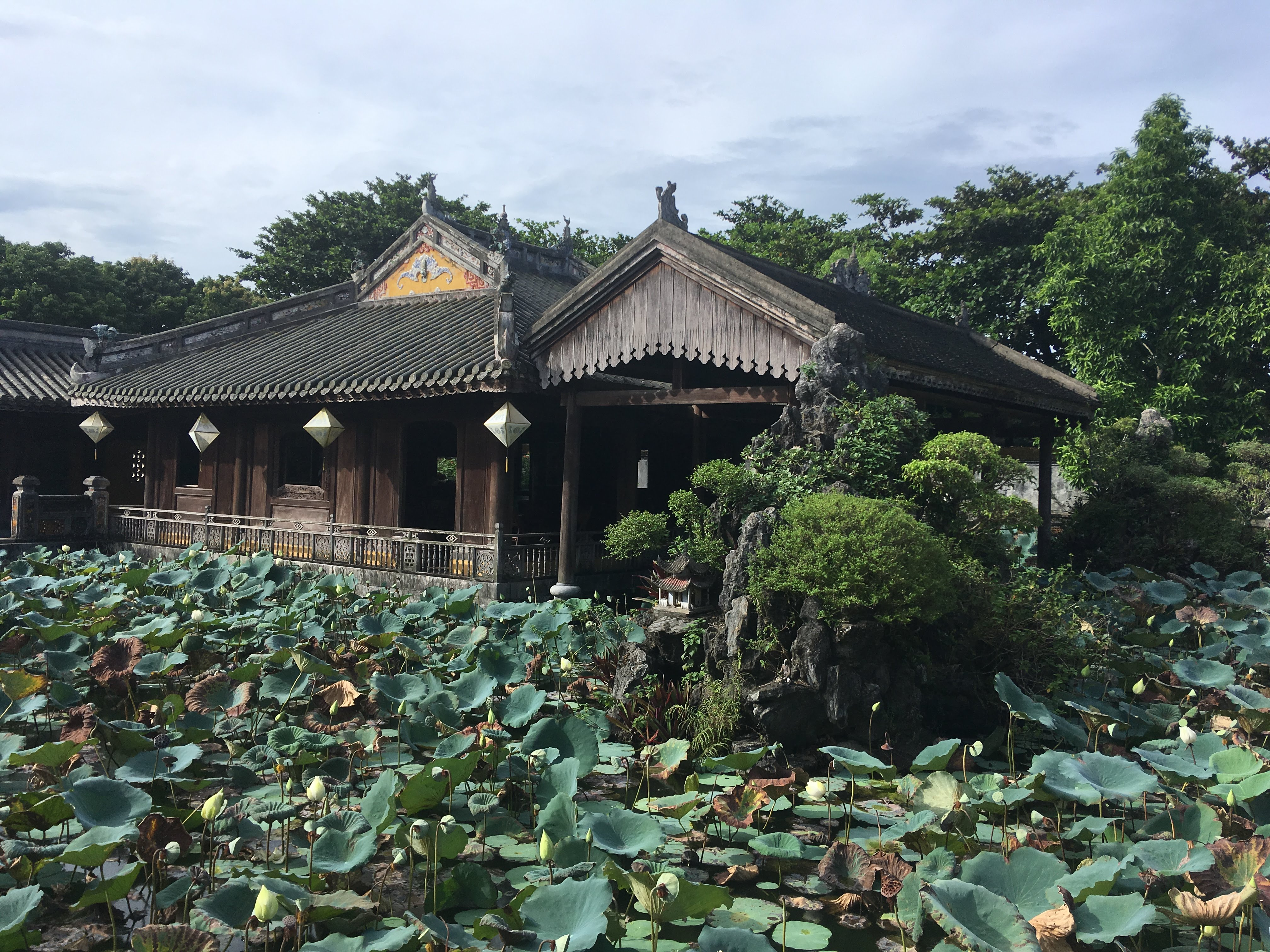
Trường Du tạ.

Trải qua nhiều lần tu sửa, khuôn viên cung Diên Thọ ngày nay rộng khoảng 17500m² với các công trình còn tồn tại như:
- Diên Thọ chính điện (延壽正殿), là công trình chính của cung Diên Thọ, nơi các Thái hậu tiếp khách.
- Thọ Ninh điện (壽寧殿)
- Tịnh Minh lâu (静明樓), trước kia là nhà hát Thông Minh đường (聡明堂).
- Trường Du tạ (長偸榭), nhà thủy tạ giữa hồ.
- Khương Ninh các, hay Phước Thọ am (幅壽庵), là nơi thờ Phật, cũng là nơi tu tập của các phi tần của tiên đế quy y.

Các công trình này được nối kết với nhau bằng hệ thống hành lang có mái che. Ngoài ra còn có các công trình phụ như: 
- Tả, Hữu Vu (左,右廡): nhà phụ bên trái, bên phải.
- Tả Trà (左茶): phòng chờ.
- Thọ Chỉ Khố (壽祉庫): kho của cung Diên Thọ.

Được xây dựng vào tháng 4 năm 1804 để làm nơi sinh sống của bà Hiếu Khang hoàng hậu, mẹ vua Gia Long, cung Diên Thọ (khi đó mang tên là cung Trường Thọ) tiếp tục được các đời vua sau như Minh Mạng, Tự Đức, Thành Thái, Khải Định cho đại tu, sửa chữa và đổi tên nhiều lần để trở thành nơi ở của nhiều vị Hoàng thái hậu triều Nguyễn. Sau khi nhà Nguyễn sụp đổ vào năm 1945, dù nhiều công trình trong Đại Nội bị tàn phá nặng nề hoặc biến mất nhưng toàn bộ khuôn viên cung Diên Thọ hầu như vẫn còn nguyên vẹn.

### Cung Trường Sanh

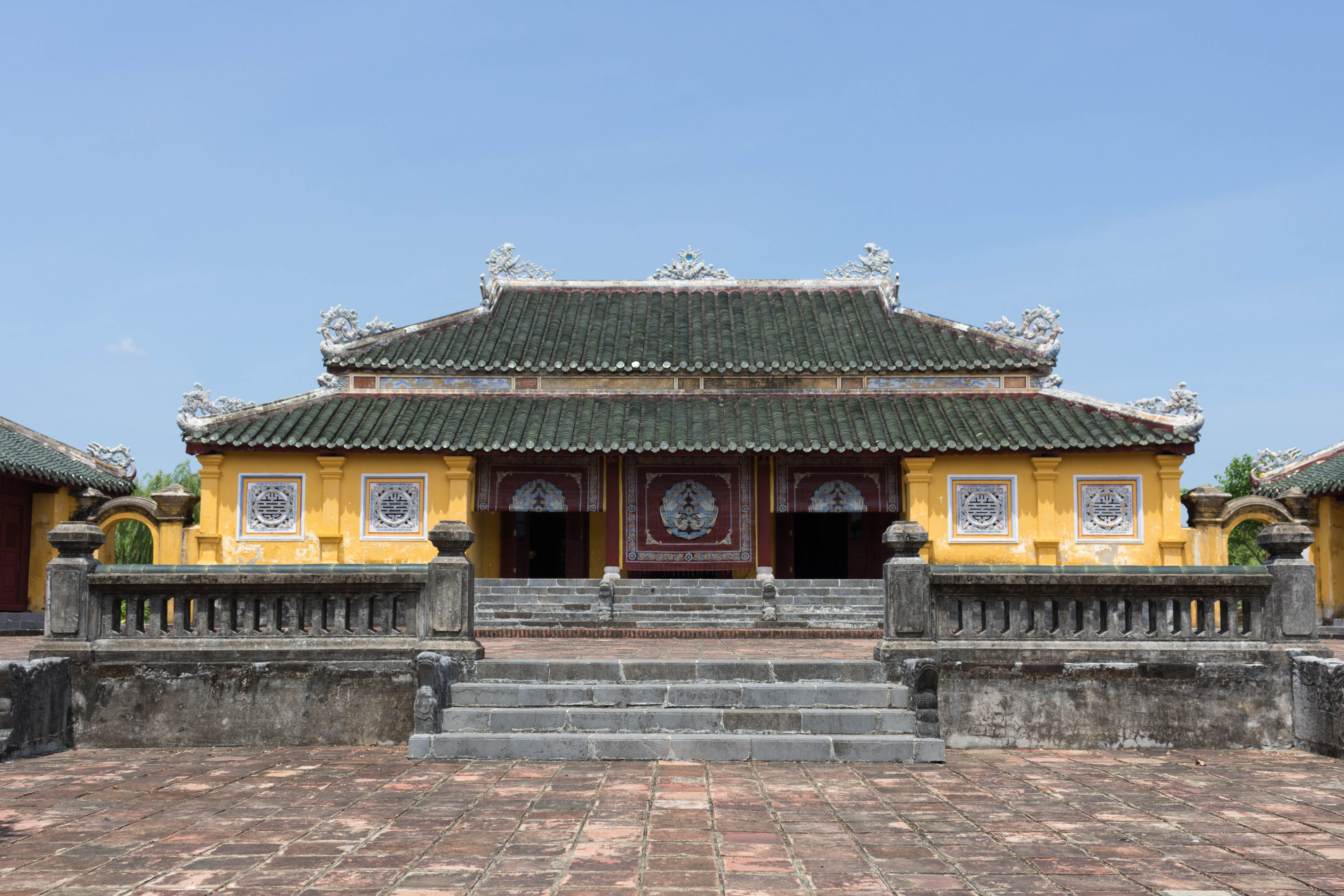
Cung Trường Sanh.

Cung Trường Sanh hay Cung Trường Sinh (chữ Hán: 長生宮), còn có tên gọi khác là Cung Trường Ninh (長寧宮), được xây dựng phía Tây Bắc Hoàng thành Huế với vai trò ban đầu là hoa viên, nơi các vua triều Nguyễn mời mẹ mình đến thăm thú ngoạn cảnh. Về sau cung được chuyển thành nơi ăn ở sinh hoạt của một số bà Hoàng thái hậu và Thái hoàng thái hậu. Các công trình chính của cung:
- Trường An Môn (長安門): cửa chính của cung Trường Sanh.
- Ngũ Đại Đồng Đường (五代同堂): nhà trước của cung Trường Sanh.
- Thọ Khang Điện (壽康殿): nơi ở chính của Hoàng thái hậu bậc nhì.
- Vạn Phúc Lâu (萬幅樓): nhà sau của cung Trường Sanh.

Cung Trường Sanh được xây dựng vào năm Minh Mạng thứ nhất (1821) ở phía Tây Bắc Hoàng thành, phía sau cung Diên Thọ. Trong thời kỳ rực rỡ nhất, kiến trúc cảnh quan của Cung Trường Sanh được vua Thiệu Trị xếp vào hàng thứ bảy và được vịnh thơ trong Thần kinh nhị thập cảnh

### Cung Khôn Thái
Cung Khôn Thái (chữ Hán: 坤泰宮) nằm ngay phía sau điện Càn Thành. Cung này là nơi ở cho các Hoàng hậu, Hoàng Quý phi triều Nguyễn.
Cung có một chính điện là điện Cao Minh Trung Chính (chữ Hán: 高明中政殿), lập vào năm Gia Long thứ ba (1804). Chính tịch 7 gian, tiền tịch, hậu tịch đều 9 gian, diện làm theo kiểu "trùng thiềm trùng lương", lợp ngói âm dương.
Phía đông của điện Cao Minh Trung Chính có Viện Tịnh Quan (chữ Hán: 靜觀院) - một nhà hát để phục vụ riêng cho vua và hoàng phi xem. Vua Thành Thái là người thường xem diễn tuồng nơi đây, vua không chỉ là người đánh trống chầu giỏi mà đôi lần, vua còn lên sân khấu để diễn tuồng với vai Thạch Giải (tuồng "Xảo Tống").
Tuy nhiên, cung Khôn Thái đã bị triệt giải vào thời Khải Định, chỉ còn là dãy hành lang lợp ngói nối điện Dưỡng Tâm và viện Thuận Huy, phía sau là hai nhà phương đình cùng một hoa viên theo kiểu phương Tây trước điện Kiến Trung.

## Lục Viện

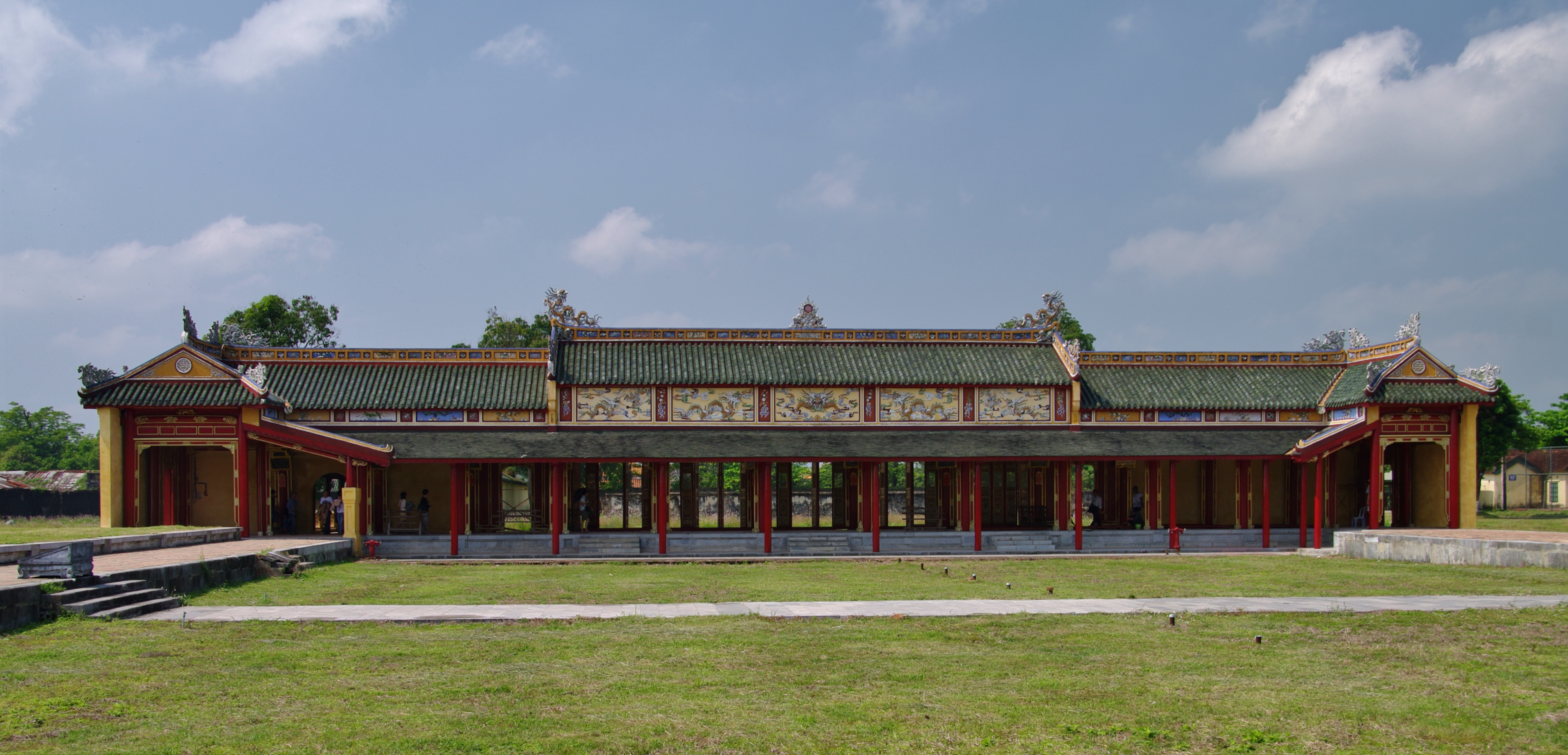
Trường lang khu vực phía trước Viện Thuận Huy.

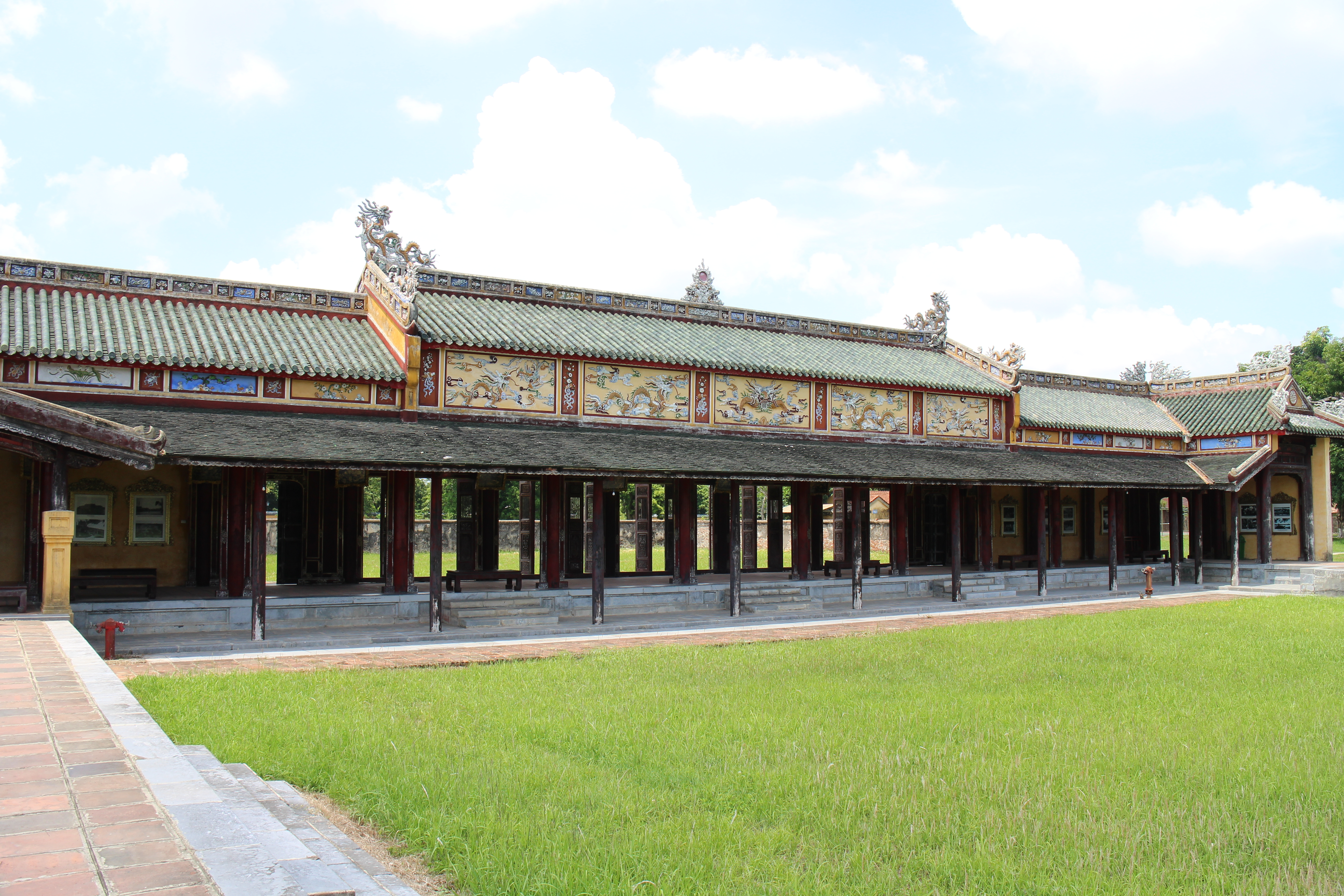
Trường lang khu vực phía trước Viện Thuận Huy.

Các viện này là nơi ở và sinh hoạt của các phi tần nhà Nguyễn, được gọi chung là Lục viện (六院). Lục viện (六院) của nhà Nguyễn bao gồm:
- Viện Thuận Huy (順徽院) nơi ở của Tam và Tứ giai tần.
- Viện Đoan Huy (端徽院) nơi ở của Ngũ và Lục giai tiệp dư.
- Viện Đoan Thuận (端順院)
- Viện Đoan Hoà (端和院)
- Viện Đoan Trang (端莊院) nơi ở của Thất giai quý nhân, Bát giai mỹ nhân và Cửu giai tài nhân.
- Viện Đoan Tường (端祥院)
- Tuy nhiên, tra cứu trong sử nhà Nguyễn thì Lục viện không phải chỉ có 6 viện dành cho cung tần mỹ nữ mà tùy theo từng thời kỳ số lượng các viện không giống nhau. Dưới thời Gia Long, Lục viện chỉ có viện Thuận Huy và điện Trinh Minh (xây năm 1810 dành cho các bà Nhất, Nhị giai phi), thời Minh Mạng có 6 viện, đến đầu thời Thiệu Trị sau khi xây thêm hai viện Đoan Thuận, Đoan Hòa (1843) thời điểm này Lục viện đã lên đến 11 viện (Thuận Huy viện, Tần Trang viện, Lý Thuận viện, Đoan Huy viện, Đoan Trang viện, Đoan Tường viện, Đoan Chính viện, Đoan Thuận viện, Đoan Hòa viện, Đông Tòng viện, Tây Tòng viện) và 1 điện là Trinh Minh.
- Nếu tính cả điện Trinh Minh chỗ ở dành cho các bà Nhất, Nhị giai phi, thì Lục viện cũng có số lượng là 12 cung, viện tương tự như Lục Viện của Tử Cấm Thành - Bắc Kinh. Điều này cũng phù hợp với kiến trúc trong Hoàng cung thường lấy con số 9 làm quy chế xây dựng, ở Lục Viện lại dùng số 6 phù hợp với cách nói "hậu lập lục cung".

## Miếu thờ

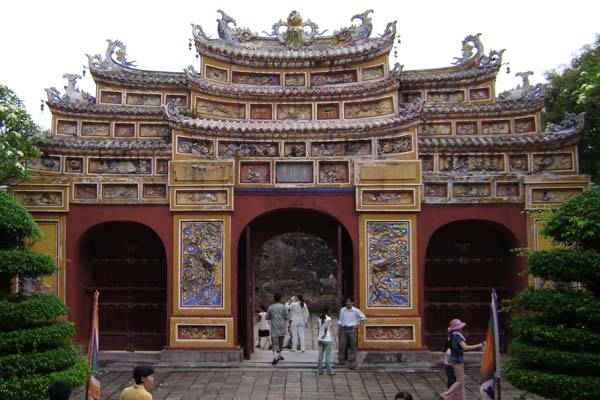
Miếu môn, cổng vào khu vực các miếu thờ

### Thế Tổ Miếu

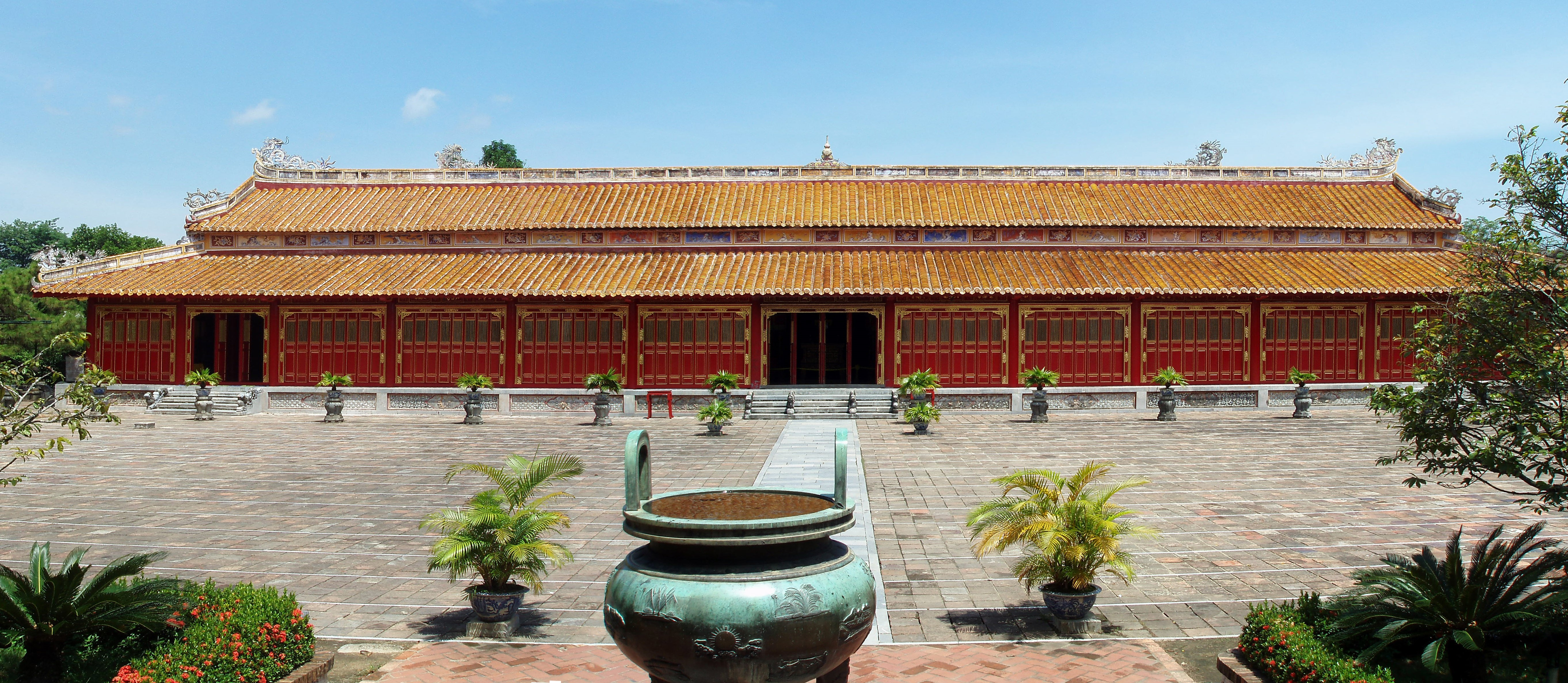
Thế miếu

Thế Tổ miếu (chữ Hán: 世祖廟) thường gọi là Thế miếu (世廟) nằm ở góc tây nam bên trong Hoàng thành Huế, là nơi thờ các vị vua triều Nguyễn. Đây là nơi triều đình đến cúng tế các vị vua quá cố, nữ giới trong triều (kể cả hoàng hậu) không được đến tham dự các cuộc lễ này.
Khuôn viên của Thế Tổ miếu có hình chữ nhật, diện tích khoảng trên 2ha, chiếm đến 1/18 diện tích toàn bộ các khu vực bên trong Hoàng thành và Tử Cấm thành. Thế Tổ miếu là một công trình kiến trúc gỗ rất lớn được xây theo lối "trùng thiềm điệp ốc" đặt trên nền cao gần 1 m. Bình diện mặt nền hình chữ nhật (54,60 m × 27,70 m), diện tích 1500 m². Nhà chính có 9 gian và 2 chái kép, nhà trước có 11 gian và 2 chái đơn, nối liền nhau bằng vì vỏ cua chạm trổ rất tinh tế. Mái được lợp ngói hoàng lưu ly với đỉnh nóc gắn liền thái cực bằng pháp lam rực rỡ. Bên trong khuôn viên ngoài tòa Thế Tổ miếu là công trình chính còn có thêm các công trình khác như Thổ công từ, Cửu đỉnh, Hiển Lâm các, Canh Y điện, Tả vu, Hữu vu.

### Hưng Tổ Miếu

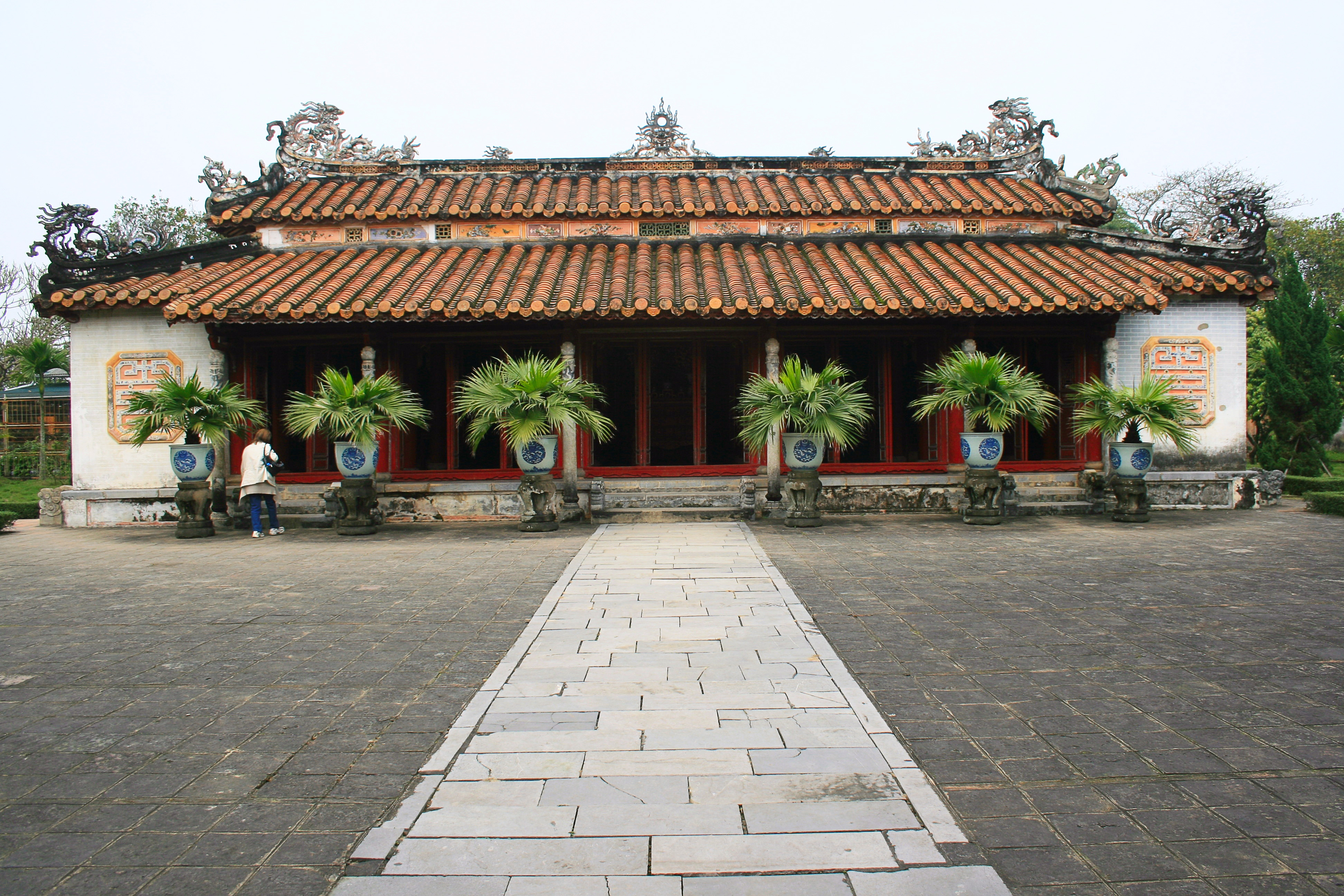
Hưng Miếu

Hưng Tổ Miếu (chữ Hán: 興祖廟) còn gọi là Hưng Miếu (興廟), là ngôi miếu thờ cha mẹ vua Gia Long - ông Nguyễn Phúc Luân (hay Nguyễn Phúc Côn) và bà Nguyễn Thị Hoàn, vị trí ở tây nam Hoàng thành, nằm phía sau Thế Miếu và cách Thế Miếu chừng 50 mét về phía Bắc.
Miếu là một ngôi nhà kép chừng 400m² mái được lợp bằng ngói âm dương men vàng, nền cao 0,68 m bó bằng đá Thanh. Toàn bộ dàn trò (9 hàng cột tình từ trước đến dau và 8 hàng cột tính từ trái sang phải, kê chân trên đá tảng) cùng với các mảng trang trí đều được làm bằng gỗ quý: lim, sao, kền kền, huê mộc.
Phần chính doanh gồm có 3 gian và 2 kép, tiền doanh có 5 gian và 2 chái đơn. Mặt trước của mỗi chái đơn mà mộ mảng tường xây được trang trí chữ "thọ" cách điệu, có tác dụng tăng tính chụi lực.
Sân trước Hưng miếu có hình chữ nhật (20m x 18,45m) được lát gạch bát tràng. Giữa sân là đường thần đạo lát bằng đá thanh, chạy từ bậc thềm ra đến miếu môn phía trước rộng 2,15m. Song song với hàng cột hiên là dãy các chậu sứ trồng cây cảnh mỗi chậu đặt trên đôn bằng đá gồm sáu cái. Bên phải sân có một cái lư dùng để đốt tờ sớ.
Bên phải trái trong khuôn viên Hưng miếu còn có hai ngôi nhà Thần Khố (nhà kho của thần) và Thần Trù (nhà bếp của thần). Bên trái khuôn viên hiện vẫn còn 2 bia đá: bia đá dựng năm 1804 khắc bài Ngự chế của Gia Long và bia đá dựng năm 1821 khắc bài Ngự chế của Minh Mạng nói lại lịch sử xây dựng Hưng miếu và Thế miếu.

### Thái Tổ Miếu

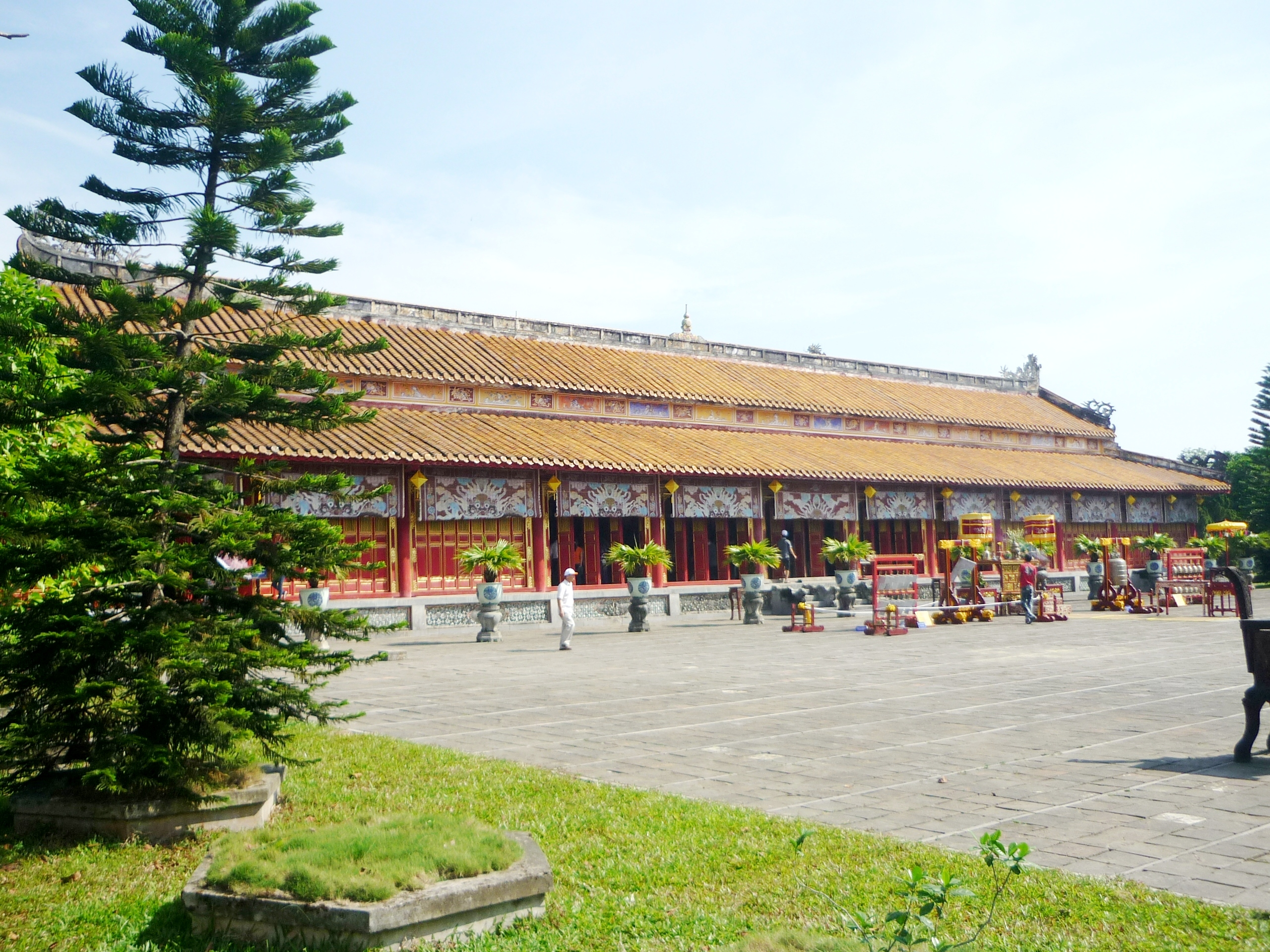
Thái Tổ Miếu.

Thái Tổ Miếu (chữ Hán: 太祖廟) còn gọi là Thái Miếu (太廟), là miếu thờ các vị chúa Nguyễn, từ Nguyễn Hoàng đến Nguyễn Phúc Thuần. Miếu được xây dựng từ năm Gia Long 3 (1804) ở góc đông nam trong Hoàng thành, đối xứng với Thế Tổ Miếu ở phía tây nam.
Quy mô và bố trí kiến trúc của Thái miếu gần tương tự như Thế miếu,nhưng Thái miếu còn lớn hơn cả Thế miếu, và là kiến trúc bằng gỗ lớn nhất trong Hoàng thành. Tòa điện chính xây theo lối nhà kép trùng thiềm điệp ốc, chính đường 13 gian 2 chái kép, tiền đường 15 gian 2 chái đơn. Phía đông điện chính là điện Long Đức, phía nam có điện Chiêu Kính (昭敬殿). Đối diện với điện Chiêu Kính ở phía tây là điện Mục Tư (穆思殿), phía bắc điện này là Thổ Công từ (土公祠).
Trước sân Thái miếu có  Tuy Thành các (綏成閣, tên cũ là gác Mục Thanh) gần giống với Hiển Lâm các ở Thế miếu. Hai bên Tuy Thành các có tường ngắn, trên có lầu chuông, lầu trống, dưới trổ cửa vòm. Phía nam của Tuy Thành các, 2 bên có nhà Tả vu, Hữu vu. Toàn bộ khu vực Thái miếu có tường gạch bao bọc, trổ 5 cửa ra các phía. Các án thờ của chúa Nguyễn đều đặt trong tòa điện chính, bài vị phối thờ các công thần đặt ở Tả vu và Hữu vu. Lễ tế tổ chức 1 năm 5 lần vào các tháng mạnh xuân, mạnh hạ, mạnh thu, mạnh đông và quý đông.
Năm 1947, khu vực Thái Miếu bị thiêu hủy gần như hoàn toàn. Năm 1971 - 1972, hội đồng trị sự Nguyễn Phước Tộc đã quyên góp và dựng lại một tòa Thái miếu 5 gian tạm trên nền cũ ngôi điện chính để làm nơi thờ tự các chúa Nguyễn. Ngôi Thái miếu này qui mô nhỏ hơn rất nhiều so với tòa Thái miếu gốc.

### Triệu Tổ Miếu

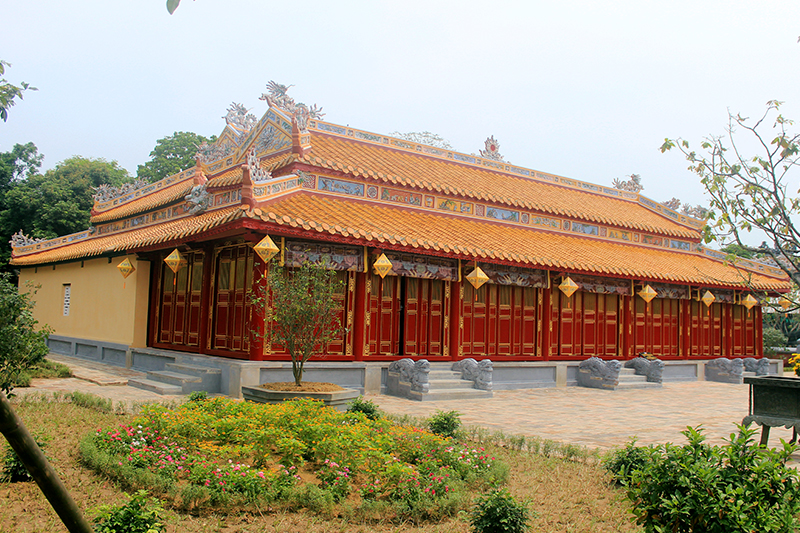
Triệu Tổ miếu, nơi thờ Nguyễn Kim, cha của chúa Tiên Nguyễn Hoàng.

Triệu Tổ miếu (chữ Hán: 肇祖廟) hay là Triệu miếu (肇廟), được xây dựng năm Gia Long thứ 3 (1804). Miếu này nằm ở phía bắc của Thái Miếu trong hoàng thành Huế, là miếu thờ Nguyễn Kim, thân sinh của chúa Tiên Nguyễn Hoàng.
Về hình thức và quy mô kiến trúc, Triệu miếu tương tự như Hưng miếu, miếu gồm 1 tòa điện chính theo lối nhà kép, chính đường 3 gian 2 chái, tiền đường 5 gian 2 chái đơn. Hai bên điện chính có Thần Khố (phía đông) và Thần Trù (phía tây).
Triệu Miếu là một trong số ít công trình trong Hoàng thành còn tồn tại sau chiến tranh. Nhưng sau 200 năm tồn tại, công trình này đã xuống cấp nghiêm trọng. Năm 2016, Triệu Miếu được tu bổ với tổng giá trị hơn 35,6 tỷ đồng.

### Hiển Lâm Các

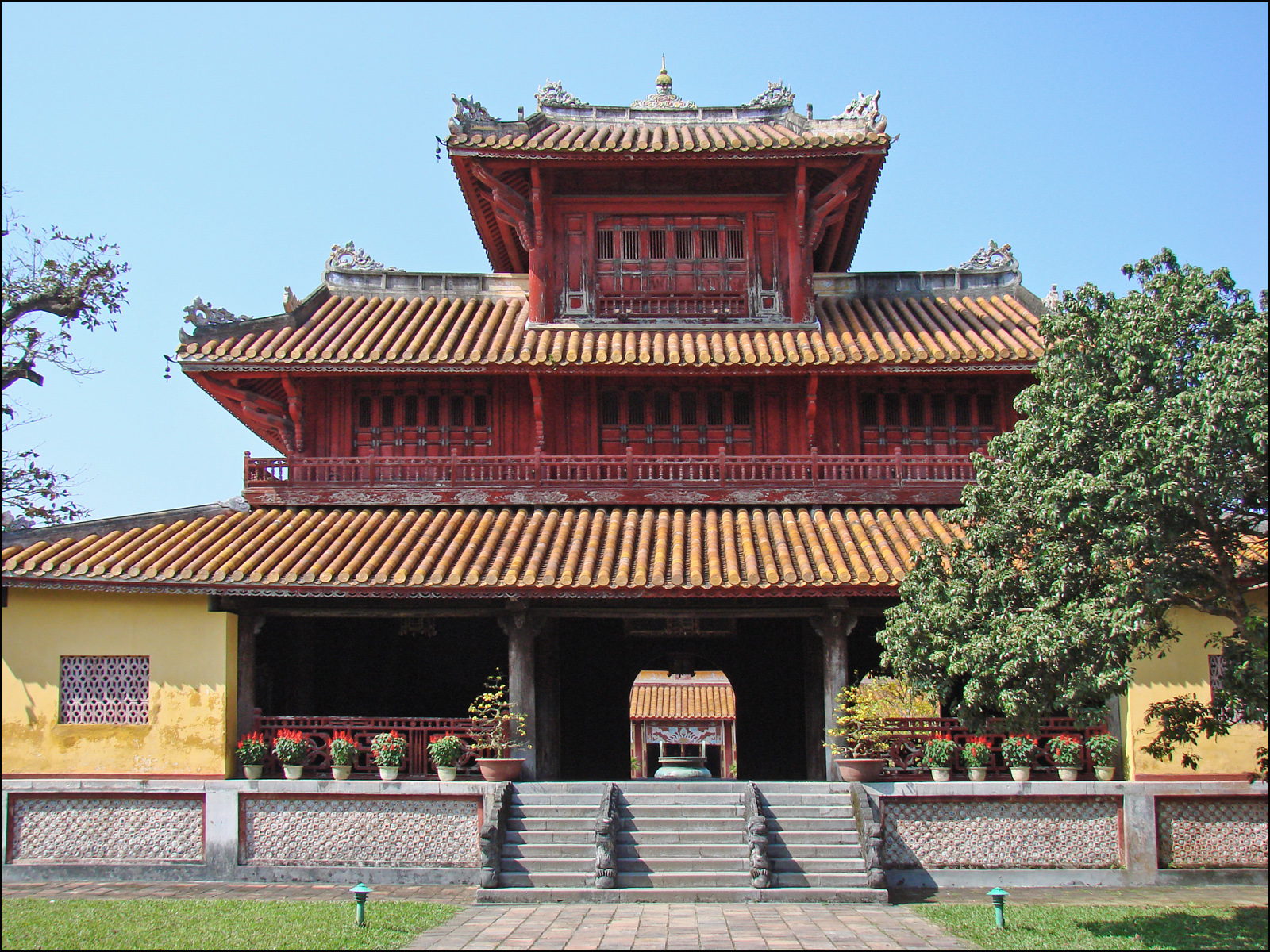
Hiển Lâm Các

Hiển Lâm Các (chữ Hán: 顯臨閣) được xây dựng vào năm 1821 và hoàn thành vào năm 1822 thời vua Minh Mạng nằm trong khu vực miếu thờ trong hoàng thành Huế, cao 17m và là công trình kiến trúc cao nhất trong Hoàng thành. Đây được xem là đài kỷ niệm ghi nhớ công tích của các vua nhà Nguyễn và các quan đại thần có công lớn của triều đại.
Hiển Lâm Các là một công trình kiến trúc bằng gỗ cao 3 tầng, được dựng trên khối nền cao hình chữ nhật, nền lát gạch Bát Tràng, xây bó bằng gạch vồ, vôi vữa và đắp nổi mảnh sành để trang trí. Từ dưới bước lên mặt nền bằng hai hệ thống bậc cấp được làm từ đá xanh Thanh Hóa, ở trước và sau mỗi hệ thống có 9 cấp bậc. Hai bên thành bậc cấp đắp hình rồng ở giữa là giới hạn lối đi chỉ dành riêng cho vua.
Kiến trúc của Hiển Lâm Các được chia làm 3 phần rõ rệt. Tầng 1 có tất cả 5 gian, kiến trúc của tầng 1 được xem là sắc sảo với những bản điêu khắc đạt đến trình độ điêu khắc tinh xảọ Tại các cột, kèo của tầng 1, các bản điêu khắc có in hình rồng, hoa, lá có giá trị rất cao về mặt kiến trúc. Ở hàng cột 3 tính từ mặt trước, dựng một dãy đố bản, giữa mỗi gian trổ một cửa vòm. Các hệ thống kèo, liên ba, đố bản ở tầng này đều chạm nổi các mô típ hình rồng cách điệu hóa thành dây leo lá cuốn. Trên cửa giữa treo tấm hoành phi lớn đề ba chữ "Hiển Lâm Các" với nền sơn màu lục, khung chạm 9 con rồng vờn mây sơn son thếp vàng rất tinh xảo, điêu luyện. Chiếc cầu thang nhỏ bằng gỗ được bắc lên tầng 2 được coi là một tác phẩm giá trị nhất của Hiển Lâm Các. Tầng 2 được chia làm 3 gian và tầng 3 chỉ có 1 gian. Trên cùng của tầng 3 có đựng một bình rượu màu vàng. Tất cả 12 mái, 4 cột chính chạy suốt chiều cao của Hiển Lâm Các là 13m và diện tích mặt bằng Hiển Lâm Các là 300m².
Hiển Lâm các là một trong số ít công trình trong hoàng thành còn tồn tại sau chiến tranh.

### Cửu Đỉnh

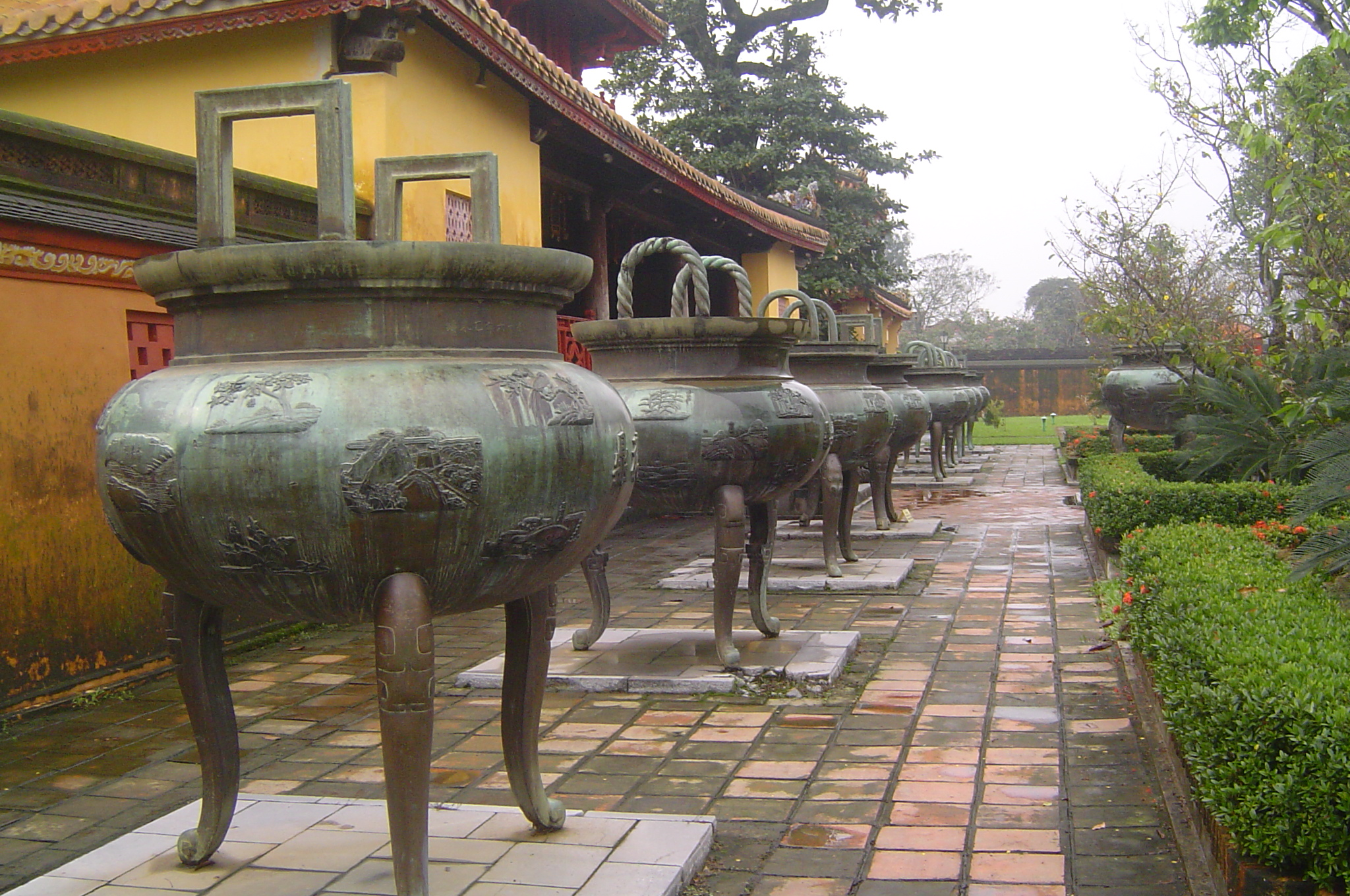
Cửu đỉnh tại Huế

Cửu Đỉnh của Nhà Nguyễn (tiếng Hán: 阮朝九鼎) là chín cái đỉnh bằng đồng đặt ở trước Hiển Lâm Các đối diện với Thế Miếu, phía tây nam Hoàng thành Huế. Tất cả đều được đúc ở Huế vào cuối năm 1835, hoàn thành vào đầu năm 1837. Mỗi đỉnh có một tên riêng ứng với một vị hoàng đế của triều Nguyễn, chúng có trọng lượng khác nhau và hình chạm khắc bên ngoài đỉnh cũng khác nhau. 9 đỉnh đó là: 
- Cao Đỉnh (高鼎)
- Nhân Đỉnh (仁鼎)
- Chương Đỉnh (章鼎)
- Anh Đỉnh (英鼎)
- Nghị Đỉnh (毅鼎)
- Thuần Đỉnh (純鼎)
- Tuyên Đỉnh( 宣鼎)
- Dụ Đỉnh (裕鼎)
- Huyền Đỉnh (玄鼎)

### Điện Phụng Tiên

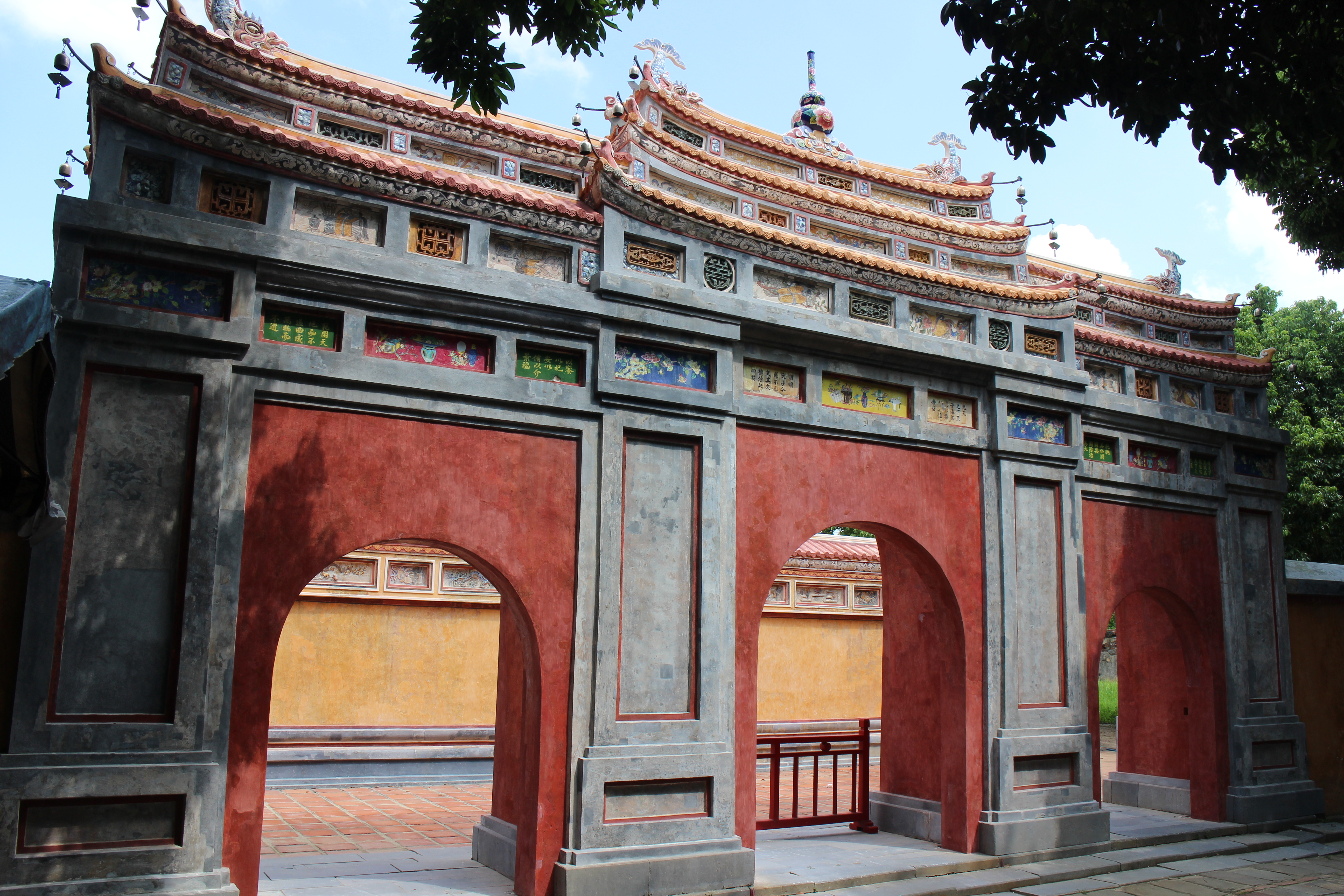
Cổng chính dẫn vào điện Phụng Tiên

Điện Phụng Tiên năm 1930.

Điện Phụng Tiên (chữ Hán: 奉先殿) là một ngôi điện nằm ở gần cửa Chương Đức, phía trước Cung Diên Thọ, cửa tây của Hoàng thành được vua Gia Long và vua Minh Mạng xây dựng dùng để thờ cúng các vua triều Nguyễn. Khác với Thế Miếu, điện này tuy cũng thờ các vị vua và hoàng hậu nhà Nguyễn nhưng nữ giới trong triều được phép đến đây cúng tế.
Điện Phụng tiên là một tòa nhà kép to lớn, to ngang Thế Miếu nhưng có thêm mái lưa ở phía trước. Phần chính doanh có 9 gian 2 chái, mỗi gian thờ một vua; phần tiền doanh có 11 gian. Mái điện được lợp ngói ống hoàng lưu ly cùng với ngói câu đầu trích thủy; phần nền thì được lát bằng gạch Bát Tràng tráng men.

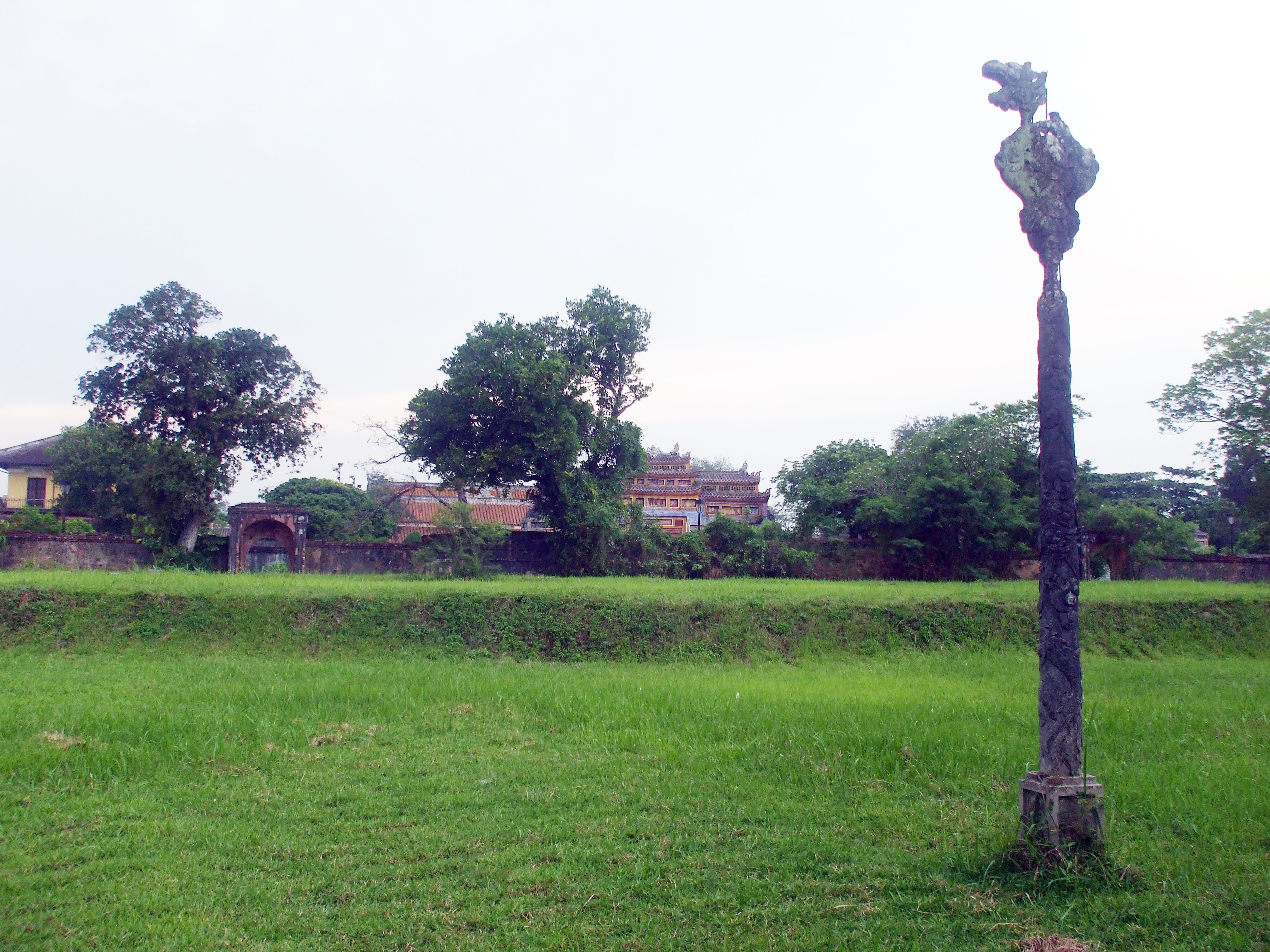
Nền móng điện Phụng Tiên.

Sân trước điện khá rộng cũng được lát bằng gạch Bát Tràng. Sát hiên trước có một hàng chậu sứ trồng cây cảnh được đặt trên các đôn bằng đá chạm. Cuối sân có một bể cạn lớn làm bằng đá, bên trong có một hòn non bộ, xây bằng đá tựa vào một bức bình phong giăng dài phía sau cửa tam quan. Ở giữa mặt trước khuôn viên có vòng thành bao quanh. Ngoài ra, nó còn là nơi lưu trữ nhiều bảo vật của nhiều đời vua nhà Nguyễn. Tháng 2 năm 1947, toàn bộ điện bị đốt cháy, hiện nay chỉ còn lại cửa Tam Quan và vòng tường thành còn tương đối nguyên vẹn.

## Khu vực khác

### Phủ Nội Vụ
Nội Vụ phủ (chữ Hán: 內務府, tiếng Anh: Imperial Household Department), còn gọi là "phủ Nội vụ", là cơ quan coi giữ tài sản, vật dụng cho Hoàng đế và hoàng gia tại nội cung.
là cơ quan coi giữ kho tàng, của công và các hạng vàng ngọc châu báu, tơ lụa trong cung, đồng thời lo việc thu phát cất trữ các vật cống tiến. Vì vậy, trong Nội vụ phủ có nhiều Ty và cục thợ thủ công. Ngoài ra, Nội vụ phủ còn giữ trách nhiệm quản lý và sản xuất các vật dụng cho Hoàng đế và nội cung dùng, còn việc phân phối đều là cơ cấu Nữ quan, gọi là Lục thượng.
Nguyên đời Gia Long, Nội vụ phủ là cơ quan tên Nội đồ gia (內塗家). Năm Minh Mạng nguyên niên (1820), vua Thánh Tổ đổi tên thành Nội vụ phủ như chúng ta biết. Nội vụ phủ thời Nguyễn bao gồm các thuộc viên và kho hàng như sau:
- Điều hành phủ là 1 Thị lang, 2 Lang trung với các lại viên Chủ sự, Tư vụ, Bát cửu phẩm Thư lại, và Vị nhập lưu thư lại
- Chuyên quản 2 kho vàng ngọc là 1 Viên ngoại lang:
  - Kho vàng bạc gồm 1 Chủ sự, 2 Bát cửu phẩm thư lại, 3 Vị nhập lưu thư lại
  - Kho châu ngọc gồm 1 Tư vụ, 1 Cửu phẩm thư lại, 3 Vị nhập lưu thư lại
- Chuyên quản 2 kho Cẩm ngoan (gấm vóc và đồ quý) là 1 Viên ngoại lang:
  - Kho gấm vóc (tức kho cẩm) gồm 1 Chủ sự, 2 Bát cửu phẩm thư lại, 5 Vị nhập lưu thư lại
  - Kho trân ngoan (tức kho đồ quý) gồm 1 Tư vụ, 2 Bát cửu phẩm thư lại, 3 Vị nhập lưu thư lại
- Chuyên quản 2 kho the lụa vật hạng là 1 Viên ngoại lang:
  - Kho the lụa gồm 1 Chủ sự, 2 Bát cửu phẩm thư lại, 3 Vị nhập lưu thư lại
  - Kho vật hạng gồm 1 Tư vụ, 2 Bát Cửu phẩm thư lại, 5 Vị nhập lưu thư lại
- Chuyên quản 2 kho văn nhạc là 1 Viên ngoại lang:
  - Kho vóc hoa (chiếu đệm mây hoa) gồm 1 Chủ sự, 2 Bát cửu phẩm thư lại, 6 Vị nhập lưu thư lại
  - Kho nhạc khí gồm 1 Tư vụ, 1 Cửu phẩm thư lại, 3 Vị nhập lưu thư lại
- Chuyên quản 2 kho tơ lụa là 1 Viên ngoại lang:
  - Kho hàng màu hoa gồm 1 Chủ sự, 2 Bát cửu phẩm thư lại, 5 Vị nhập lưu thư lại
  - Kho dược phẩm gồm 1 Tư vụ, 1 Bát phẩm thư lại, 4 Vị nhập lưu thư lại

Nội vụ phủ có Tiết thận ty quản lý các cục thợ như may, thêu, nhuộm, dệt, v.v.

### Vườn Cơ Hạ
Cơ Hạ viên (chữ Hán: 幾暇園) là một trong 5 khu vườn ngự uyển nằm bên trong Hoàng thành Huế. 
Theo sử liệu triều Nguyễn ghi lại: Khởi thủy, vườn Cơ Hạ là nơi học tập của Thái tử Nguyễn Phúc Đảm (tức vua Minh Mạng về sau) khi còn ở trong cung. Năm Minh Mạng thứ 18 (1837), khu vực trên được sửa sang lại, mở rộng khuôn viên nối tiếp với Hậu Hồ (cũng là một vườn thượng uyển) với chức năng như một Ngự viên. Năm Thiệu Trị thứ 3 (1843), nhà vua cho dựng thêm các đình, viện, đài tạ... nâng cấp thành vườn thượng uyển, gọi là vườn Cơ Hạ. Thời Tự Đức còn bổ sung và sửa sang thêm một số công trình khác. Về cuối triều Nguyễn, do thiếu điều kiện chăm sóc nên khu vực vườn Cơ Hạ bị xuống cấp nghiêm trọng. Năm Thành Thái thứ 17 (1905), triều đình cho giải phóng hành lang hai bên để làm nhà ở cho Biền binh.
Năm 2012, Sau một thời gian dài hoang phế, một trong những vườn Thượng uyển nổi tiếng cung đình Huế xưa là vườn Cơ Hạ với diện tích 16.800 m2 đã được Trung tâm Bảo tồn Di tích Cố đô Huế phục hồi lại đẹp tuyệt như hình dáng những năm xưa nhân dịp Festival Huế.

### Lầu Tứ Phương Vô Sự

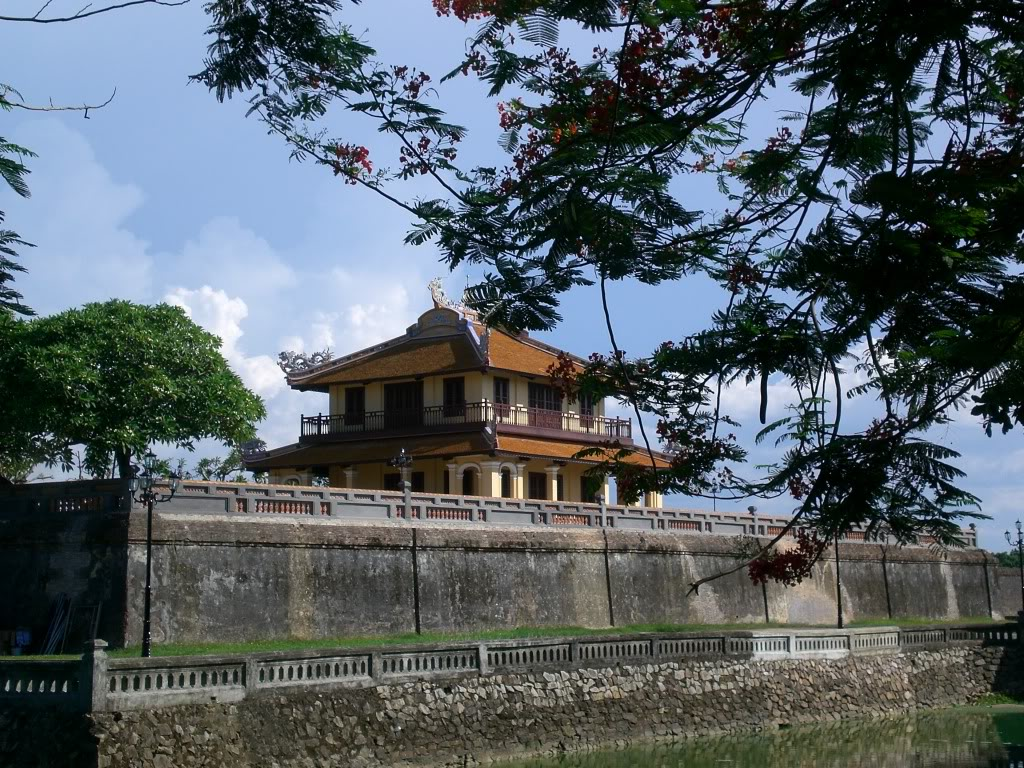
Lầu Tứ Phương Vô Sự nằm trên nền Bắc Khuyết đài, là điểm chính Bắc của Hoàng thành Huế.

Lầu Tứ Phương Vô Sự (chữ Hán: 樓四方無事) là công trình kiến trúc hai tầng, nằm trên đài Bắc Khuyết của Hoàng thành Huế. Lầu Tứ Phương Vô Sự được xây dựng và khánh thành năm 1923 để chuẩn bị cho lễ mừng thọ "Tứ tuần đại khánh tiết" của vua Khải Định vào năm 1924. Sau đó, lầu Tứ Phương Vô Sự trở thành nơi cho nhà vua và hoàng gia hóng mát, cũng là nơi học tập hàng ngày của các vị hoàng tử và công chúa giai đoạn cuối triều Nguyễn.
Lầu Tứ Phương Vô Sự được xây theo phong cách kiến trúc thuộc địa, giao thoa kiến trúc Á - Âu, gồm hai tầng với diện tích lên đến 182m². Lầu Tứ Phương Vô Sự nằm trên nền đài Bắc Khuyết của Hoàng thành Huế, gần với cửa Hòa Bình - cửa bắc Hoàng thành. Tòa lầu cũng nằm trên trục "thần đạo" tây bắc - đông nam của Hoàng thành, nối thông các công trình quan trọng nhất Đại Nội. Trục này chạy từ Ngọ Môn qua điện Thái Hòa, điện Cần Chánh, điện Càn Thành, cung Khôn Thái, điện Kiến Trung thẳng đến lầu Tứ Phương Vô Sự. Đây là công trình kiến trúc có giá trị về lịch sử và văn hóa nghệ thuật của Huế, là một trong những công trình kiến trúc tiêu biểu được xây dựng dưới thời Pháp thuộc, đánh dấu một giai đoạn chuyển tiếp trong lịch sử kiến trúc Việt Nam nửa đầu thế kỷ 20. Sau khi nhà Nguyễn cáo chung năm 1945, chịu tác động khắc nghiệt của thiên nhiên và hai cuộc chiến tranh tàn phá ác liệt, đặc biệt là sự kiện Tết Mậu Thân (1968), lầu bị hư hỏng nặng nề và xuống cấp nghiêm trọng. Tháng 12 năm 2008, dự án trùng tu lầu Tứ Phương Vô Sự được khởi công và khánh thành ngày 6 tháng 10 năm 2010 nhân kỉ niệm đại lễ 1000 năm Thăng Long - Hà Nội, với tổng mức hơn 9,3 tỉ đồng.

## Hình ảnh

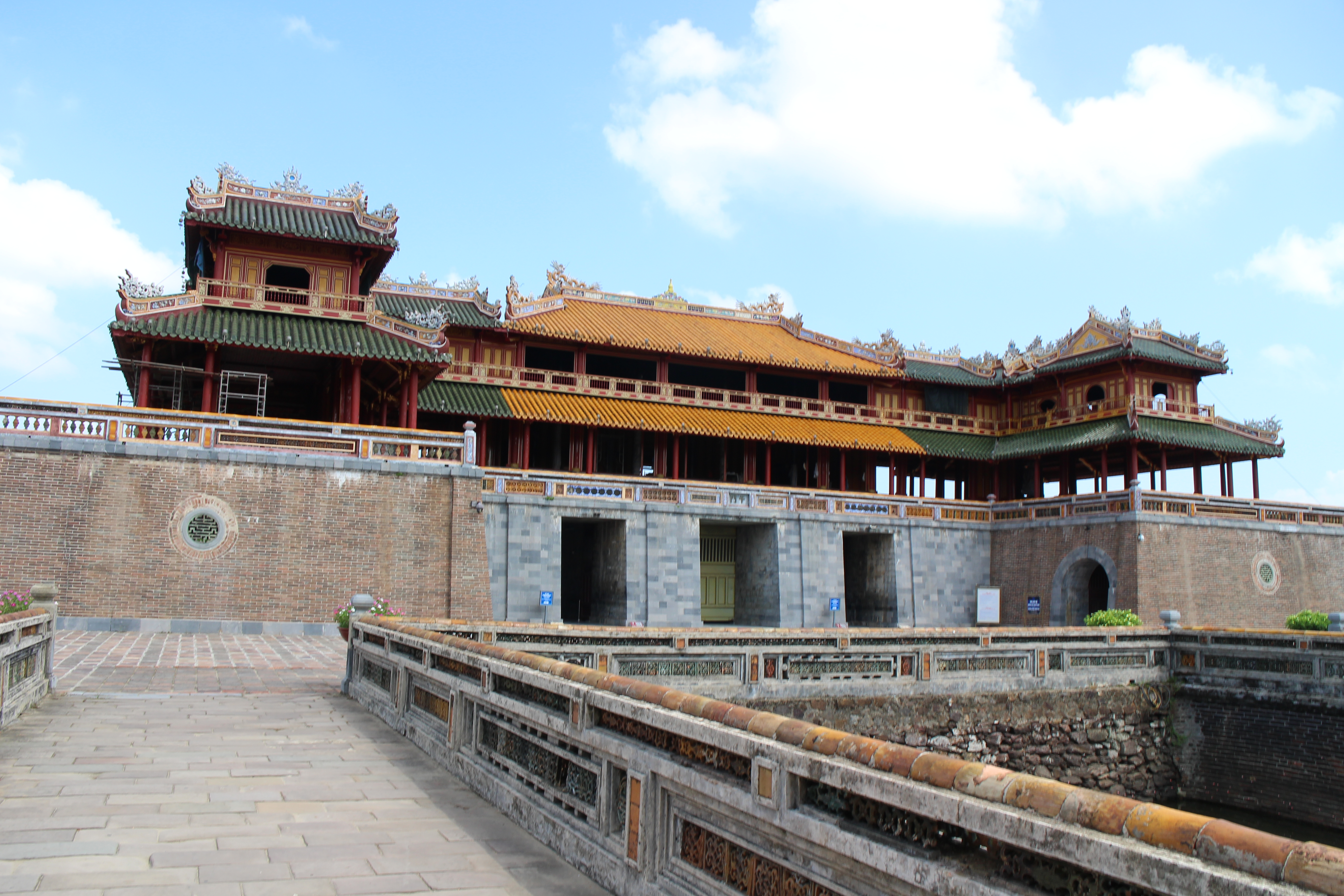
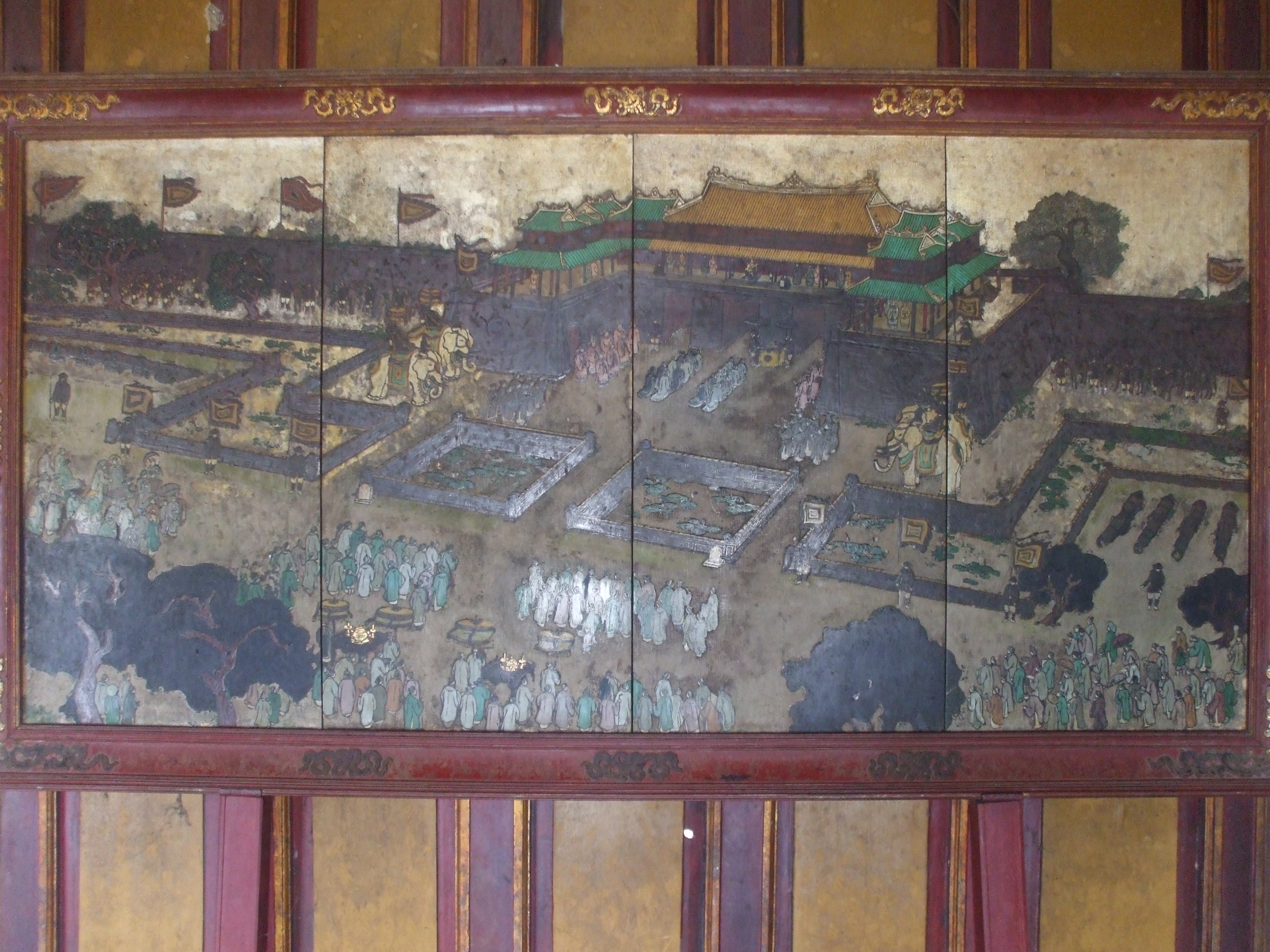
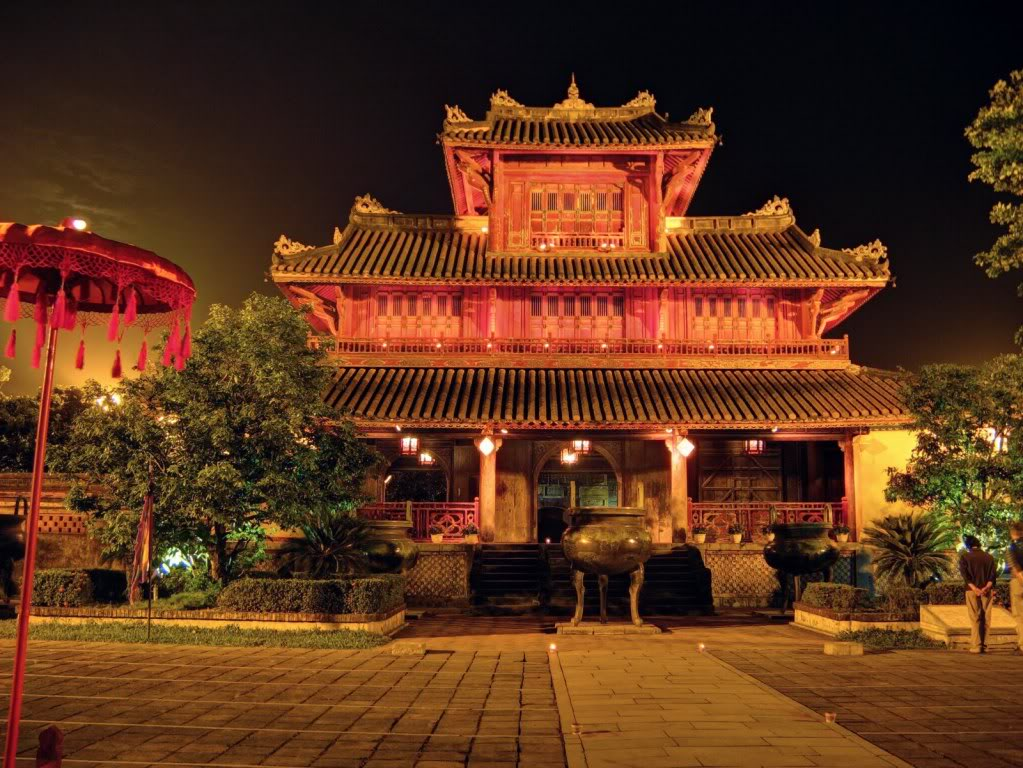
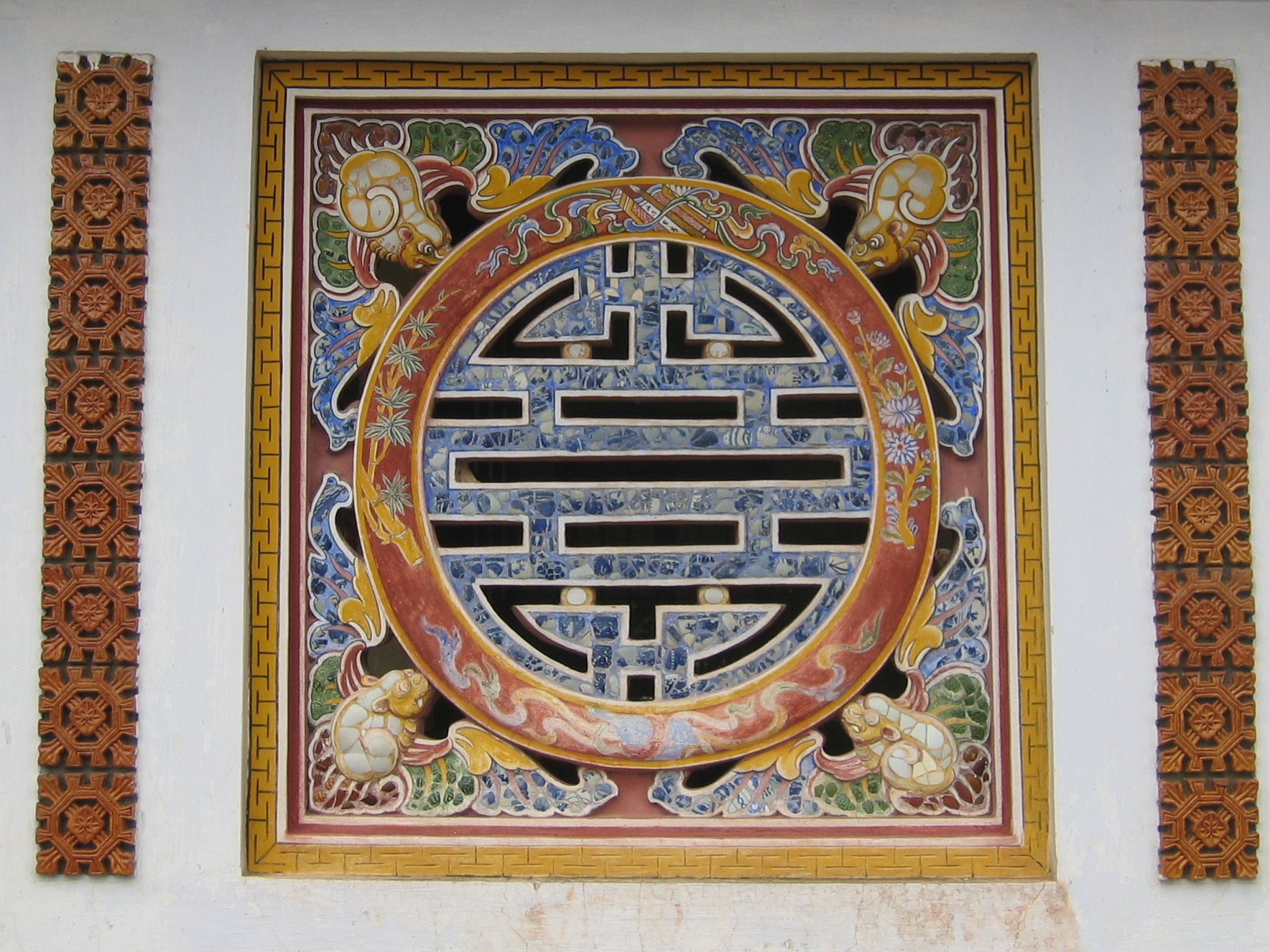
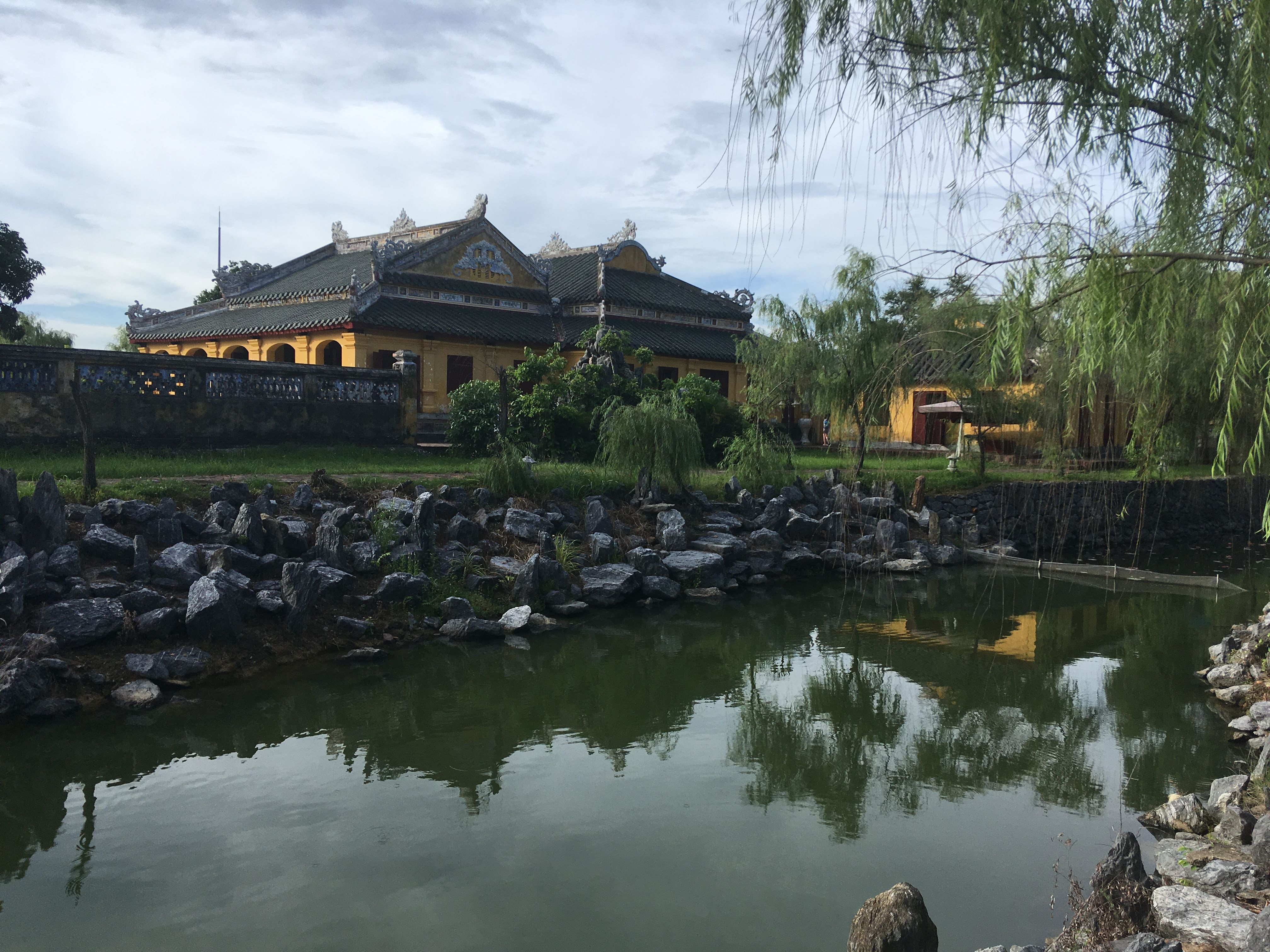
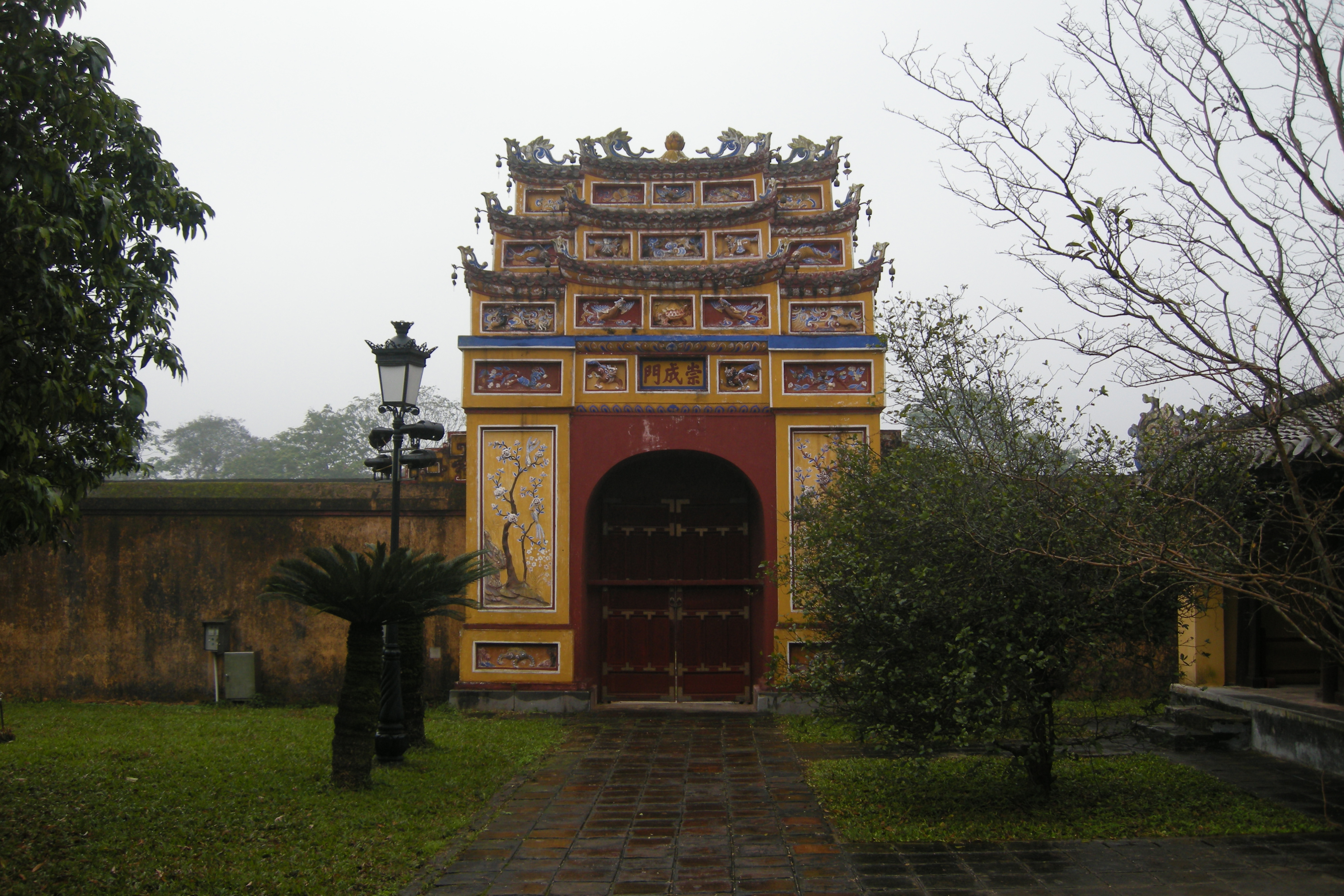
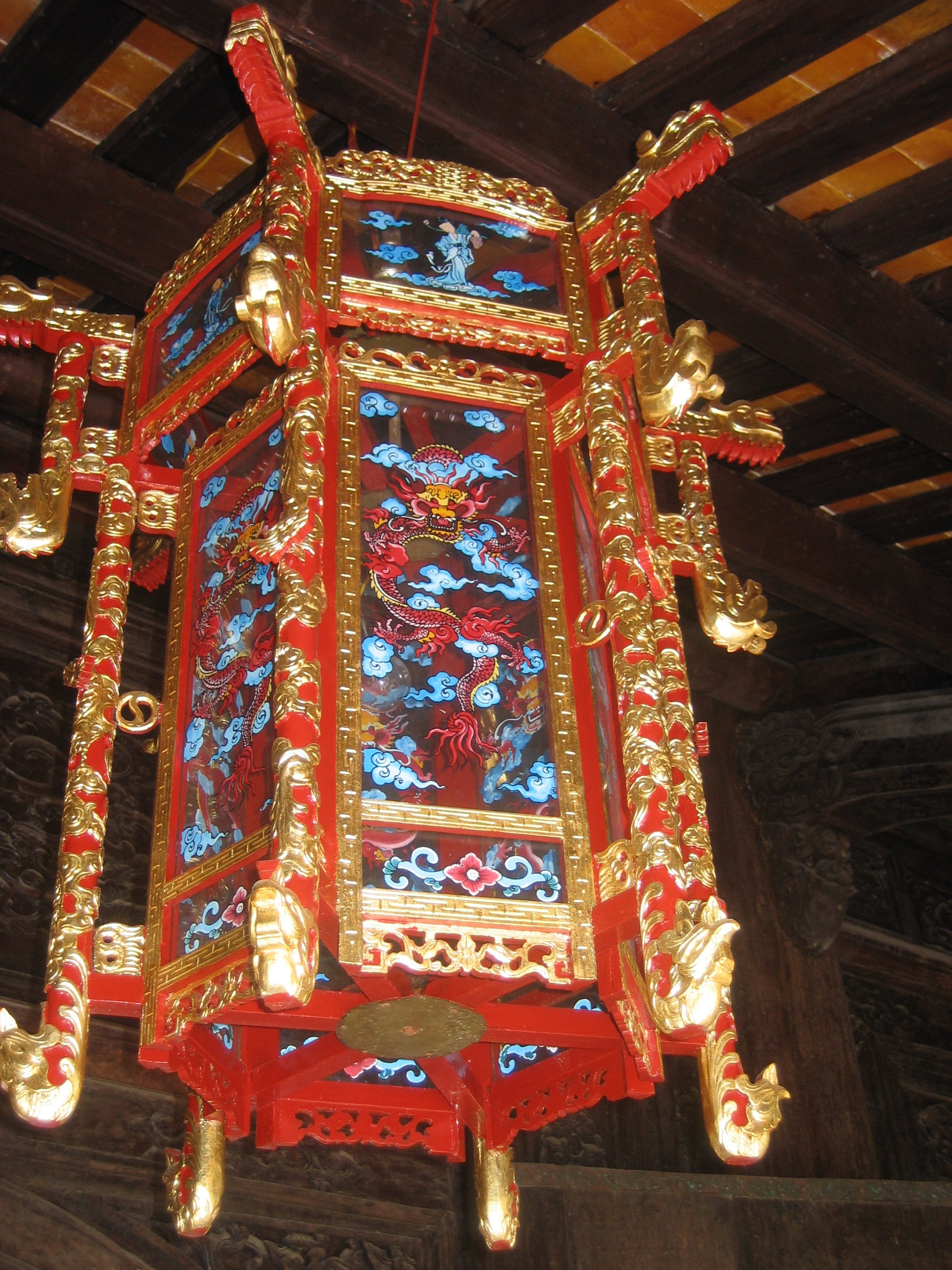
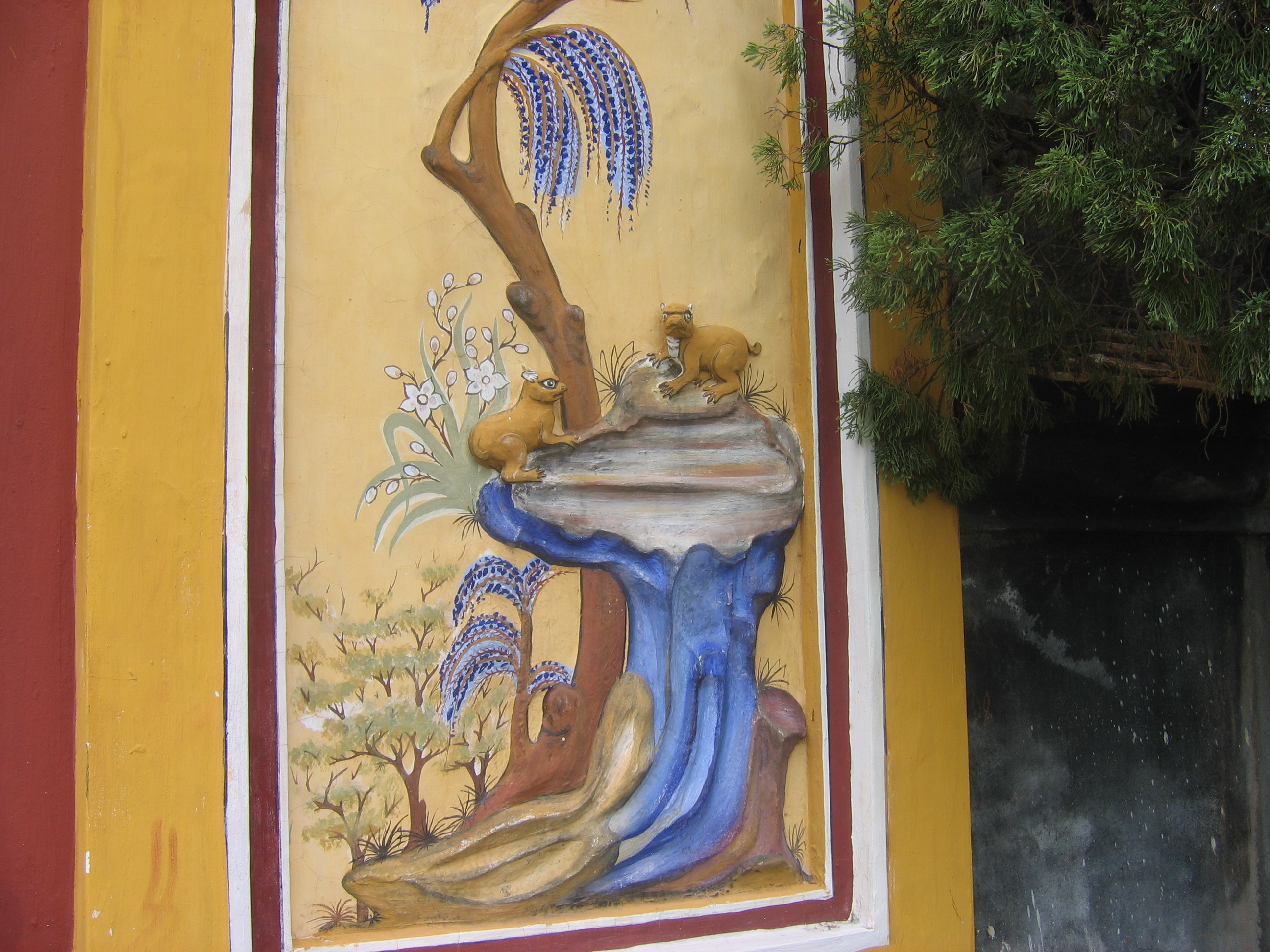
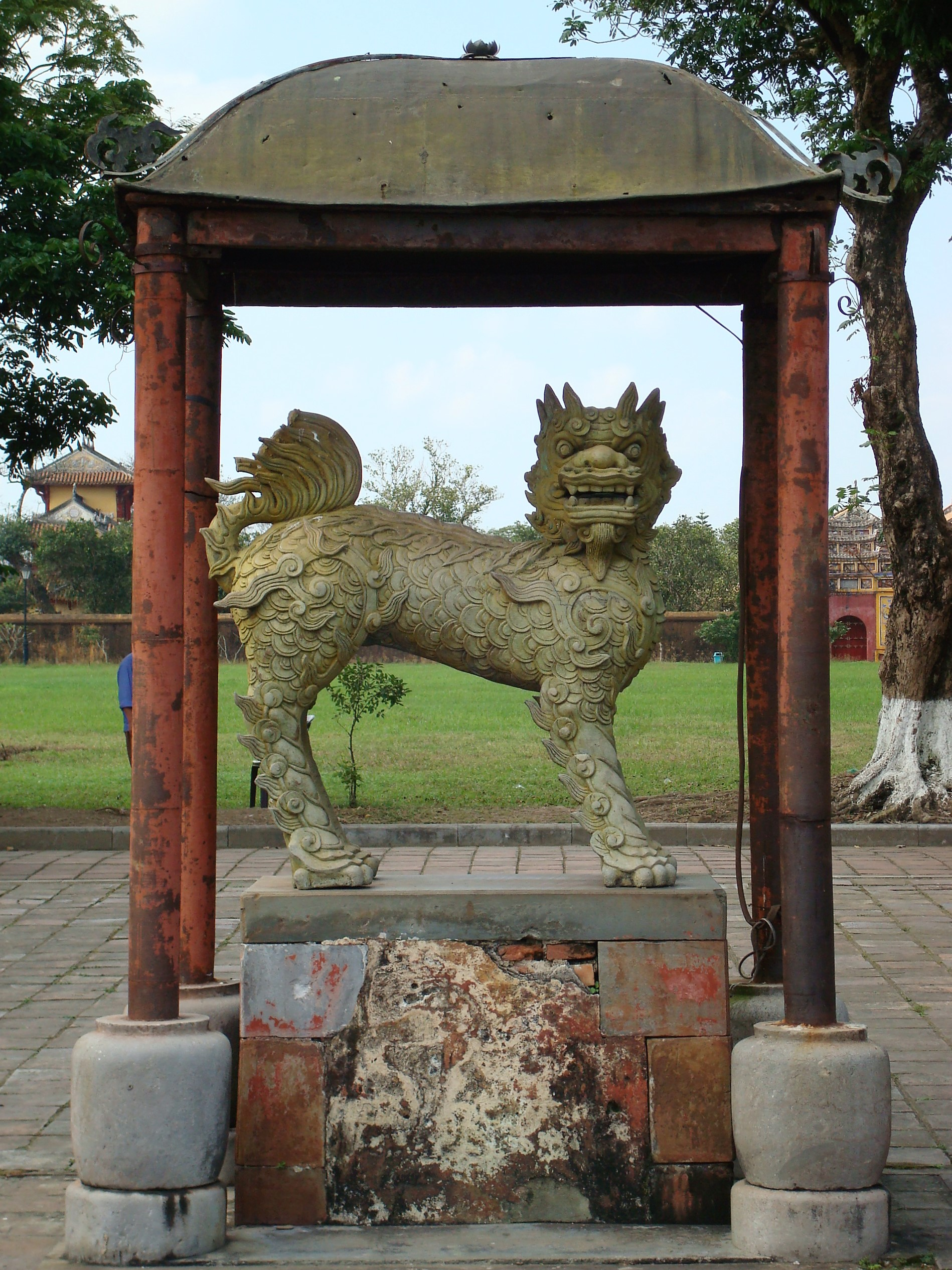
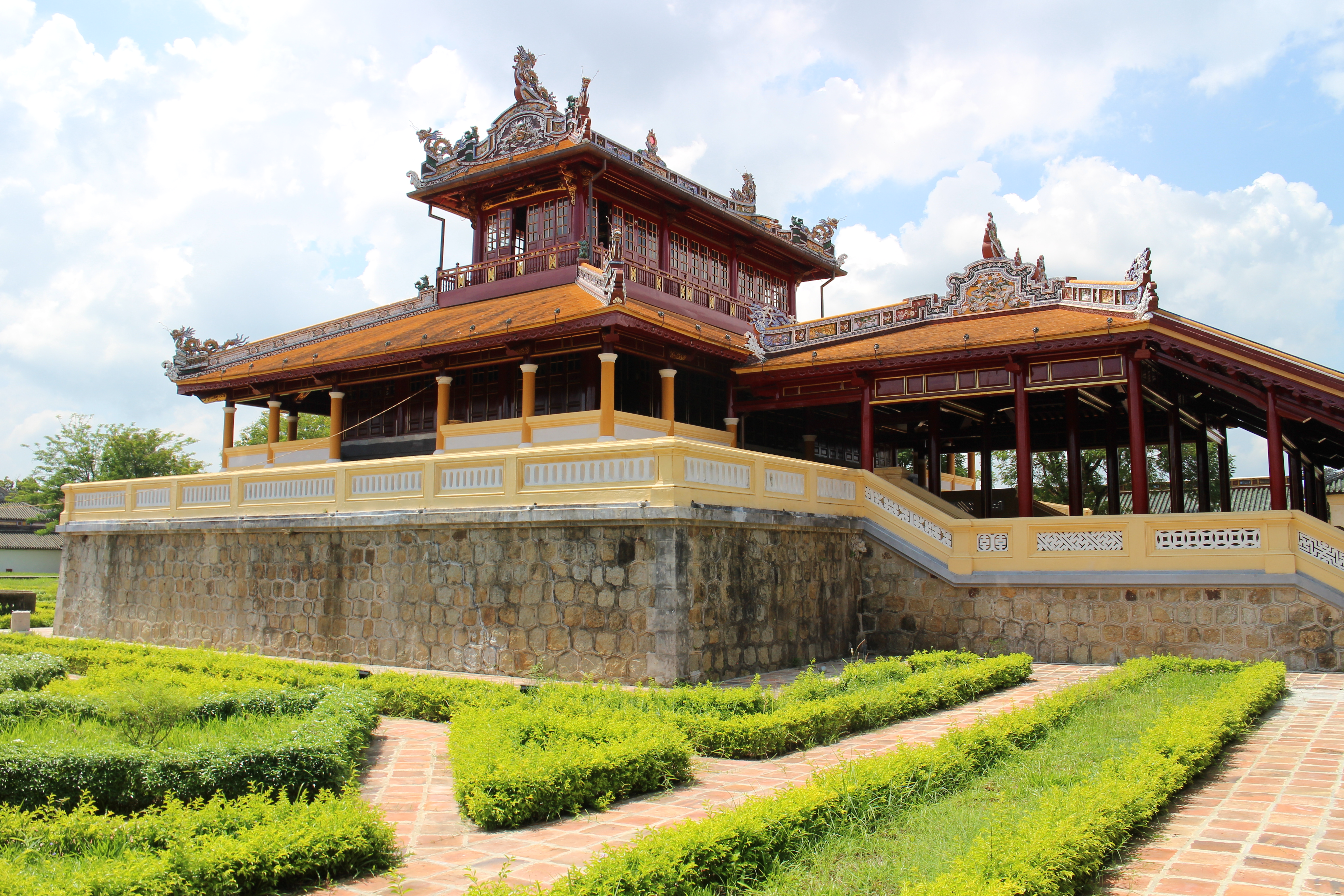
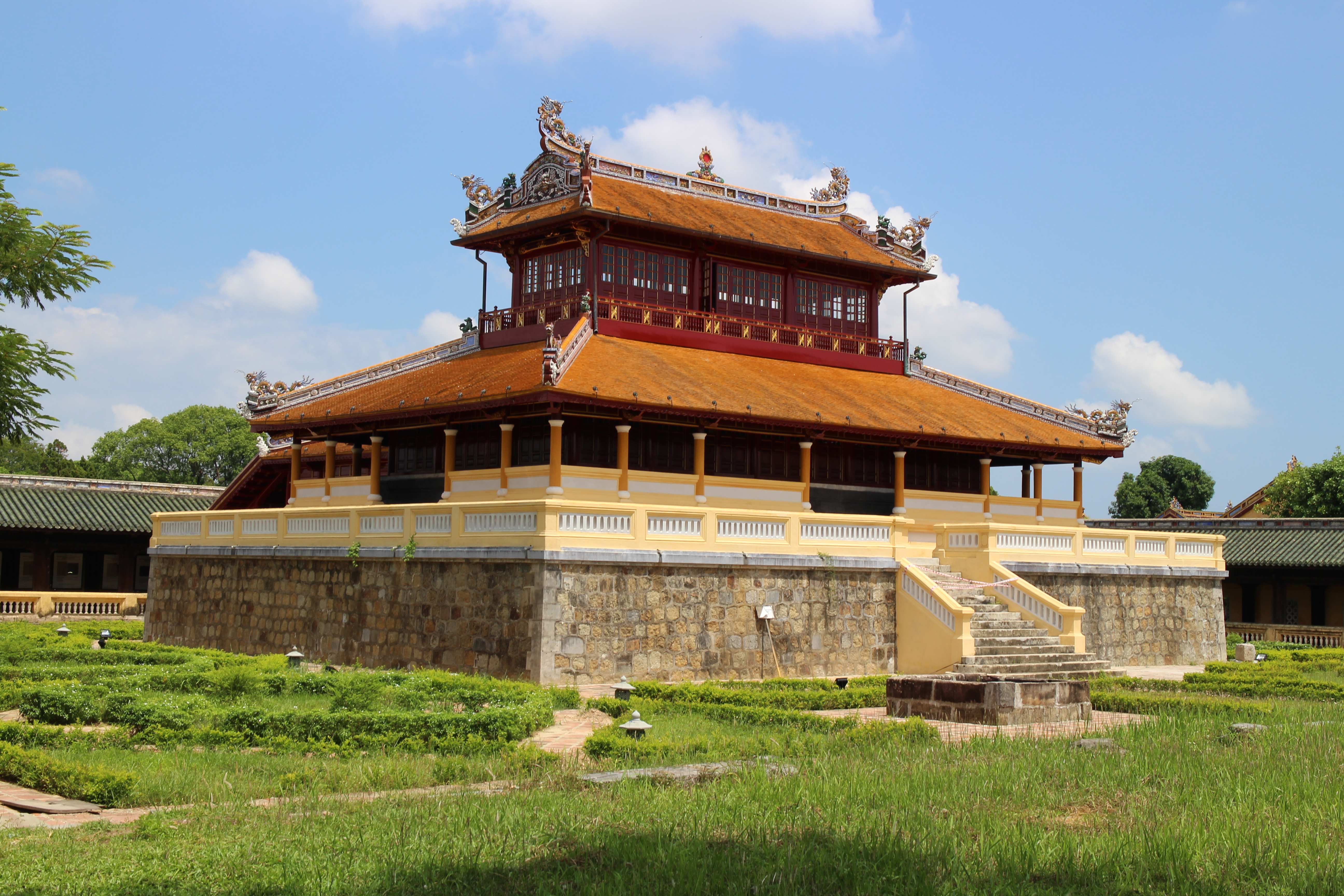
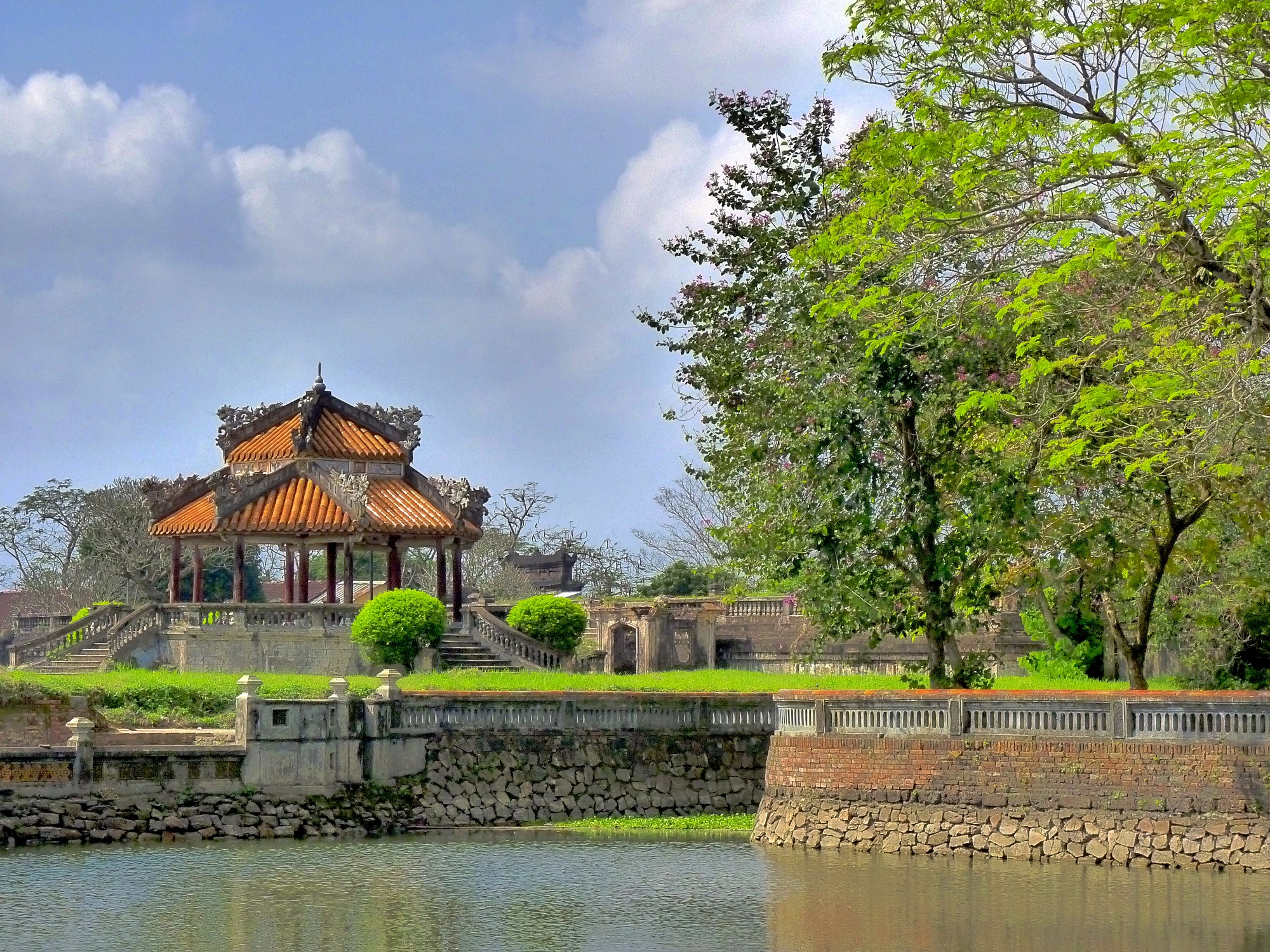
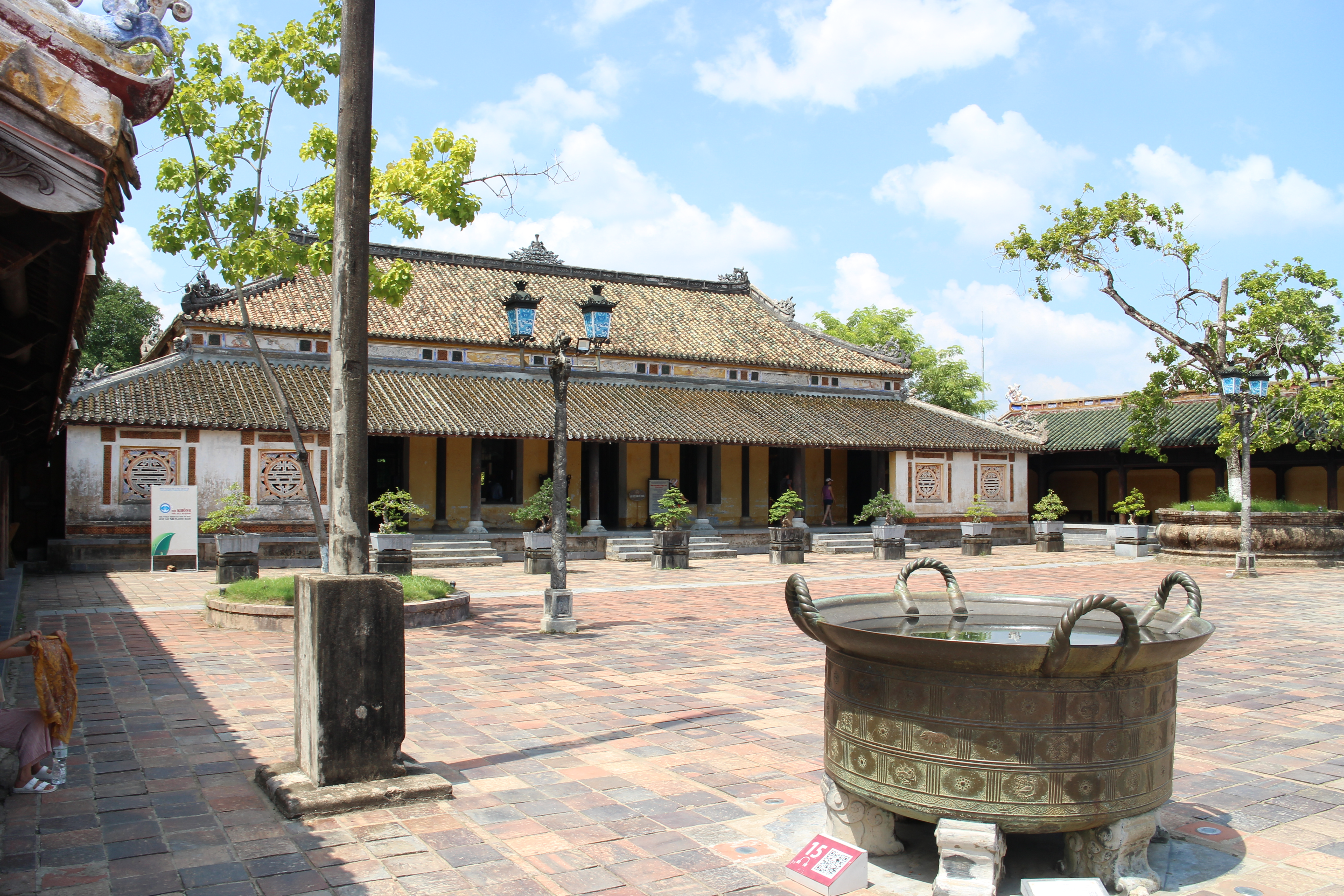
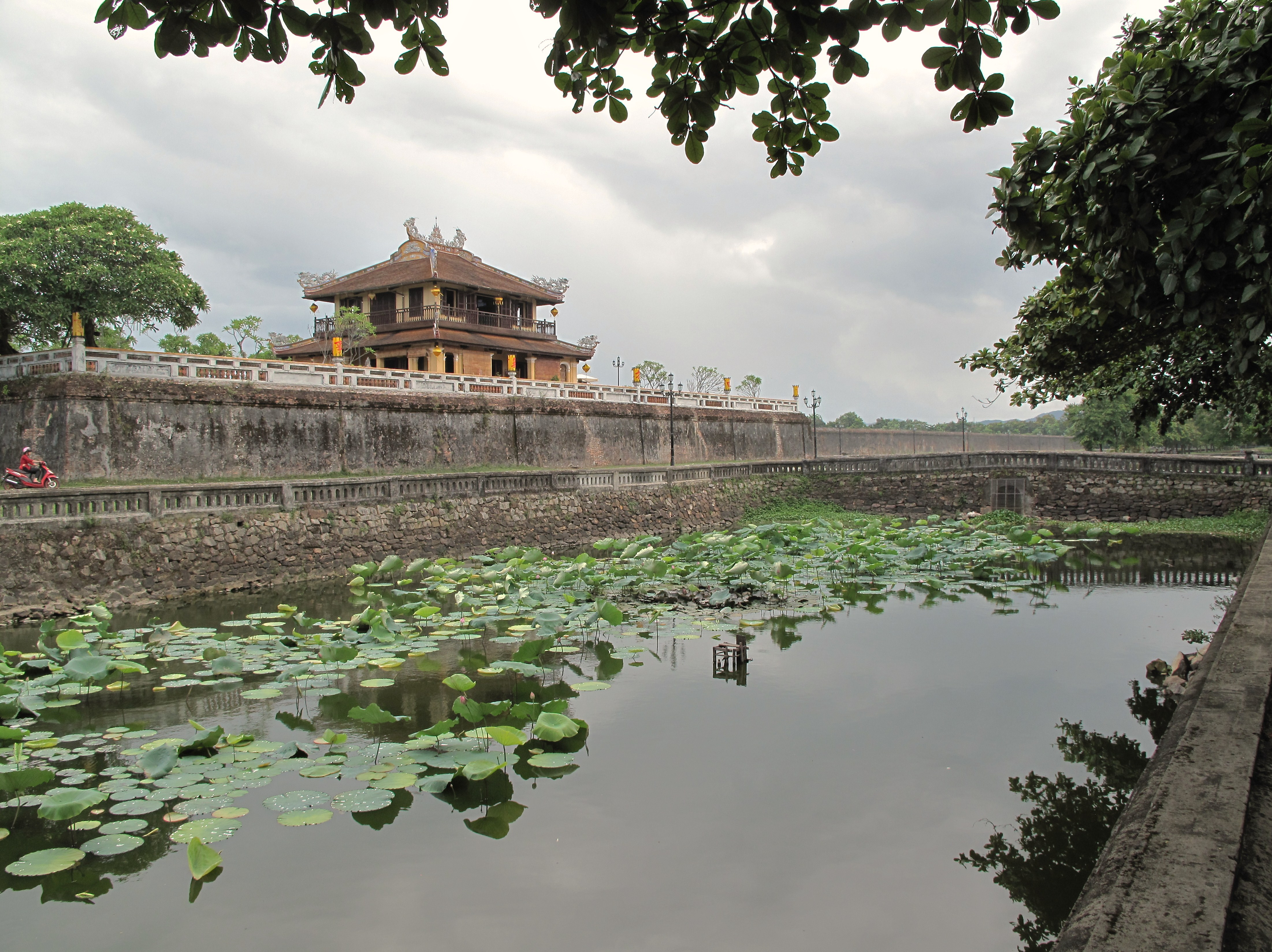
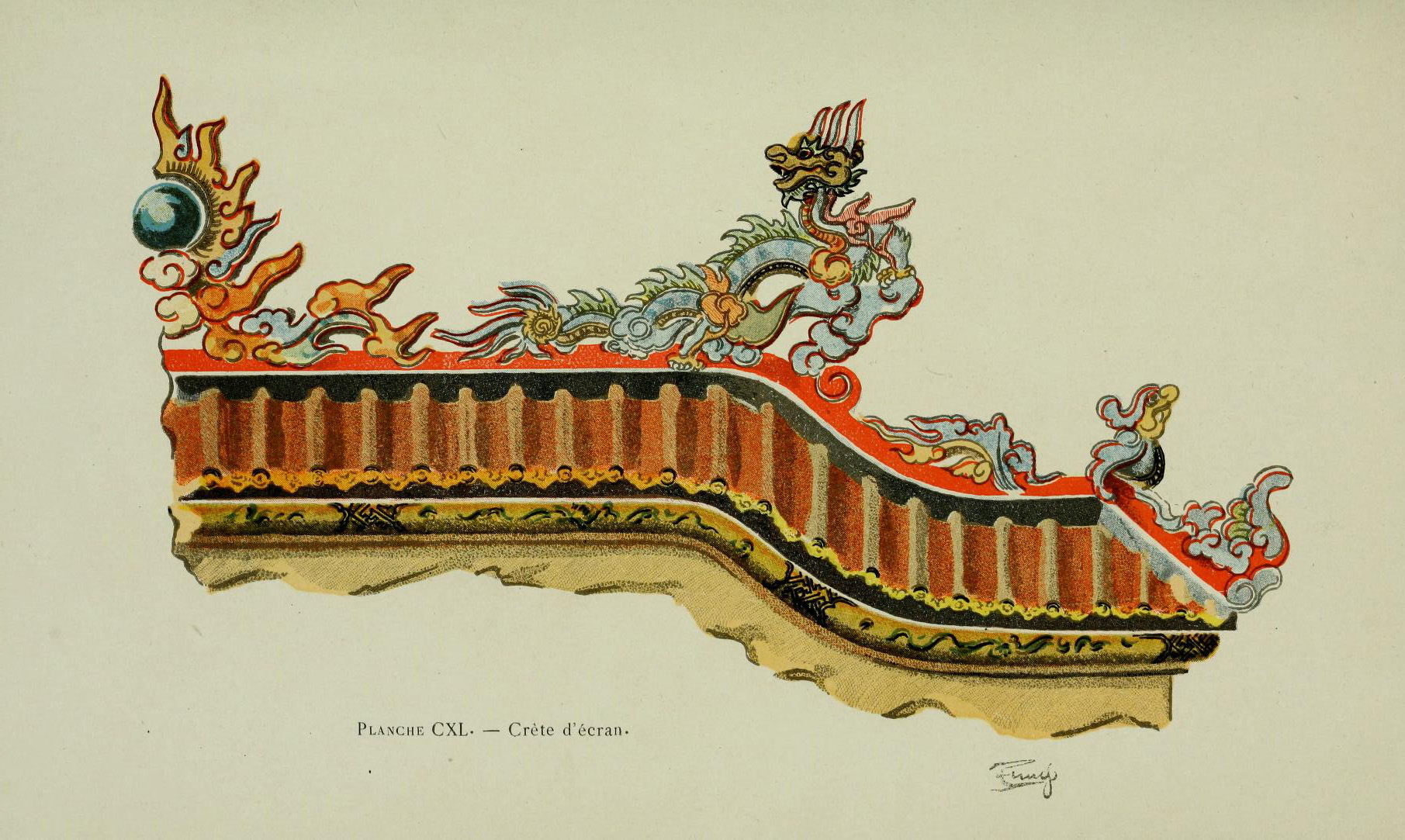
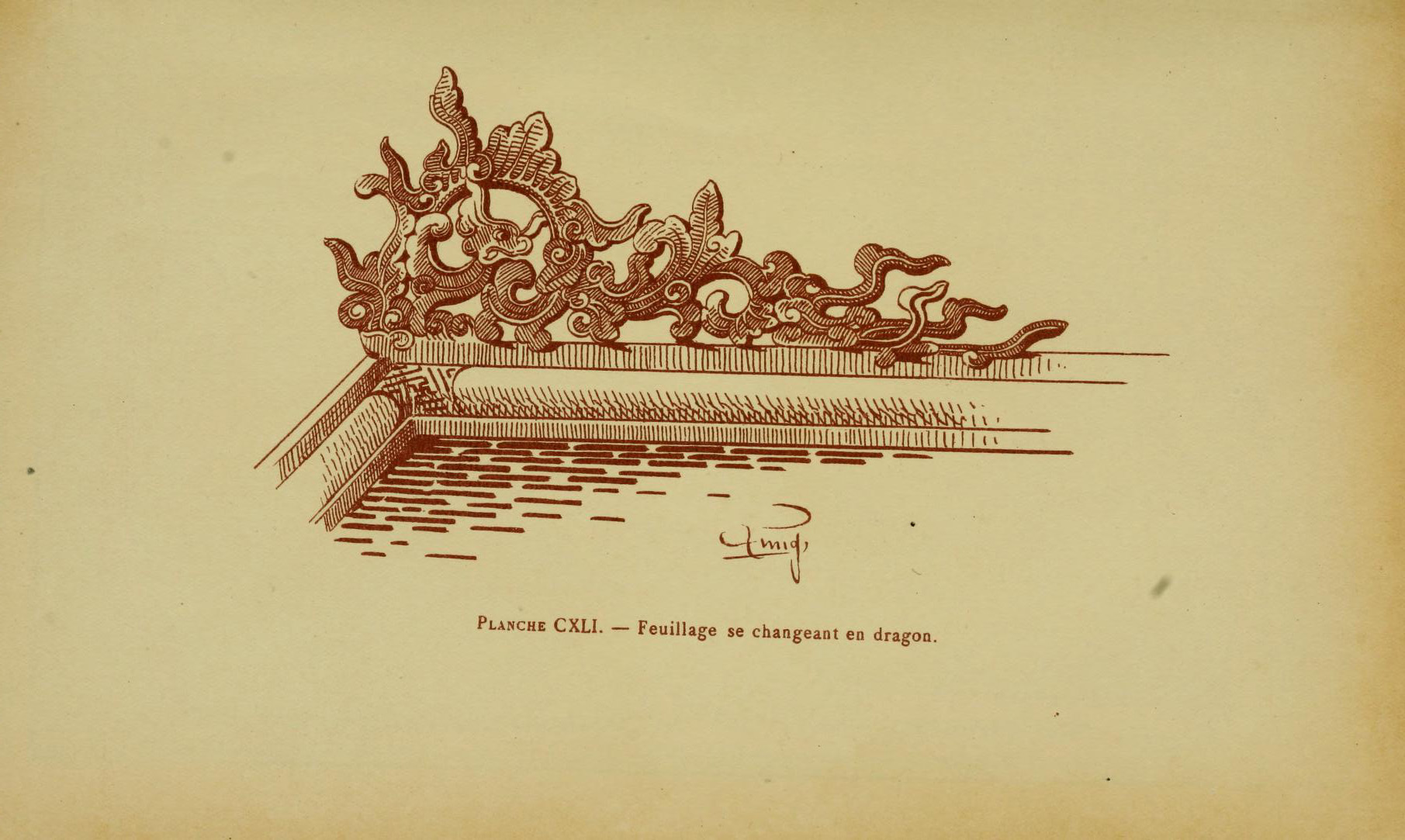
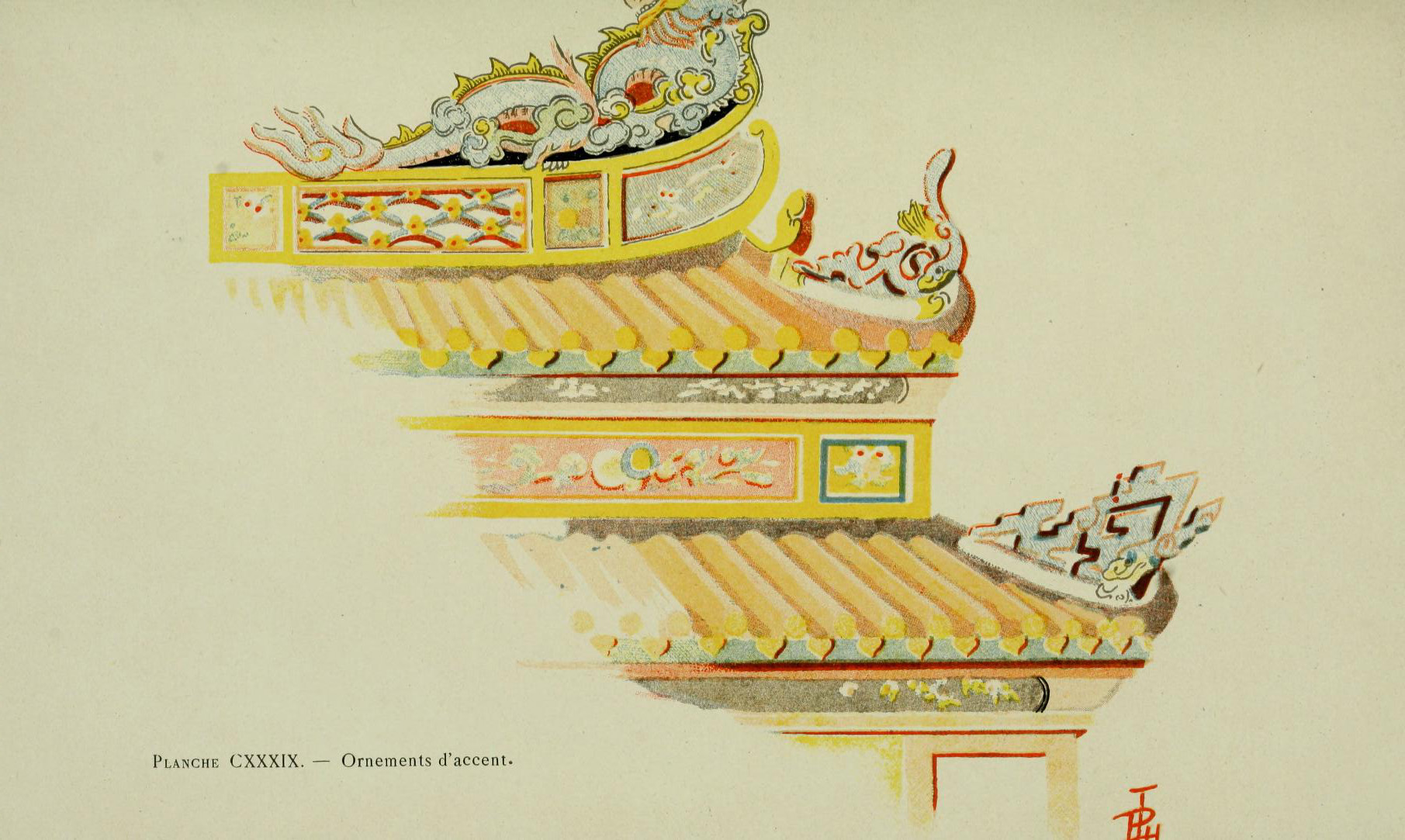
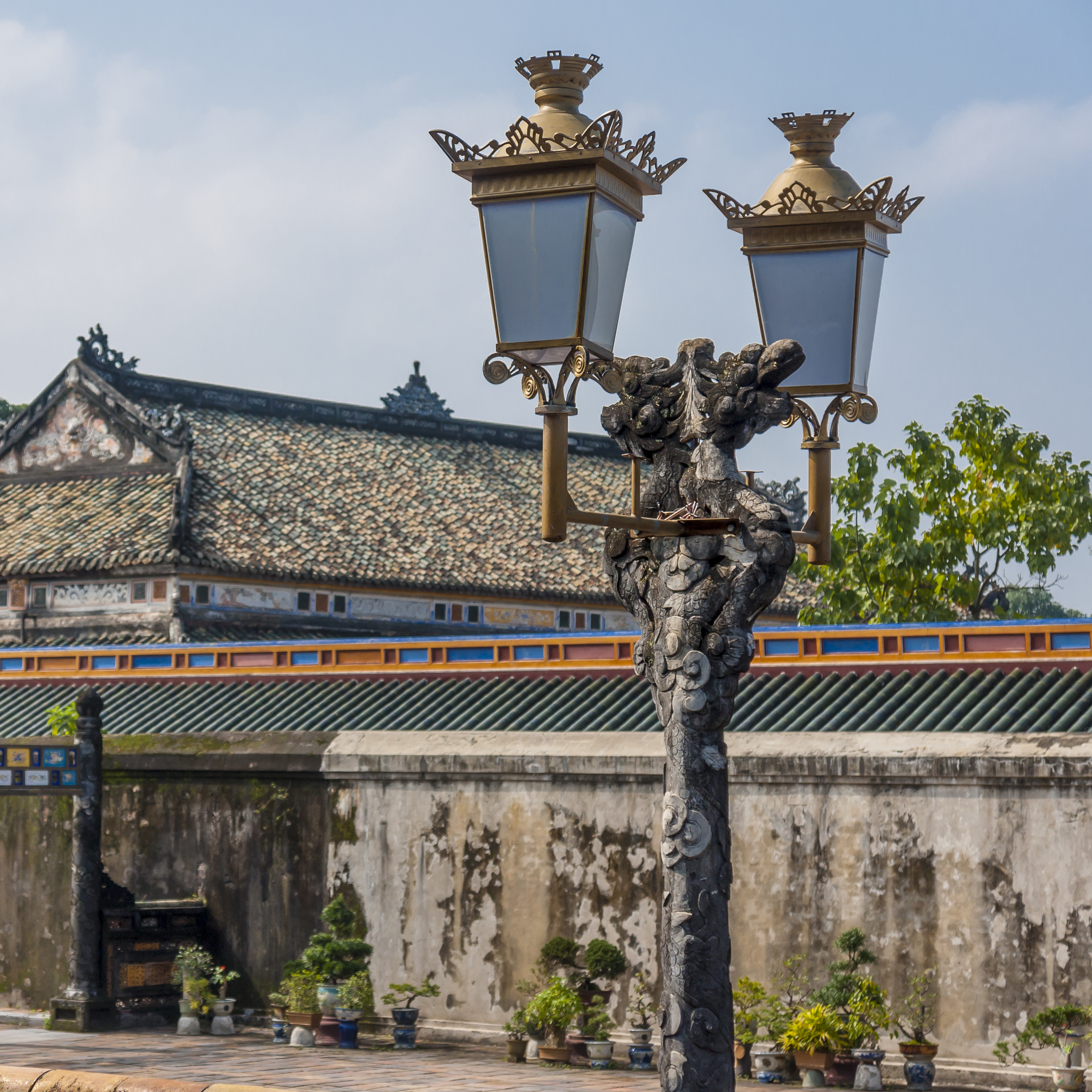
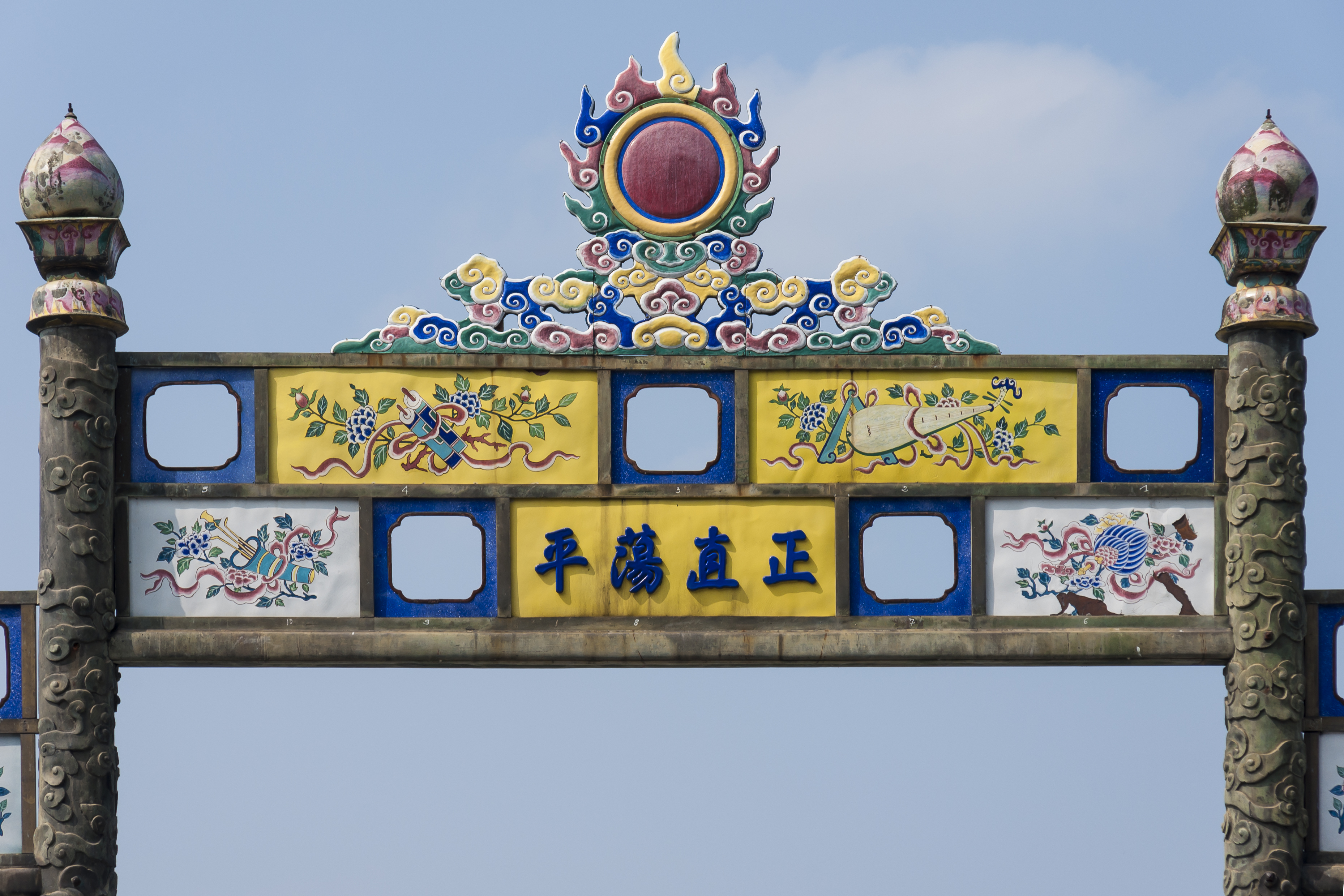
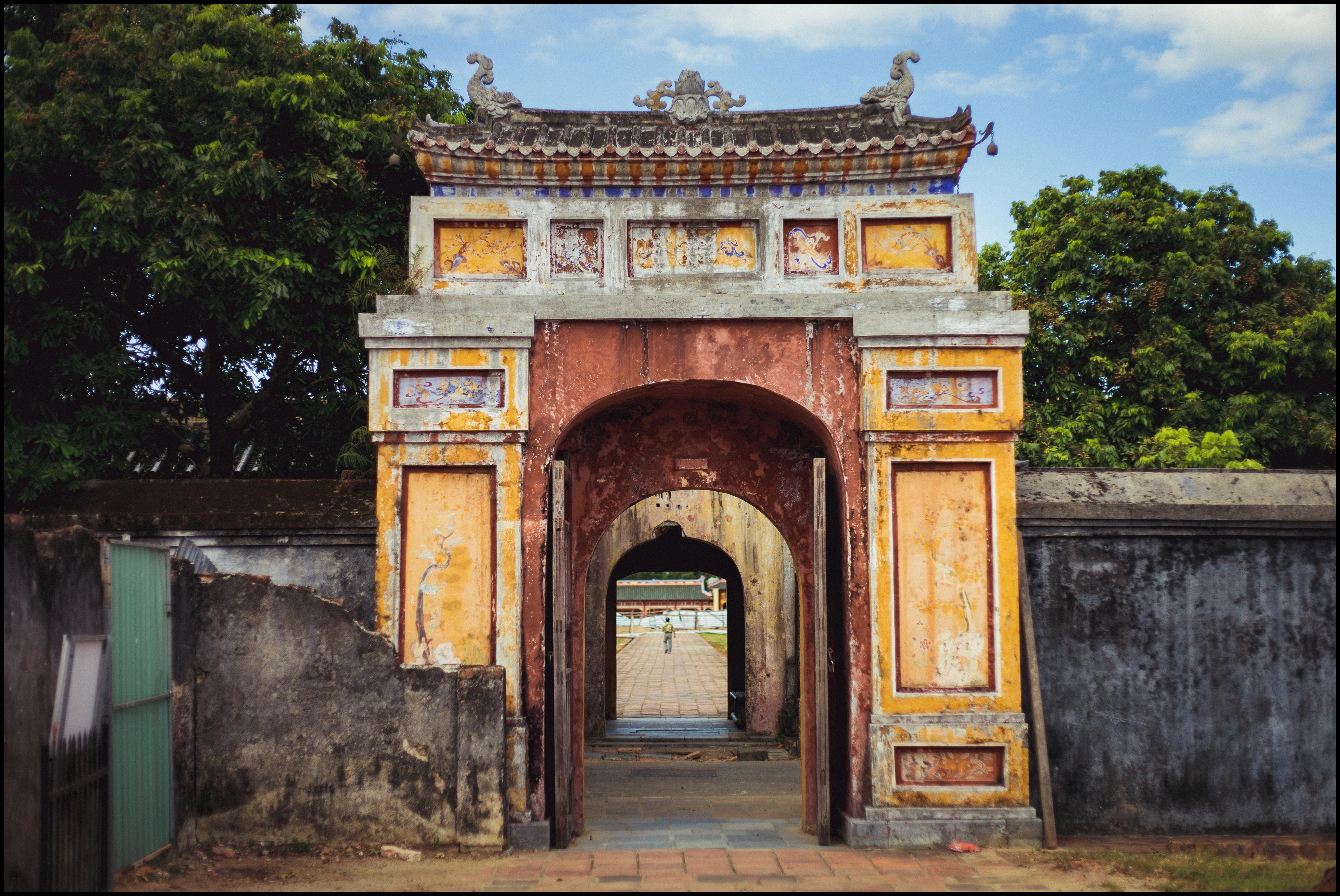
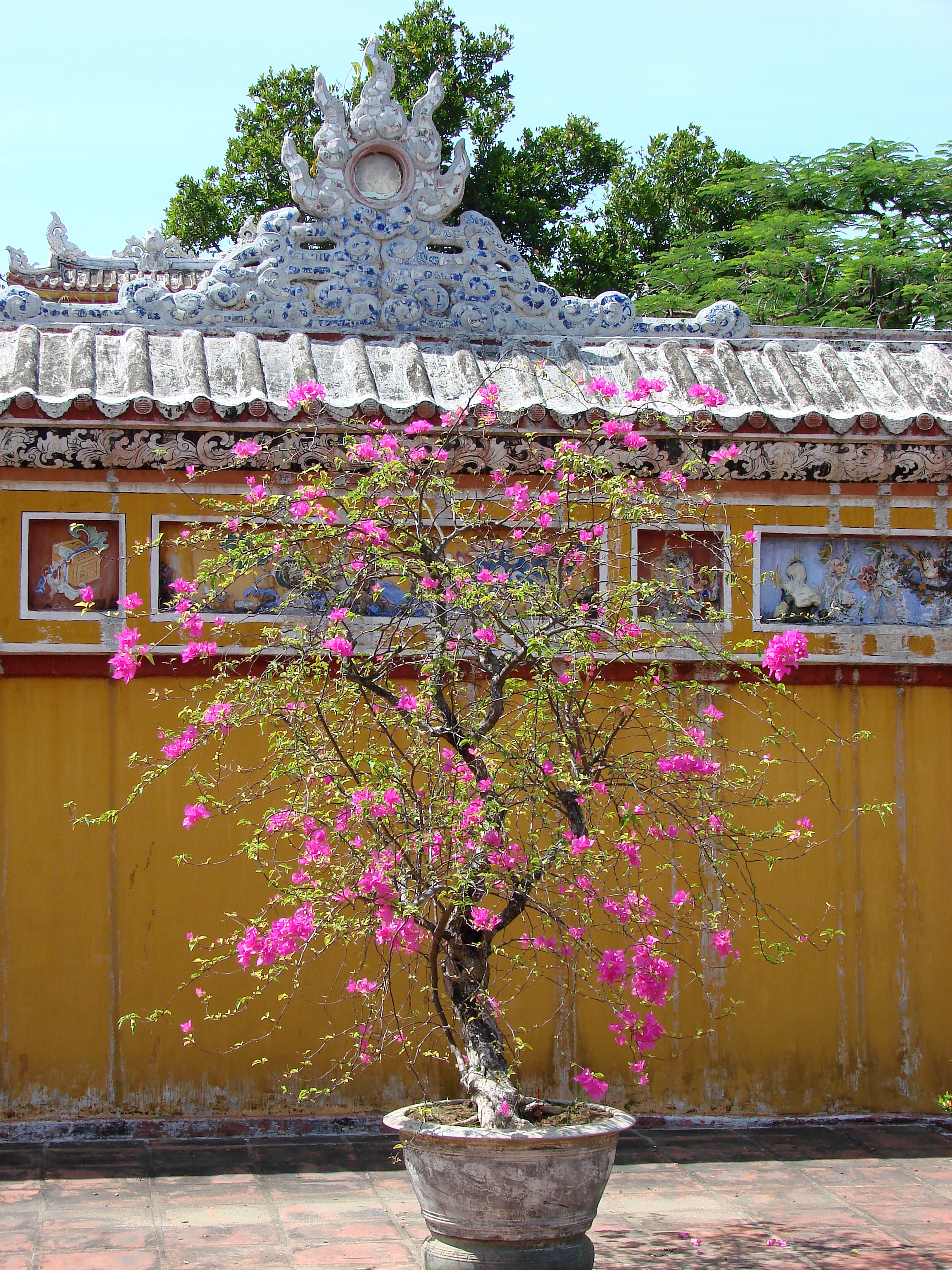
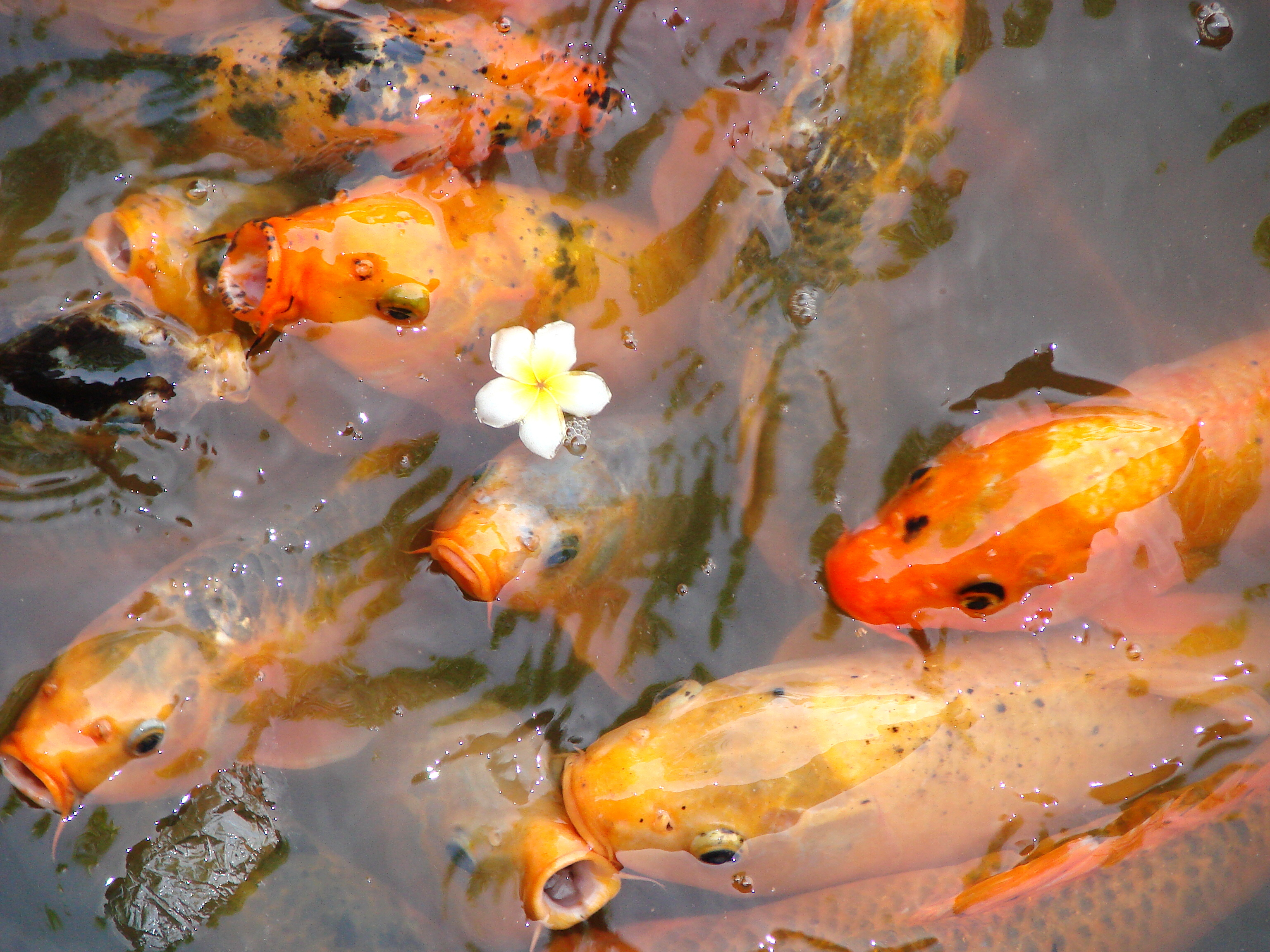
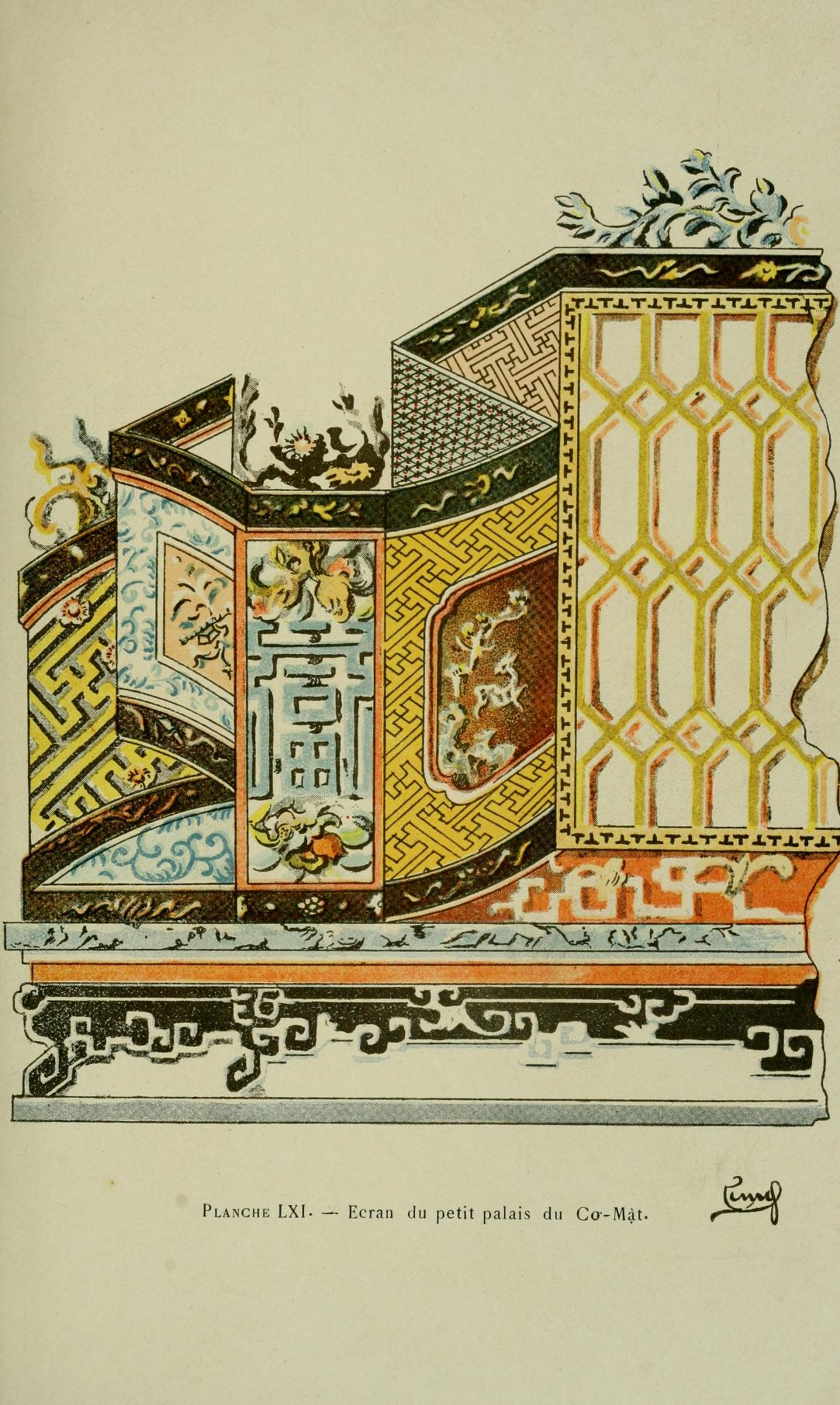
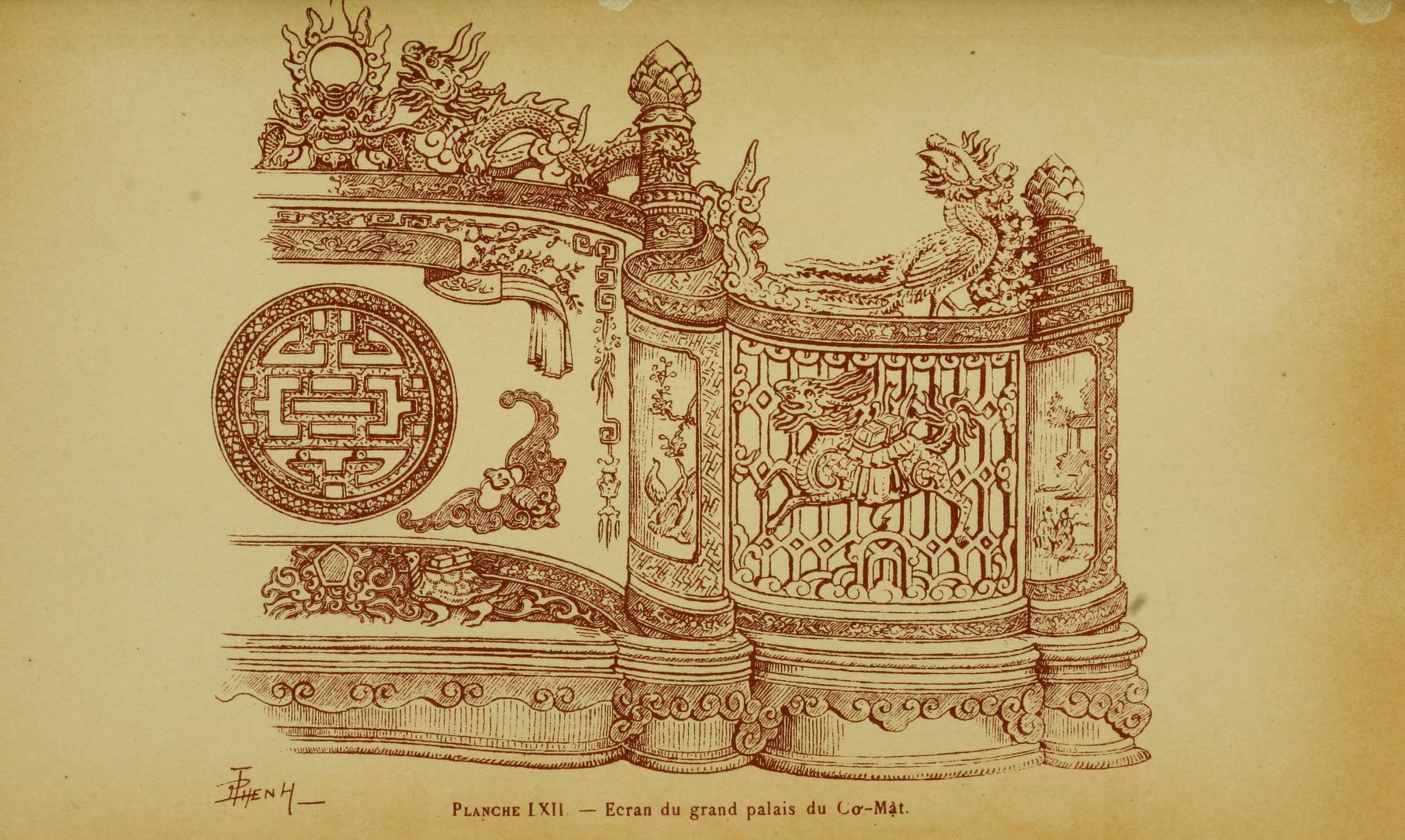
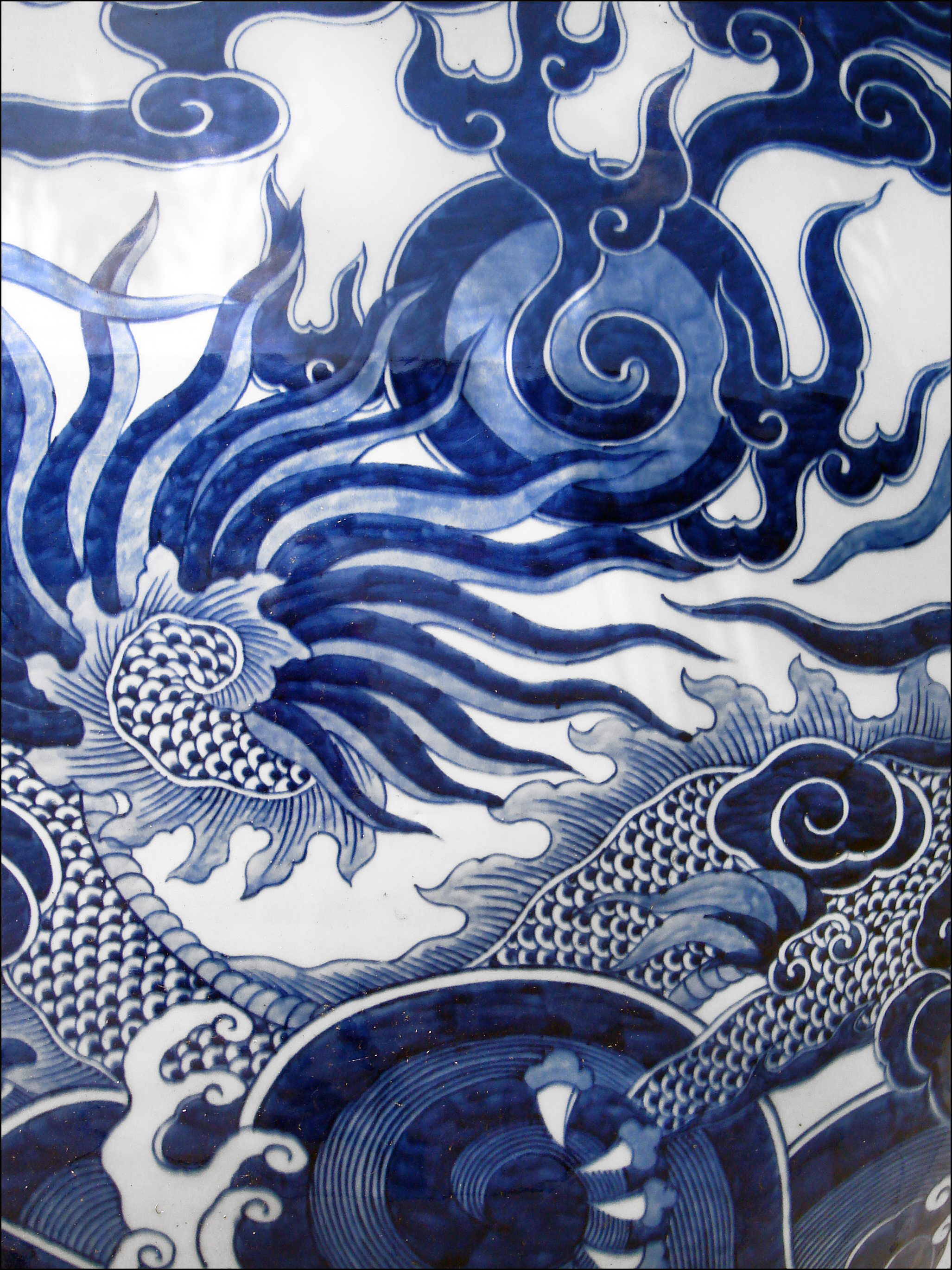
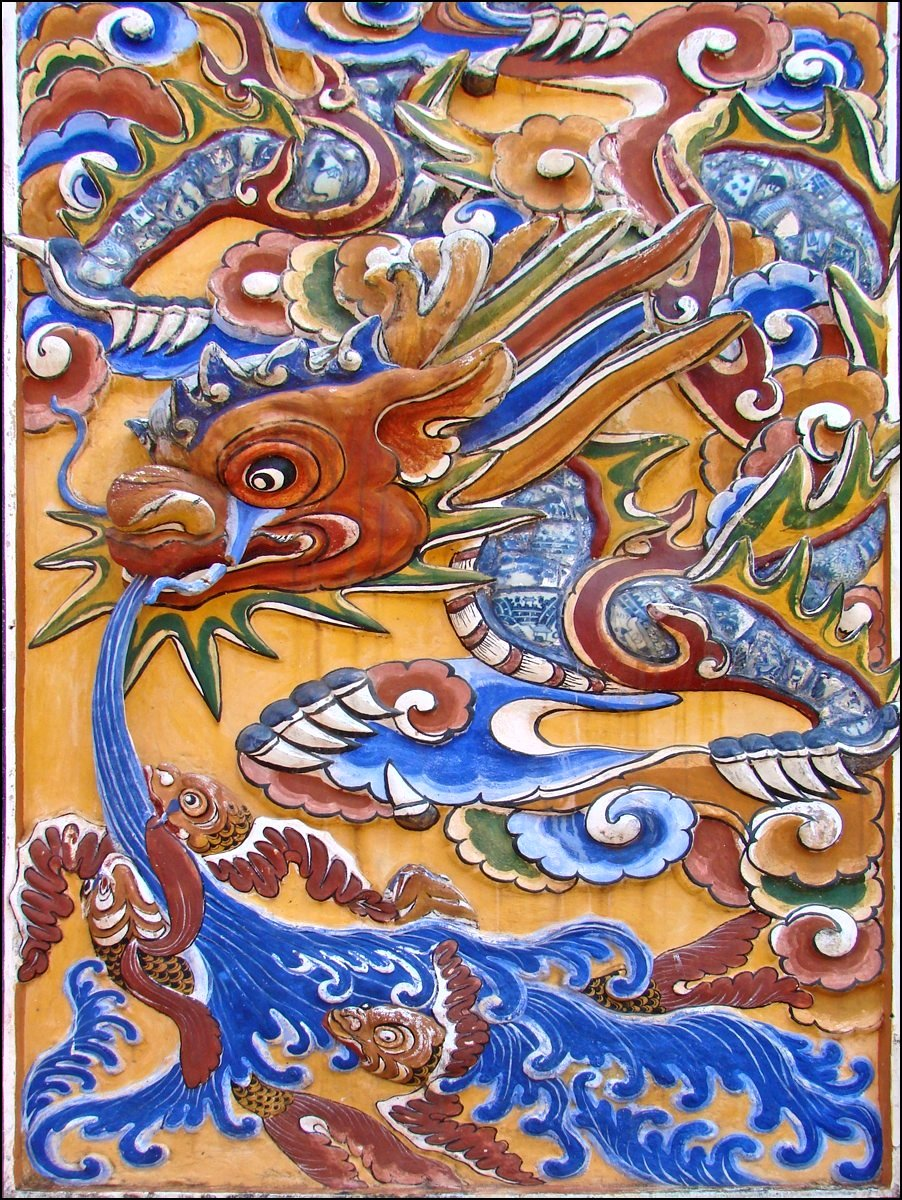
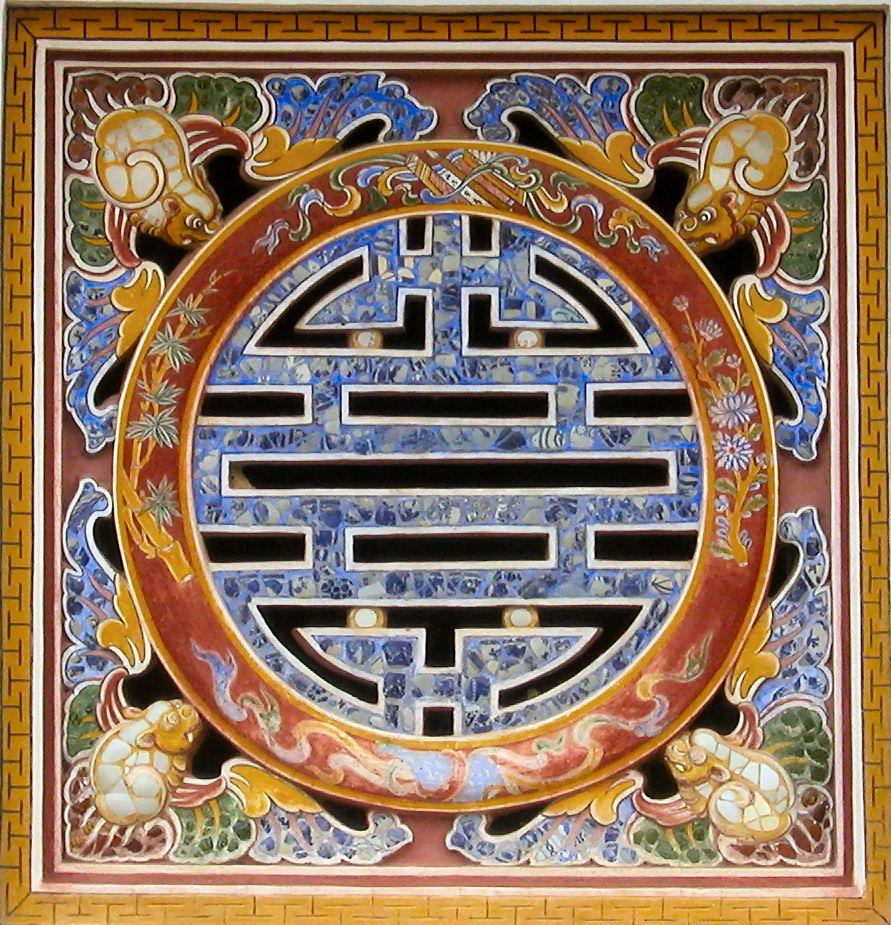
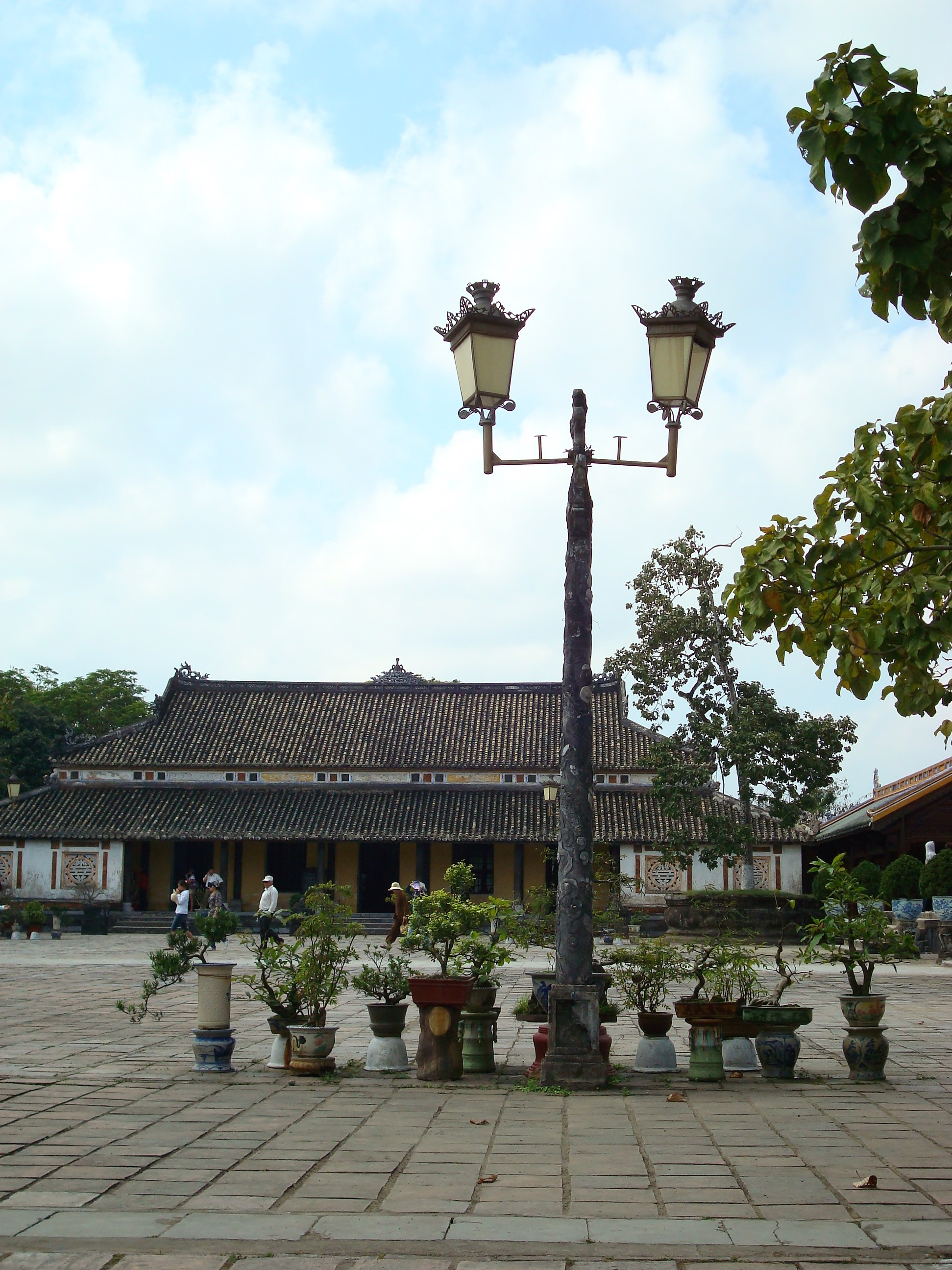
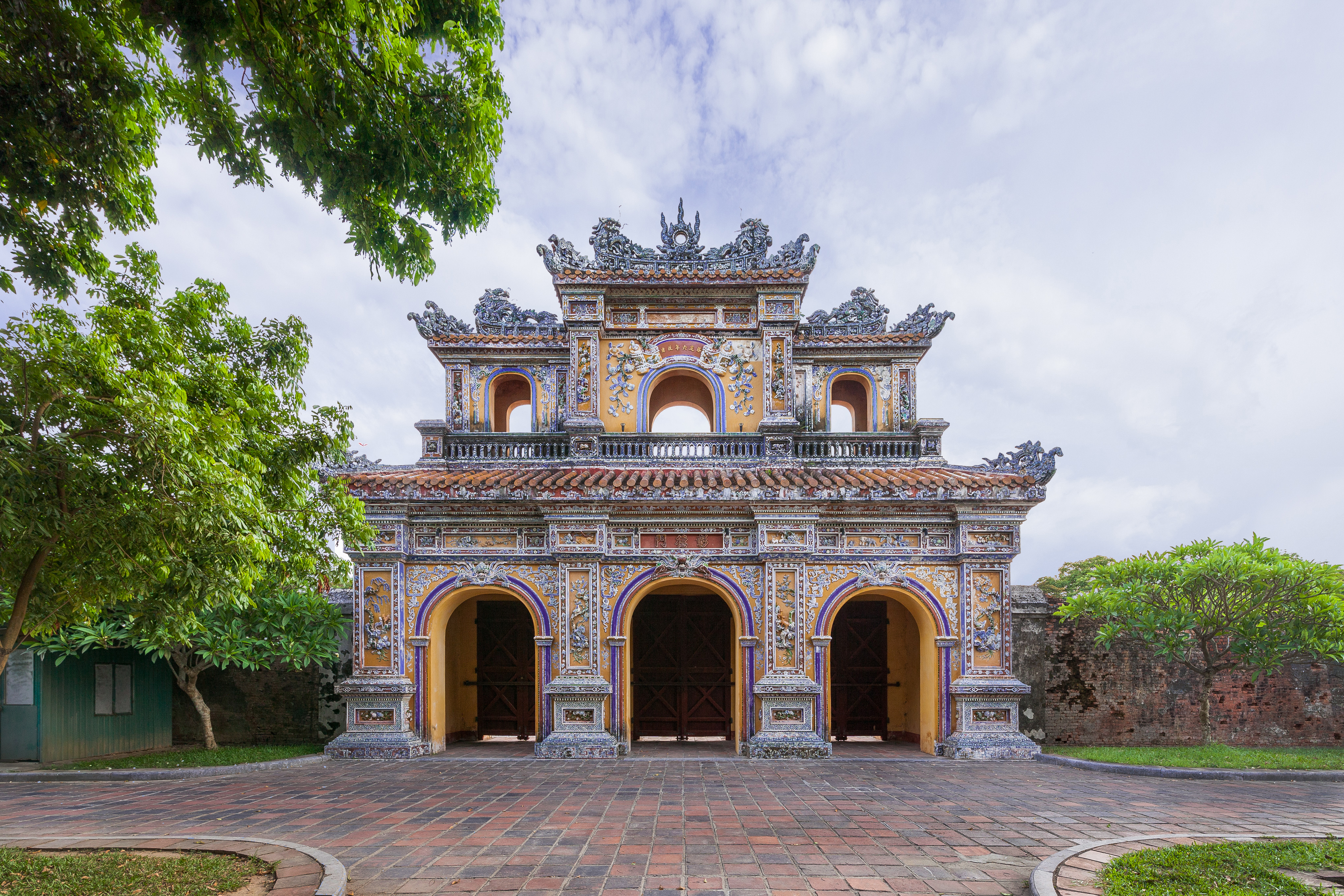
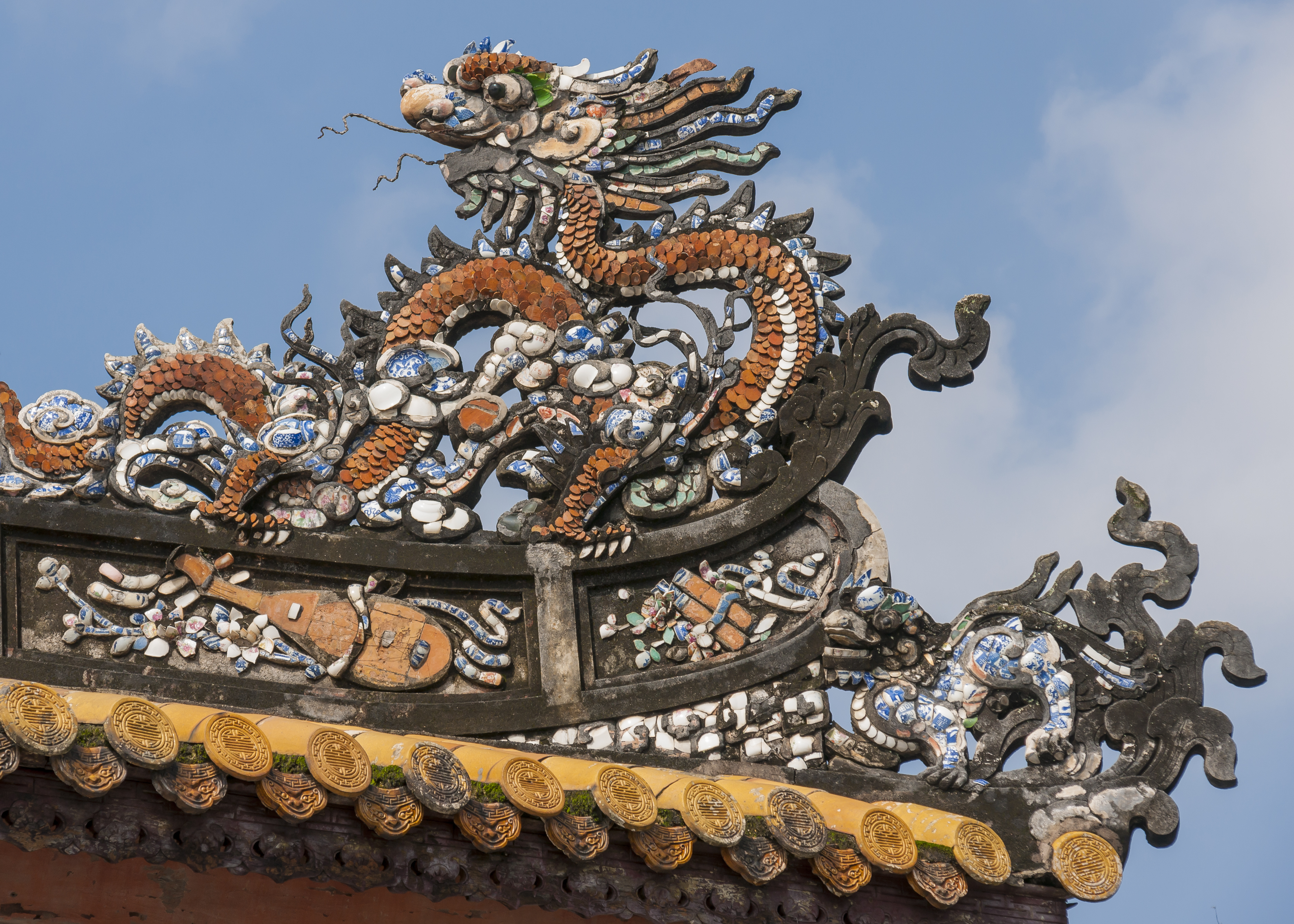
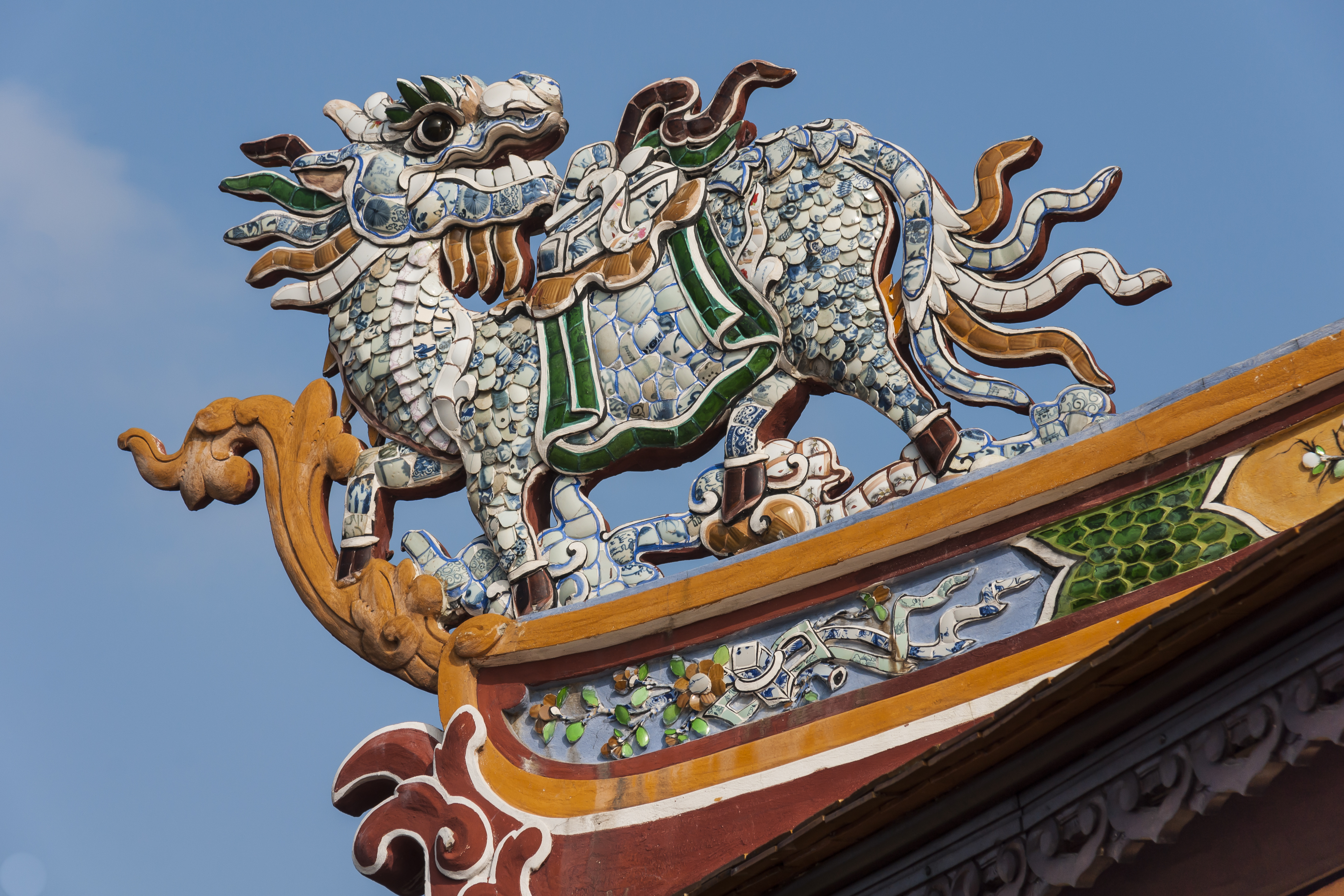
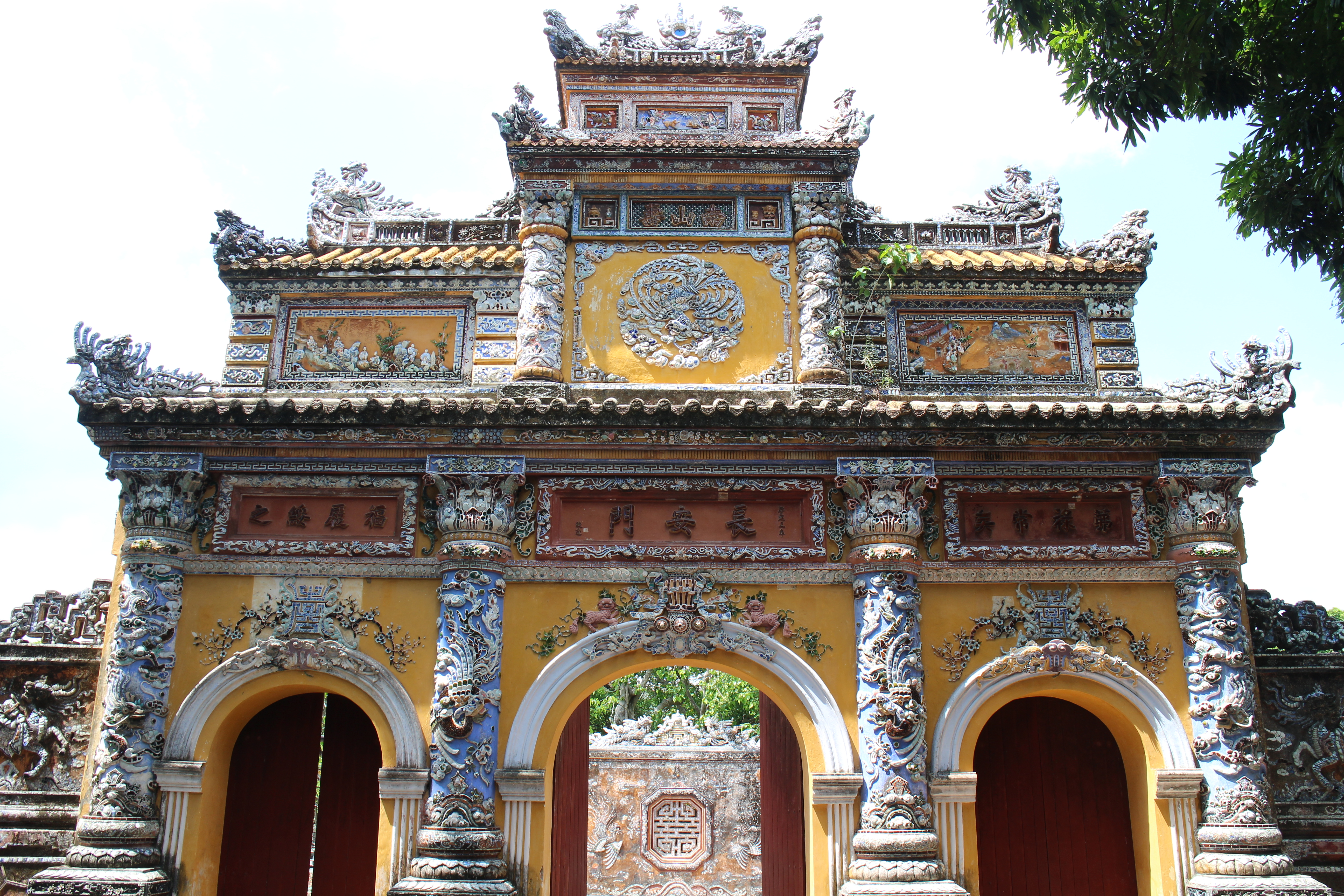
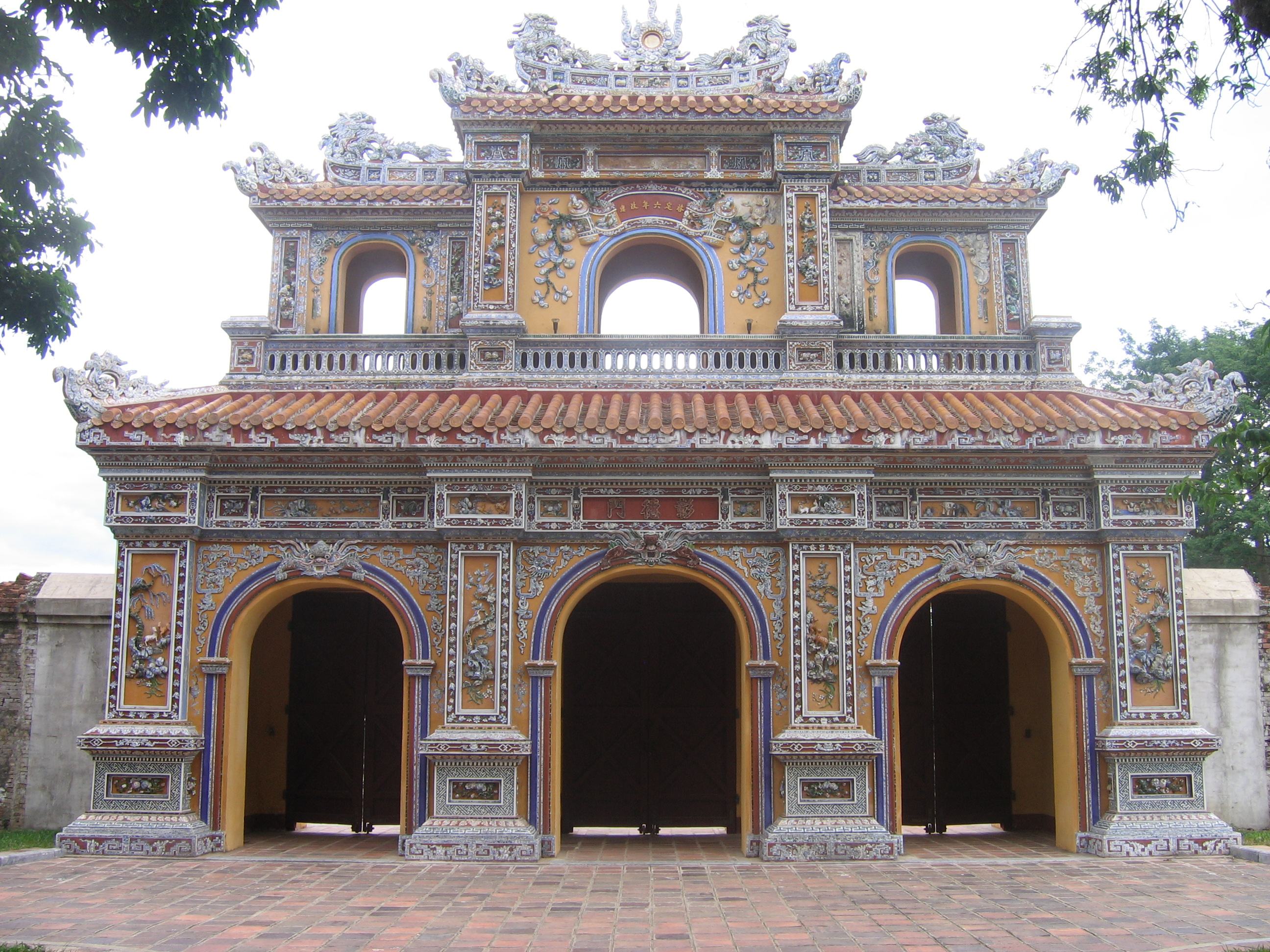